# A lengyelországi zsidók története
A lengyelországi zsidók története legalább 1000 éves múltra tekint vissza. Évszázadokig Lengyelország adott otthont a világ legnagyobb és legjelentősebb zsidó közösségének. Lengyelország a zsidó kultúra fő központja volt, a törvényileg biztosított vallási tolerancia és a társadalmi autonómia hosszú időszaka alatt, amely Lengyelország 18. századi felosztása után ért véget. A második világháború alatt a náci Németország és csatlósai csaknem teljes népirtást hajtottak végre a lengyel zsidó közösségben. A kommunizmus lengyelországi bukása óta megújult az érdeklődés a zsidó kultúra iránt, ideértve az évente megrendezésre kerülő Zsidó Kulturális Fesztivált, az új tanulmányi programokat a lengyel középiskolákban és egyetemeken, valamint a varsói Lengyel Zsidóság Történetének Múzeuma megnyitását.
A Lengyel Királyság 1025-es megalapításától az 1569-ben létrehozott Lengyel–Litván Nemzetközösség kezdetéig Lengyelország volt a legtoleránsabb ország Európában. A történészek a paradisus iudaeorum (latinul a „zsidók paradicsoma”) jelzővel illették. Lengyelország menedékhelyévé vált az európai országokban üldözött és kiutasított zsidóknak, és a világ akkori legnagyobb zsidó közösségének otthona lett. Egyes források szerint a világ zsidóinak mintegy háromnegyede élt Lengyelországban a 16. század közepén. A Nemzetközösség gyengülésével és az egyre növekvő vallási viszályokkal (reformáció és a katolikus ellenreformáció miatt) Lengyelország hagyományos toleranciája  a 17. századtól meggyengült. Az ország 1795-ös felosztása és Lengyelország mint szuverén állam pusztulása után a lengyel zsidókra a felosztó hatalmak, köztük az egyre antiszemitábbá váló Orosz Birodalom, valamint az Osztrák–Magyar Monarchia és Porosz Királyság törvényei vonatkoztak (később a Német Császárság egy része). Ennek ellenére, amikor Lengyelország visszanyerte függetlenségét az első világháború után, az európai zsidóság központja volt, ahol a világ egyik legnagyobb zsidó közössége élt, több mint 3 millió fővel. Az antiszemitizmus ezekben az években egyre nagyobb problémát jelentett Európa-szerte, mind a politikai berendezkedés, mind a lakosság körében. A két világháború közötti időszakban Lengyelország támogatta a zsidó emigrációt Lengyelországból, és a nemzetközi színtéren egy zsidó állam létrehozását Palesztinában. A lengyel állam olyan zsidó félkatonai csoportokat is támogatott, mint a Hágáná, a Bétár és az Irgun, fegyverekkel és kiképzéssel ellátva őket.
1939-ben, a második világháború kezdetekor Lengyelországot felosztotta a Harmadik Birodalom és a Szovjetunió (lásd Molotov–Ribbentrop-paktum). A lengyel lakosság ötöde elpusztult a második világháború során; a holokausztban meggyilkolt 3 000 000 lengyel zsidó a lengyel zsidóság 90%-át, s a háborúban megölt lengyelek felét tették ki.  Noha a holokauszt nagyrészt a németek által megszállt Lengyelországban történt, állampolgárai csak alig működtek együtt a nácikkal. A lengyelek együttműködése kisebb volt, mint más megszállt országok polgárainak. A náci rémtettekhez való lengyel hozzáállás példái széles skálán mozogtak, a zsidó életek megmentése érdekében a halál kockáztatásától és a feljelentés passzív megtagadásától a közömbösségig, zsarolásig, szélsőséges esetekben pedig a pogromokban, például a jedwabnei pogromban való részvételig.
A háború utáni időszakban a körülbelül 200 000 zsidó túlélő közül sokan a Lengyel Zsidók Központi Bizottságánál vagy a CKŻP-nél regisztráltak (közülük 136 000 érkezett a Szovjetunióból), majd elhagyták a Lengyel Népköztársaságot a megalakuló Izrael, Észak-Amerika vagy Dél-Amerika felé. Távozásukat egyrészt a zsidó intézmények elpusztítása, a háború utáni erőszak, valamint a kommunista párt vallás- és magánvállalkozás-ellenessége is gyorsította, másrészt pedig az, hogy 1946–1947-ben Lengyelország volt az egyetlen ország a keleti blokkban, amely vízum és kiutazási engedély nélkül engedélyezte a zsidók szabad alijázását Izraelbe. A megmaradt zsidók többsége 1968 végén hagyta el Lengyelországot az „anticionista” kampány eredményeként. A kommunista rendszer 1989-es bukása után a lengyel zsidók helyzete normalizálódott, és akik a második világháború előtt lengyel állampolgárok voltak, megújíthatták a lengyel állampolgárságukat. Becslések szerint jelenleg a lengyel zsidó közösség létszáma 10 000 és 20 000 fő közé tehető. Bármilyen zsidó örökséggel rendelkező emberek száma ennek többszöröse lehet.

## A korai történelem az aranykorig: 966–1572

### Korai történelem: 966–1385

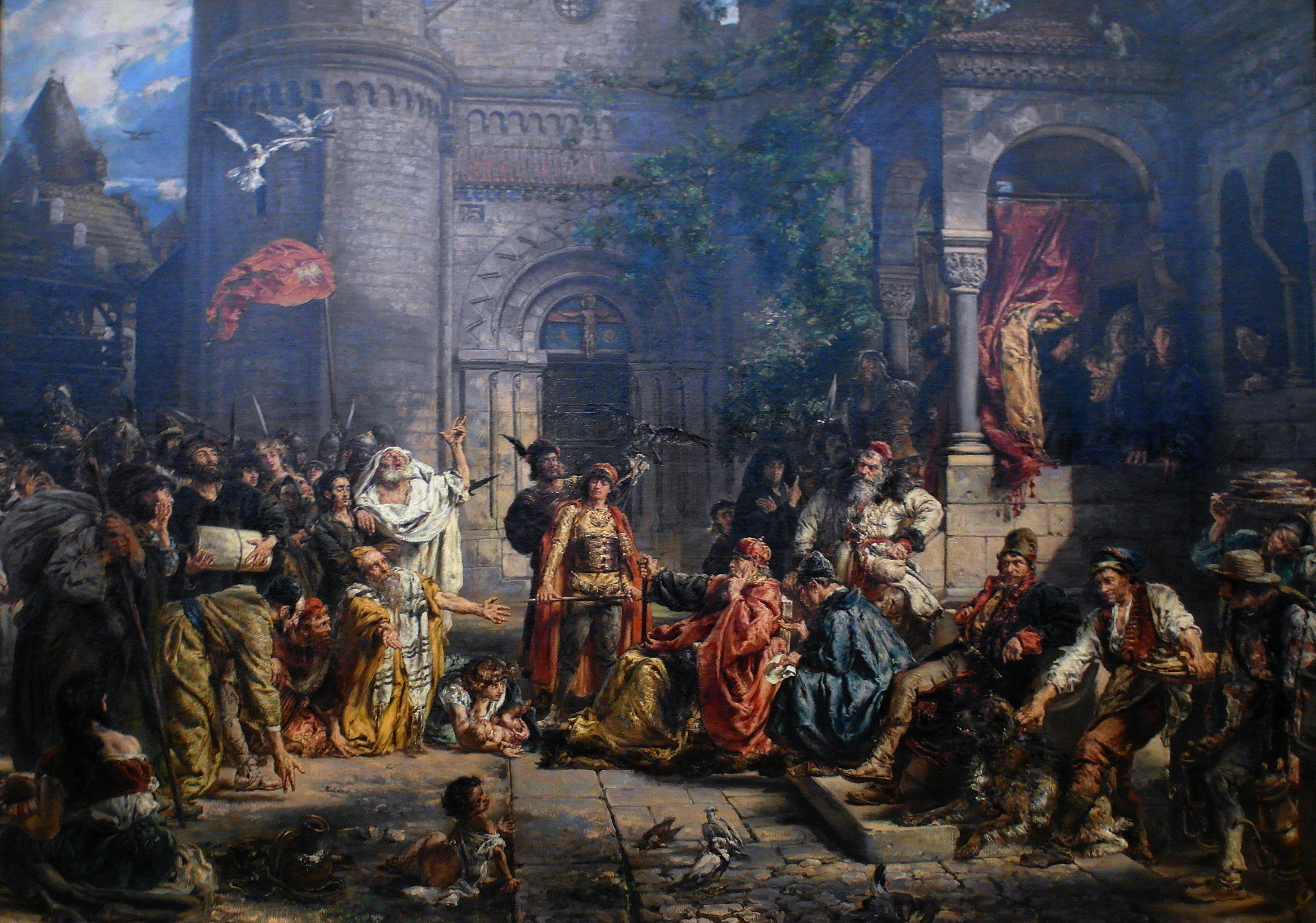
A zsidók befogadása (Lengyelországban, 1096), Jan Matejko, 1889

Az első zsidók, akik lengyel területre érkeztek, kereskedők voltak, s míg a keresztes háborúk idején megkezdődött az állandó letelepedésük. A Kijev és Buhara felé vezető kereskedelmi útvonalakon haladva a radhanitáknak nevezett zsidó kereskedők átkeltek Szilézián. Egyikük, a spanyol Andaluszban élő és Tortosa városból származó mór diplomata és kereskedő volt, akit arab nevén, Ibrahim ibn Yaqub néven ismertek. Ő volt az első krónikás, aki megemlítette az I. Mieszko lengyel fejedelem által irányított lengyel államot. 965 vagy 966 nyarán Jaqub kereskedelmi és diplomáciai utat tett a muzulmán Spanyolországban található Toledótól a Német-római Birodalomig, majd a szláv országokba. A zsidók első tényleges említése a lengyel krónikákban a 11. században fordult elő, amelyből úgy tűnik, hogy a zsidók akkoriban Gnieznóban éltek, amely akkoriban a Piast-dinasztia lengyel királyságának fővárosa volt. Az első zsidók közül, akik 1097-ben vagy 1098-ban érkeztek Lengyelországba, ott voltak a Prágából száműzöttek is. Az első állandó zsidó közösségről 1085-ben egy zsidó tudós, Jehuda ha-Kohen tett említést Przemyśl városából.
Csakúgy, mint Közép- és Kelet-Európában, a középkori Lengyelországban is a zsidók fő tevékenysége a kereskedelem volt, ideértve az olyan áruk exportját és behozatalát, mint a szövet, len, szőrme, bőr, viasz, fémtárgyak és rabszolgák.

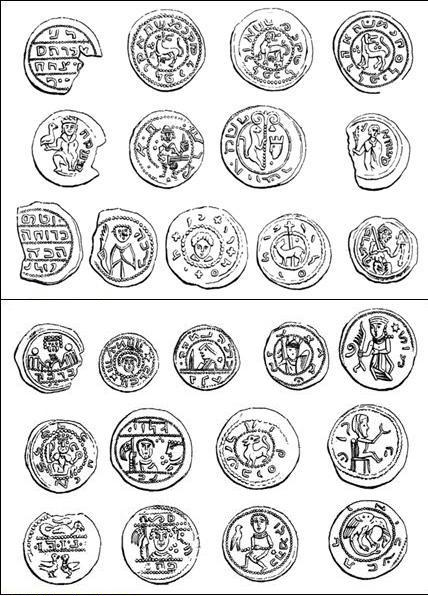
Kora-középkori lengyel érmék héber felirattal

Az első nagyarányú zsidó vándorlás Nyugat-Európából Lengyelországba az első keresztes hadjárat idején, 1098-ban történt. III. Boleszláv (1102–1139) alatt a zsidók, akiket az uralkodó toleráns rendszere bátorított, egész Lengyelországban letelepedtek, beleértve a határon túli litván területeket is, egészen Kijevig. III. Boleszláv felismerte a zsidók hasznát országa kereskedelmi érdekeinek fejlesztésében. A zsidók alkották a lengyel gazdaság gerincét. III. Mieszko a pénzverdéjében zsidókat alkalmazott vésőként és műszaki felügyelőként, és az ebben az időszakban vert érméken még héber jeleket is találtak. Más korabeli lengyel fejedelmek, többek között II. Kázmér, I. Boleszláv és III. Ulászló pénzverdéiben is dolgoztak zsidók. A zsidók zavartalan békét és jólétet élveztek a fejedelemségekben, amelyekre az ország akkoriban fel volt osztva; egy olyan országban alkották a középosztályt, ahol az általános népesség földesurakból (szlachta, amiből a lengyel nemesség kialakult) és parasztokból állt, és fontos szerepet játszottak az ország kereskedelmi érdekeinek előmozdításában.
A zsidók Lengyelországba való bevándorlásának másik tényezője a Magdeburgi jogok (vagy a Magdeburgi Törvény) volt, egy többek között a zsidóknak adott charta, amely konkrétan meghatározta a zsidók Lengyelországban fennálló jogait és kiváltságait. Például meghatározhatták szomszédságukat és gazdasági versenytársaikat, és monopóliumokat hozhattak létre. Ez nagyon vonzóvá tette a zsidó közösségek számára, hogy felkerekedjenek és Lengyelországba költözzenek.
A zsidó telepesek első említése Płockból 1237-ből származik, Kaliszban 1287-ből, Krakkóban pedig egy Żydowska (zsidó) utcából 1304-ben.
A toleráns helyzetet egyrészt a római katolikus egyház, másrészt a szomszédos német államok fokozatosan megváltoztatták. Az uralkodó fejedelmek között azonban akadtak a zsidó lakosok elszánt védelmezői, akik utóbbiak jelenlétét kívánatosnak tartották az ország gazdasági fejlődése szempontjából. Az ilyen uralkodók közül kiemelkedő volt kaliszi Jámbor Boleszláv, Nagy-Lengyelország fejedelme. A rendek képviselőinek és felsőbb tisztviselőinek beleegyezésével 1264-ben kiadta a Zsidó Szabadságok Általános Chartáját (közismert nevén a kaliszi statútumot, amely minden zsidó számára megadta az istentisztelet, a kereskedelem és az utazás szabadságát. Hasonló kiváltságokat adtak a sziléziai zsidóknak a helyi fejedelmek is, mint Probus Henrik wrocławi fejedelem 1273–90-ben, glogowi Henrik 1274-ben és 1299-ben, legnicai Henrik 1290–95-ben, valamint Bolko legnica és wrocławi fejedelem 1295-ben. A kaliszi statútum 31. cikke megpróbálta visszaszorítani a katolikus egyházat a zsidók elleni vérvád terjesztésétől azáltal, hogy kimondta: „A zsidókat keresztény vérivással vádolni kifejezetten tilos. Ha ennek ellenére egy zsidót keresztény gyermek meggyilkolásával vádolnának, az ilyen vádat három keresztény és három zsidó tanúvallomásával kell alátámasztani.”
A következő száz évben az egyház a zsidók üldözését szorgalmazta, míg Lengyelország uralkodói általában megvédték őket. A wrocławi (1267), budai (1279) és łęczycai (1285) zsinatok mindegyike elkülönítette a zsidókat, különleges jelvény viselésére kötelezte őket, megtiltotta nekik, hogy olyan tisztségeket töltsenek be, ahol a keresztények alárendeltek lennének, és megtiltotta nekik, hogy egynél több imaházat építsenek egy-egy városban. Ezeknek az egyházi rendeleteknek a végrehajtáshoz azonban a lengyel fejedelmek együttműködésére volt szükség, ami általában nem következett be, a zsidók gazdasági tevékenysége által a fejedelmeknek nyújtott haszon miatt.

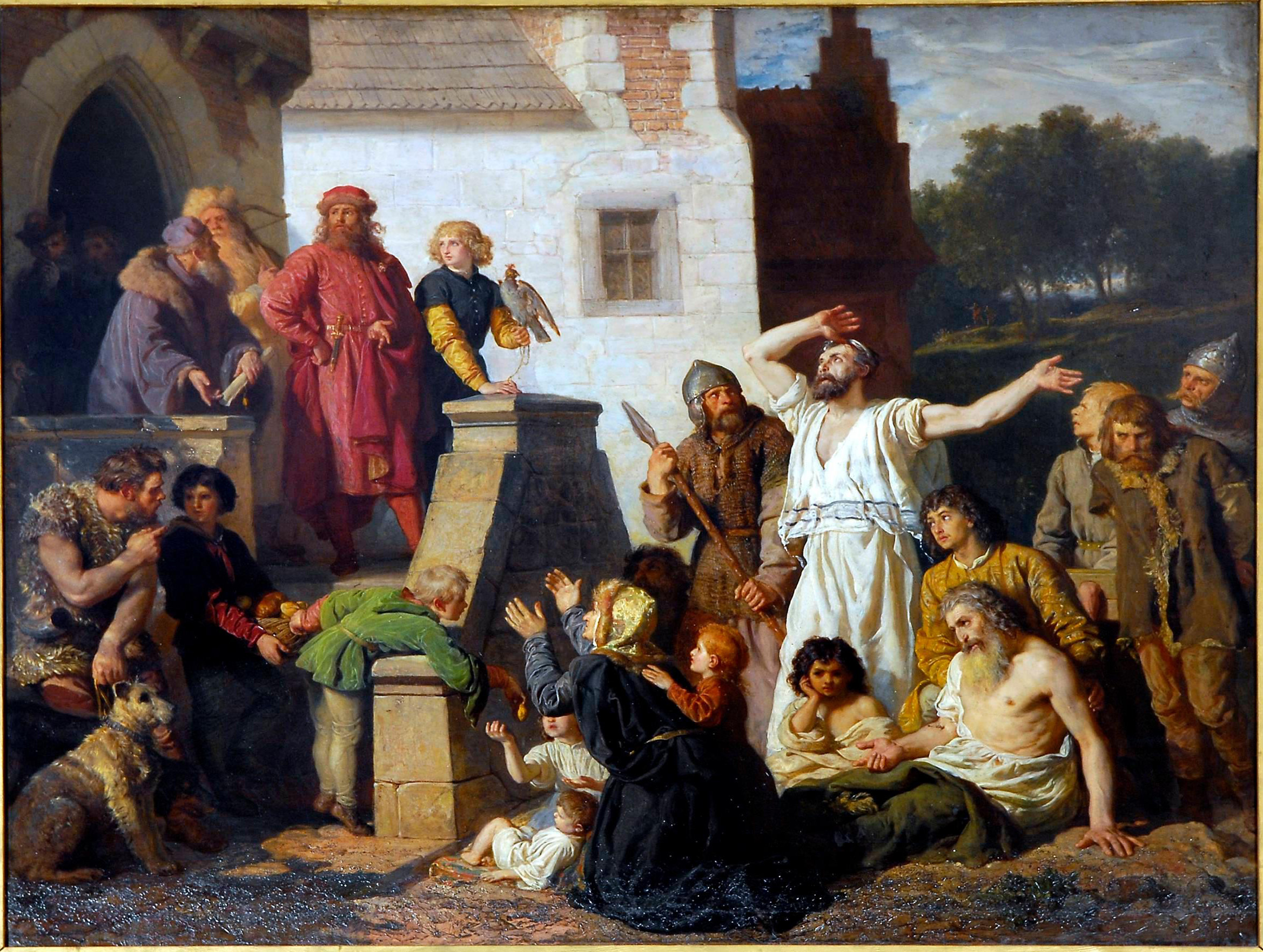
Nagy Kázmér és a zsidók, Wojciech Gerson, 1874

1332-ben III. Nagy Kázmér (1303–1370) a Wiślicki-statútummal kibővítette és kiegészítette Bolesław régi statútumát. Az ő uralkodása alatt zsidó bevándorlók áradata indult kelet felé Lengyelországba, és a zsidó településeket először Lvovban (1356), Sandomierzben (1367) és a Krakkó melletti Kazimierzben (1386) említik. Kázmér, akinek egy legenda szerint volt egy Eszterke nevű zsidó ágyasa, különösen barátságos volt a zsidókkal szemben, és uralkodását a lengyel zsidóság nagy virágzásának korszakának tekintik, kortársai pedig „a jobbágyok és zsidók királyának” hívták. Halálbüntetés terhe mellett megtiltotta a zsidó gyermekek elrablását a keresztelés kikényszerítése céljából. A zsidó temetők meggyalázása miatt súlyos büntetést szabott ki. Mindazonáltal, míg Kázmér uralkodásának nagy részében a lengyel zsidók nyugalmat élveztek, annak vége felé azonban üldöztetésnek vetették alá őket a fekete halál miatt. 1348-ban jegyezték fel az első vérvádat Lengyelországban a zsidók ellen, 1367-ben pedig Poznańban került sor az első pogromra. Hittársaik nyugat-európai könyörtelen pusztításához képest nem jártak rosszul; német zsidó tömegek pedig a vendégszeretőbb lengyelországi városokba menekültek.

### A korai Jagelló-korszak: 1385–1505
II. Ulászló (Jagelló) és Hedvig, I. Lajos magyar király lánya házasságának eredményeként Litvánia egyesült a Lengyel Királysággal. 1388–1389-ben széles körű kiváltságokat biztosítottak a litván zsidóknak, ideértve a vallás és a kereskedelem szabadságát a keresztényekkel egyenlő feltételekkel. II. Ulászló uralma alatt a lengyel zsidók száma megnőtt és jólétben éltek. A vallási üldözés azonban fokozatosan nőtt, mivel a dogmatikus papság a konstanzi zsinat nyomására a hivatalos tolerancia csökkentését szorgalmazta. 1349-ben Szilézia számos városában pogromok zajlottak. A papok Vérváddal vádoltak a zsidókat és 1399-ben Poznańban újabb zavargások törtek ki a zsidók ellen. Egy másik fanatikus pap vérvádja vezetett 1407-ben a krakkói zavargásokhoz, bár a királyi őrség a segítségükre sietett. A fekete halál okozta hisztéria a 14. században Kaliszban, Krakkóban és Bochniában további zsidók elleni erőszakos cselekményekhez vezetett. A zsidó jólétre féltékeny kereskedők és kézművesek, akik a rivalizálástól tartottak, támogatták a zaklatásokat. 1423-ban a Warkai statútum megtiltotta a zsidóknak hitellevelek vagy jelzálogkölcsönök nyújtását, és tevékenységüket kizárólag az ingóságok fedezetére nyújtott kölcsönökre korlátozta. A 14. és a 15. században a gazdag zsidó kereskedők és pénzkölcsönzők bérbe vették a királyi pénzverdét, sóbányákat, valamint a vám- és útdíj beszedését. A leghíresebbek közülük a 14. században krakkói Jordán és fia, Lewko volt, valamint a 15. században a lucki Jakub Slomkowicz, a drohobyczi Wolczko, a lvovi Natko, a zydaczowi Samson, a Hrubieszowi Josko és a belzi Szania. Drohobyczi Wolczko például II. Ulászló király közvetítője, a ruszin vajdaság több falujának tulajdonosa és Werbiz falu soltysa (bírája) volt. A grodnai zsidók ebben az időszakban falvak, uradalmak, rétek, halastavak és malmok tulajdonosai voltak. A 15. század végéig azonban a mezőgazdaság mint jövedelemforrás csak kisebb szerepet játszott a zsidó családok körében. Sokkal fontosabbak voltak a kézműves mesterségek, amelyek mind zsidó társaik, mind a keresztény lakosság szükségleteit fedezték (szőrmekészítés, cserzés, szabászat).

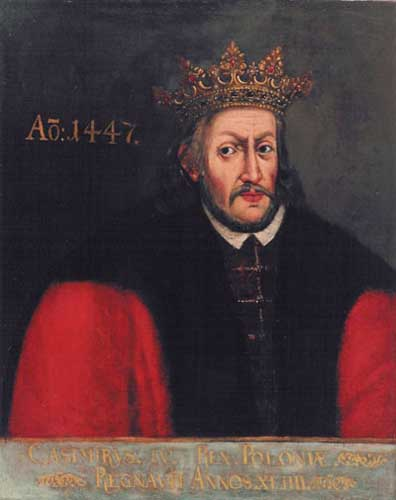
IV. Kázmér lengyel király megerősítette és kiterjesztette a zsidó kiváltságokat a 15. század második felében

1454-ben zsidóellenes zavargások törtek ki a Csehország etnikailag német Wrocławban és más sziléziai városokban, egy ferences szerzetes, Kapisztrán János ihletésére, aki a keresztény vallás megrontásával vádolta a zsidókat. Ennek eredményeként a zsidókat száműzték Alsó-Sziléziából. Ezután Zbigniew Olesnicki felkérte Jánost, hogy végezzen hasonló kampányt Krakkóban és számos más városban, azonban ezek kisebb eredménnyel jártak.
A zsidók helyzetének romlását IV. Kázmér (1447–1492) rövid időre megfékezte, de a nemesség hamarosan a Nieszawai statútum kiadására kényszerítette, amely többek között eltörölte a zsidók ősi kiváltságait „mint az isteni joggal és az ország törvényeivel ellentéteseket”. Ennek ellenére a király továbbra is védelmet nyújtott a zsidóknak. Két évvel később Kázmér kiadott egy újabb dokumentumot, amelyben kijelentette, hogy „nem tudja megfosztani a zsidókat jóindulatától a tolerancia elve alapján, amely Isten törvényeivel összhangban köteles megvédeni őket”. A lengyelországi zsidókkal szembeni kormányzati politika Kázmér fiai és utódai, I. János (1492–1501) és Sándor lengyel király (1501–1506) alatt ingadozott. 1495-ben a zsidókat kiutasították Krakkó központjából, de megengedték, hogy Kazimierz „zsidó városában” letelepedjenek. Ugyanebben az évben Sándor, amikor Litvánia nagyhercege lett, követte a spanyol uralkodók 1492-es példáját és száműzte Litvániából a zsidókat. Több évig menedéket kaptak Lengyelországban, mígnem nyolc évvel később, 1503-ban megváltoztatta döntését, miután lengyel király lett, és visszaengedte őket Litvániába. A következő évben kiáltványt adott ki, amelyben kijelentette, hogy a tolerancia politikája illik a „királyokhoz és uralkodókhoz”.

### A zsidó világ központja: 1505–1572

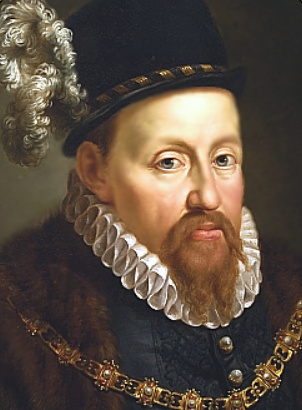
II. Zsigmond Ágost követte apja toleráns politikáját, és a zsidóknak autonómiát biztosított

Lengyelország éppen akkor vált toleránsabbá, amikor 1492-ben kiűzték a zsidókat Spanyolországból, valamint Ausztriából, Magyarországról és Németországból, ami ösztönözte a zsidó bevándorlást a könnyen elérhető Lengyelországba. Valójában a zsidók Spanyolországból való kiűzésével Lengyelország a nyugat-európai száműzöttek elismert menedékévé vált; s a lengyel zsidóság ebből eredő gyarapodása a zsidó nép kulturális és szellemi központjává tette Lengyelországot.
A lengyel zsidók számára a legvirágzóbb időszak a zsidók újbóli beáramlását követően kezdődött I. Zsigmond (1506–1548) uralkodásával, aki megvédte a birodalmában élő zsidókat. Fia, II. Zsigmond Ágost (1548–1572) főként apja toleráns politikáját követte, és a közigazgatás autonómiáját is megadta a zsidóknak, és megalapozta a Kahal, vagyis az autonóm zsidó közösség hatalmát. Ebben az időszakban született meg az a közmondás, amely szerint Lengyelország a „zsidók mennyországa”. Egyes források szerint az összes zsidó mintegy háromnegyede élt Lengyelországban a 16. században. A 16. század közepén Lengyelország befogadta az itáliai és törökországi zsidó jövevényeket, akik többnyire szefárd eredetűek voltak. A zsidó vallási élet számos lengyel közösségben virágzott. 1503-ban a lengyel monarchia Jacob Pollak rabbit nevezte ki Lengyelország első hivatalos rabbijává. 1551-re a zsidók engedélyt kaptak arra, hogy megválasszák saját főrabbijukat. A Rabbinátus hatalommal rendelkezett a törvények és a pénzügyek felett, bírákat és más tisztviselõket nevezhetett ki. A hatalom egy részét megosztották a helyi tanácsokkal. A lengyel kormány megengedte a Rabbinátusnak a hatalom növelését, adóbeszedési célokra történő felhasználását. A Rabbinátus által összegyűjtött pénznek csak 30%-a szolgált zsidó ügyeket, a többi a védelem érdekében a koronához került. Ebben az időszakban Lengyelország–Litvánia lett az askenáz zsidóság fő központja, és jesivája a 16. század elejétől hírnevet szerzett.
Moses Isserles (1520–1572) jeles 16. századi talmudista Krakkóban hozta létre jesiváját. Amellett, hogy Isserles híres talmudista és jogtudós volt, a kabbala terén is jártas volt, és történelmet, csillagászatot és filozófiát is tanult. A Remuh zsinagóga 1557-ben számára épült. A Rema (רמ״א) a neve héber betűszava.

## A Lengyel–Litván Nemzetközösség: 1572–1795

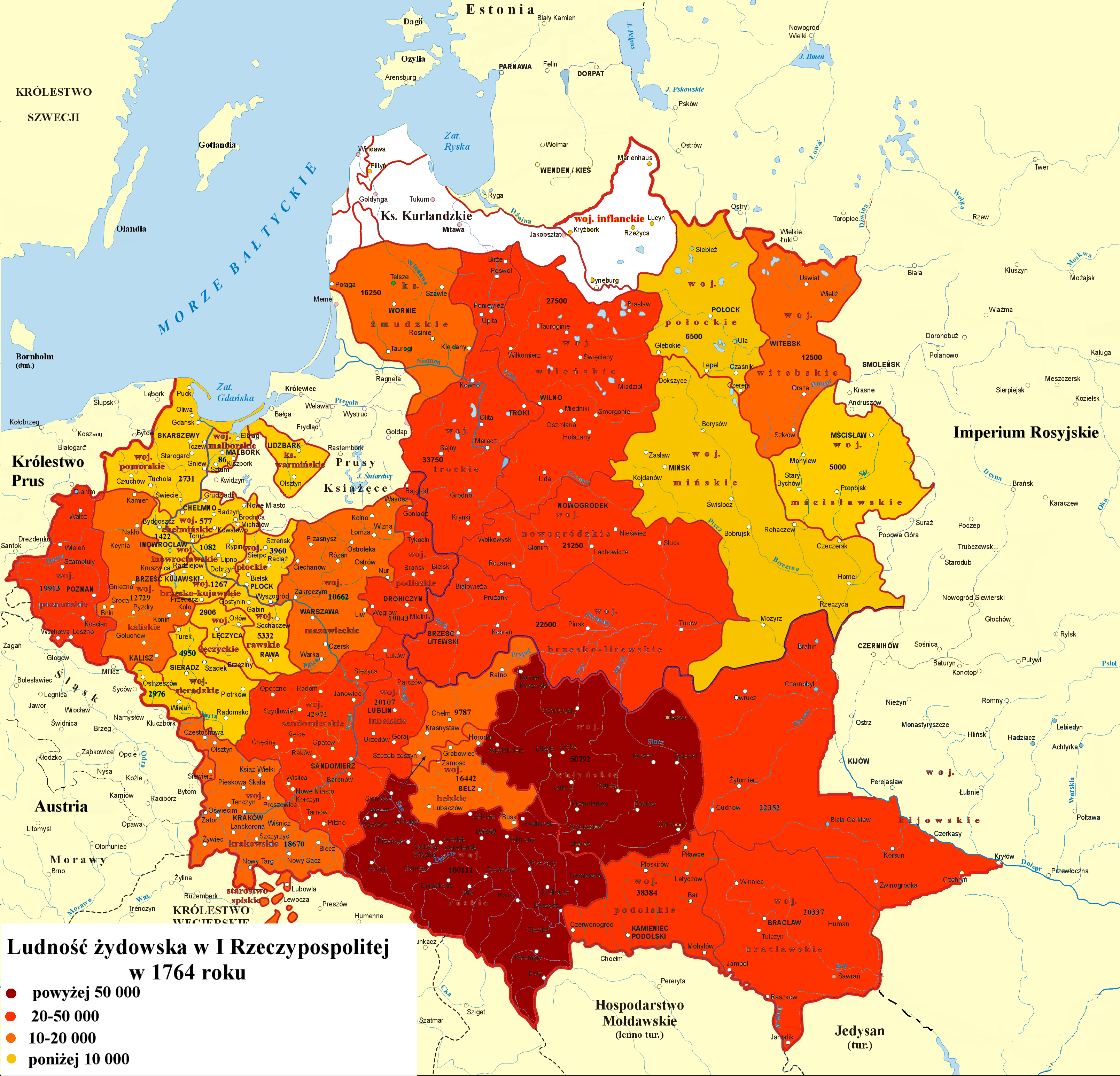
Zsidók száma a Lengyel–Litván Nemzetközösségben vajdaságonként 1764-ben

A Jagelló-ház utolsó király, II. Zsigmond Ágost halála után a lengyel és litván nemesek (szlachta) 1573-ban Varsóban gyűltek össze, és aláírtak egy dokumentumot, amelyben az összes nagyobb vallás képviselői kölcsönös támogatásra és toleranciára kötelezték magukat. A következő nyolc-kilenc évtizedes anyagi jólét és viszonylagos biztonság, amelyet a lengyel zsidók tapasztaltak – írta Gershon Hundert professzor – szemtanúja volt a „sziporkázó szellemi alakok virtuális galaxisának”. Zsidó akadémiák jöttek létre Lublinban, Krakkóban, Brześćben (Brisk), Lwówban, Ostrógban és más városokban. Lengyelország–Litvánia volt az egyetlen ország volt Európában, ahol a zsidók megművelhették saját földjeiket.

### Hanyatlás
1648-ban a többnemzetiségű Nemzetközösséget számos konfliktus pusztította, amelyek során az ország elvesztette lakosságának több mint egyharmadát (több mint hárommillió embert). A zsidó veszteségeket százezrekben mérték. E nagyszabású atrocitások közül az első a Hmelnickij-felkelés volt, amelyben Bohdan Hmelnickij ukrán kozákjai zsidók és katolikus lengyelek tízezreit mészárolták le a lengyelek által megszállt Ukrajna keleti és déli területein. A halottak pontos száma nem ismert, de a zsidó lakosság számának csökkenését ebben az időszakban 100–200 000-re becsülik, amely magában foglalja az elvándorlást, a betegségek okozta halálozásokat és a rabszolgaságba került (az Oszmán Birodalomban) is. A zsidó közösség nagyon szenvedett az 1648-as ukrán kozákfelkelés során, amelyet elsősorban a lengyel nemesség és a földesurak ellen irányult. A lengyel szövetségeseknek tekintett zsidók szintén a lázadás áldozatai voltak, amelynek során mintegy 20%-ukat megölték.

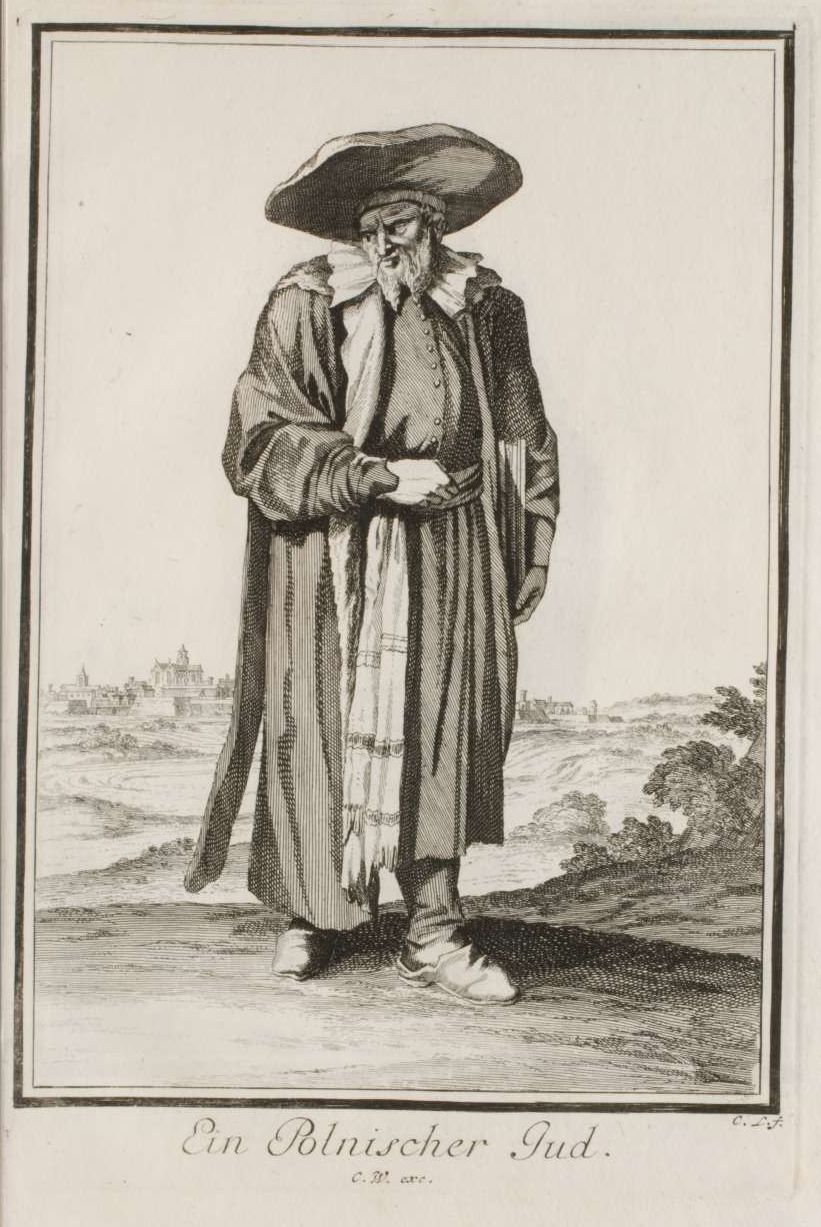
Lengyel zsidó egy metszeten, 1703

1587 óta a Vasa-ház megválasztott királyai irányítják, a bekebelezett Nemzetközösséget 1655-ben a Svéd Birodalom megtámadta az özönvízként . Lengyelország királysága, amely már szenvedett a Hmelnickij-felkeléstől és az oroszok, a krími tatárok és az oszmánok visszatérő invázióitól, még több kegyetlenség színterévé vált. X. Károly Gusztáv svéd király győztes serege élén bevonult Krakkó és Varsó városaiba. A krakkói ostrom során (1657) a pusztítás, a zsákmányolás és a módszeres kifosztás annyira hatalmas volt, hogy a város egyes részei soha többé nem tértek helyre. Stefan Czarniecki lengyel tábornok 1660-ban legyőzte a svédeket. Ugyanolyan sikeres volt az oroszok elleni csatáiban. Eközben a háború borzalmait a pestis is súlyosbította. Sok zsidó, valamint Kalisz, Krakkó, Poznań, Piotrków és Lublin városiakkal együtt ismétlődő járványok áldozata lett.
Amint a rendbontások megszűntek, a zsidók elkezdtek visszatérni és újjáépíteni megsemmisített otthonaikat; és bár igaz, hogy Lengyelország zsidó lakosságának száma csökkent, mégis több volt, mint a nyugat-európai zsidó kolóniáké. Lengyelország továbbra is a zsidóság szellemi központja volt. 1698-ig a lengyel királyok általában támogatták a zsidókat. Bár ezekben az eseményekben a zsidók veszteségei is nagyok voltak, a Nemzetközösség elvesztette lakosságának egyharmadát – mintegy hárommillió polgárát.
Hundert szerint a Lengyel Nemzetközösség környezete mélyen érintette a zsidókat, mivel valóban sokszor találkoztak a keresztény kultúrával a lengyel arisztokrácia tulajdonában lévő számos városban. Nem voltak elszigetelve. A zsidó öltözet hasonlított lengyel szomszédjukéhoz. „A románcokról, a kocsmákban való közös ivásról és az intellektuális beszélgetésekről meglehetősen bőséges beszámolók vannak.” A gazdag zsidók asztalánál lengyel nemesek kaptak helyet, étkeiket ezüst tányérokon tálalták. 1764-re a Lengyel–Litván Nemzetközösségben mintegy 750 000 zsidó élt. Az akkori világ zsidó lakosságát 1,2 millióra becsülték.
1768-ban a Dnyeper folyótól nyugatra, Volhíniában a Kolijivscsina felkelés lengyel nemesek, katolikus papok és zsidók ezreinek kegyetlen meggyilkolásához vezetett, amit az ukrán Haidamaka kozákok követtek el. Négy évvel később, 1772-ben megkezdődött Lengyelország katonai felosztása Oroszország, Poroszország és Ausztria között.

## A judaizmus fejlődése Lengyelországban és a Nemzetközösség
A lengyelországi zsidó közösség kultúrája és szellemi teljesítménye mély hatást gyakorolt a zsidóság egészére. Egyes zsidó történészek elmondása szerint a Lengyelország szót héberül Polania vagy Polin néven ejtik, és héberre átírva ezeket a neveket „jó előjelként” értelmezték, mert a Polania három héber szóra bontható: po („itt”), lan („lakik”), ya („Isten”) és a Polin két szóra: po („itt”) lin („[laknod kellene]”). Az „üzenet” az volt, hogy Lengyelországot jó helynek szánták a zsidók számára. I. Zsigmond uralmától a holokausztig Lengyelország állt a zsidó vallási élet középpontjában. Sokan egyetértettek Dávid ben Smuel hálévi (Taz) rabbival abban, hogy Lengyelország olyan hely, ahol „a nem zsidók legtöbbször nem ártanak, sőt, ellenkezőleg, jót tesznek Izraelnek” (Divre David; 1689).

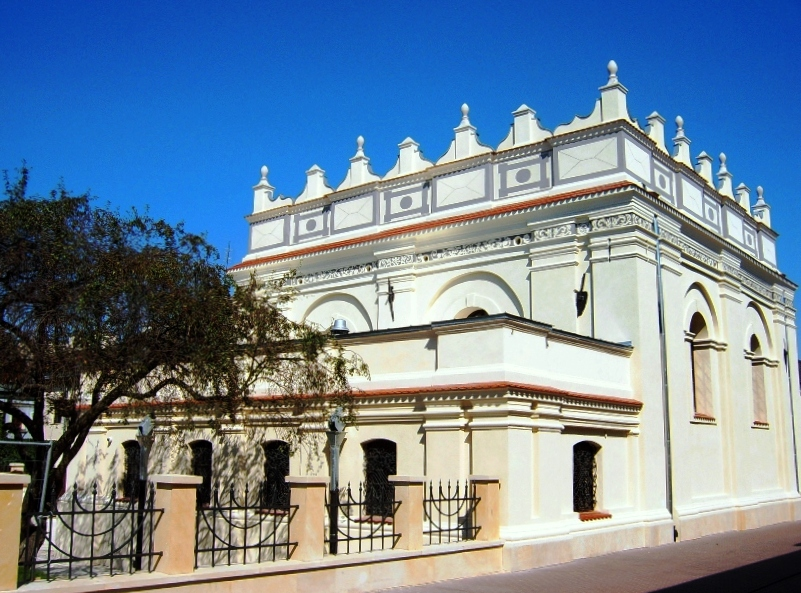
Késő reneszánsz zsinagóga, Zamość, Lengyelország, 1610–20

A jesivákat a rabbik irányításával hozták létre a prominensebb közösségekben. Az ilyen iskolákat hivatalosan gimnáziumoknak, rabbi igazgatóikat pedig rektoroknak nevezték. Fontos jesivák léteztek Krakkóban, Poznańban és más városokban. A zsidó nyomdák a 16. század első negyedében jöttek létre. 1530-ban Krakkóban héber nyelvű Tórát nyomtattak; a század végén pedig e város és Lublin zsidó nyomdái nagyszámú, főleg vallási jellegű zsidó könyvet adtak ki. A lengyelországi talmudi tanulmányok növekedése egybeesett a lengyel zsidók nagyobb jólétével; és közösségi autonómiájuk miatt az oktatás fejlődése teljesen egyoldalú és a talmudi vonalak mentén zajlott. Kivételt jelentettek azok a zsidó fiatalok, akik világi oktatásban részesültek európai egyetemeken. A tanult rabbik nemcsak a törvény magyarázói lettek, hanem spirituális tanácsadók, tanárok, bírák és törvényhozók is; tekintélyük arra kényszerítette a közösségi vezetőket, hogy ismerkedjenek meg a hálákhá bonyolult kérdéseivel. A lengyel zsidóság úgy találta, hogy életszemléletét a talmudi és a rabbinikus irodalom szelleme alakítja, amelynek hatása érezhető volt az otthonban, az iskolában és a zsinagógában.
A 16. század első felében a talmudi tanulás magvait Csehországból ültették át Lengyelországba, különösen Jacob Pollak, a Pilpul megalkotójának iskolájából („éles érvelés”). Shalom Shachna (kb. 1500–1558), Pollak tanítványa, a talmudi tanulás úttörői közé tartozott Lengyelországban. Lublinban élt és halt meg, ahol ő volt annak a jesivának feje, amely a következő század rabbinikus hírességeit kinevelte. Sachna fia, Izrael lett apja halálakor Lublin rabbija, és Sachna tanítványa, Moses Isserles (a ReMA néven ismert) (1520–1572) pedig nemzetközi hírnevet szerzett a zsidóság körében, mint a Sulchán Áruch („A zsidó törvénykönyv”) társszerzője. Kortársa és levelezőtársa, a Lublinból származó Salomon Luria (1510–1573) szintén nagy hírnévnek örvendett hittársainál; és mindkettejük tekintélyét a zsidók Európa-szerte elismerték. A fűtött vallási viták gyakoriak voltak, és zsidó tudósok vettek részt ezekben. Ugyanakkor a kabbala a rabbinizmus oltalma alatt meghonosodott; és olyan tudósok, mint Mordekáj Joffé és Joel Szirkisz szentelték magukat tanulmányozásának. A nagy rabbinikus tudományosságnak ezt az időszakát a kozák–lengyel háború és a „svédözön” szakította meg.

### A haszidizmus térnyerése

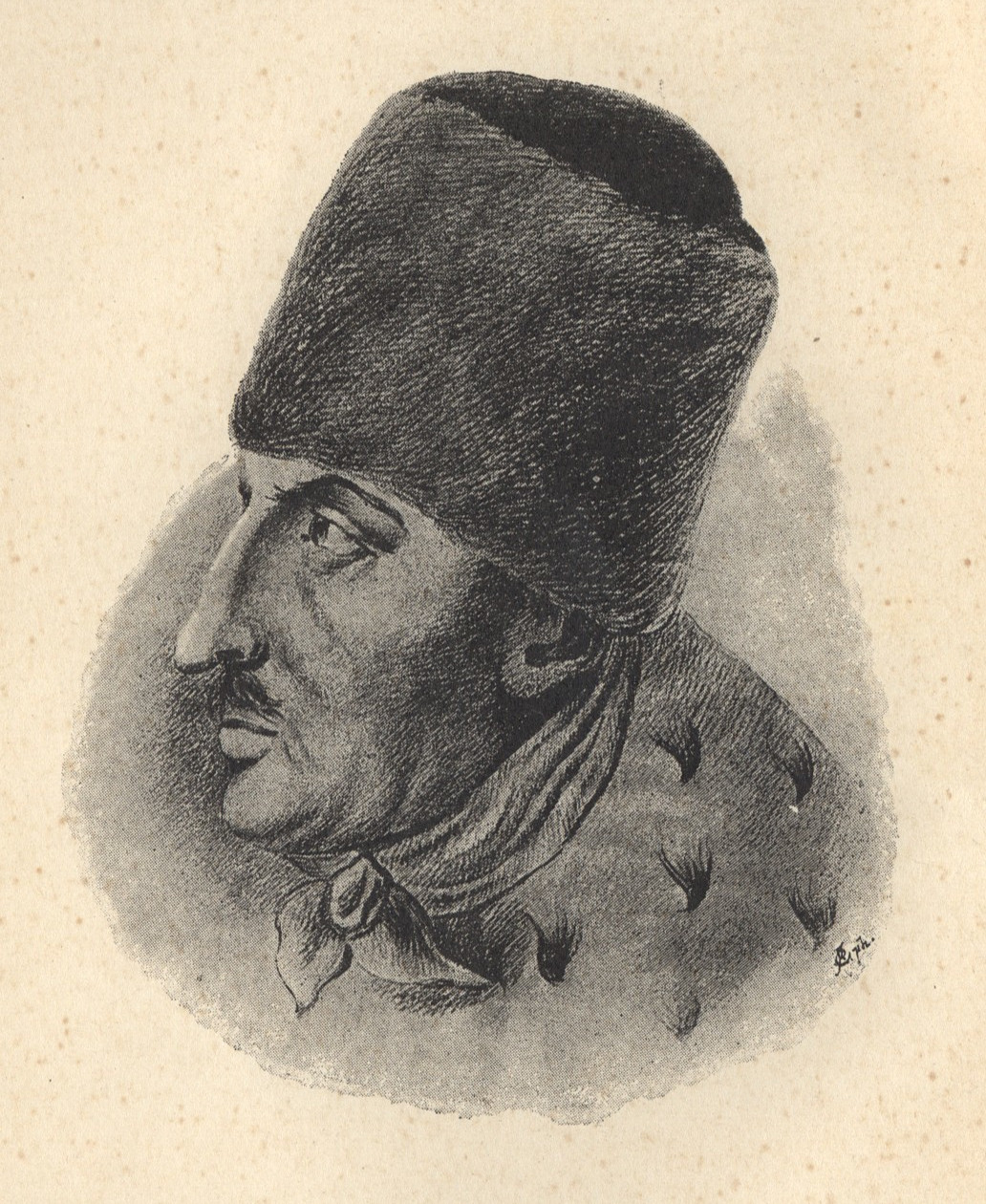
Jacob Frank

A kozákok felkelésétől a svéd háború (1648–1658) nemcsak a lengyel-litvániai zsidók társadalmi életükben, hanem lelki életükben is mély és maradandó nyomot hagyott. A lengyelországi zsidók szellemi teljesítménye csökkent. A Talmud-tanulás, amely addig a korszakig a nép többségének közös tulajdona volt, csak korlátozott számú tanuló számára vált elérhetővé. A vallási tanulmányok túlságosan formalizálttá váltak, egyes rabbik veszekedtek a vallási törvényekről; mások kommentárokat írtak a Talmud különböző részeiről, amelyekben szőrszálhasogató érveket vetettek fel és vitattak meg; és időnként ezek az érvek olyan kérdésekkel foglalkoztak, amelyeknek gyakorlati jelentőségük nem volt. Ezzel egy időben számos csodatevő jelent meg a lengyelországi zsidók körében, ami hamis „messianisztikus” mozgalmak sorozatában csúcsosodott ki, amelyek közül a leghíresebbek a szombatizmus a frankizmus.
A miszticizmus és a túlságosan formális rabbinizmus idején jelentek meg Báál Sém Tov, vagy BeShT (1698–1760) tanításai, amelyek mély hatást gyakoroltak Kelet-Európa és különösen Lengyelország zsidóságára. Tanítványai a zsidóságnak a kabbalán alapuló, új, lelkes, haszidizmus néven ismert formáját tanították és bátorították. A haszid zsidóság növekedése Lengyelország határain belül és azon kívül is nagy hatással volt a haredi zsidóság térnyerésére az egész világon, folyamatos hatást gyakorolva számos haszid dinasztián keresztül, többek között a Chábád Lubavics, Aleksander, Bobov, Ger, Nadvorna dinasztiákon.

## Lengyelország felosztása

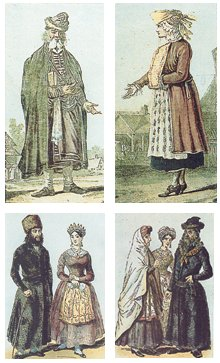
Zsidó öltözet a 17. (fent) és a 18. században

1742-ben Szilézia nagy részét elvesztette Poroszország. A 18. század második felében Lengyelországban zűrzavar és anarchia uralkodott, az utolsó király, II. Szaniszló Ágost 1764-es trónra lépésétől kezdve. Megválasztását Nagy Katalin 2,5 millió rubelért vásárolta meg, amikor az orosz hadsereg mindössze 3 mérföld (5 km) távolságra volt Varsótól. Nyolc évvel később, az orosz befolyás és az oroszbarát király ellen a Bari Konföderáció felkelést robbantott ki, amelynek következtében Lengyelországot minden oldalról különböző katonai erők árasztották el, és a három szomszédos birodalom, Oroszország, Ausztria és Poroszország először osztotta fel  Lengyelországot. A Nemzetközösség az 1772-es annexiók során elveszítette területének 30%-át, és népének még nagyobb hányadát. A zsidók legnagyobb számban azokon a területeken voltak, amelyek Ausztria és Oroszország katonai ellenőrzése alá kerültek.
Az orosz kormány (1773–1788) kezdeményezésre létrehozott állandó tanács a legfelsőbb közigazgatási bíróságként működött, és egy olyan terv kidolgozásával foglalkozott, amely megvalósíthatóvá tette volna Lengyelország racionálisabb alapokon nyugvó átszervezését. A lengyel társadalom haladó elemei felismerték a népoktatás sürgősségét a reform első lépéseként. A híres Komisja Edukacji Narodowej („Nemzeti Oktatási Bizottság”), a világ első oktatási minisztériuma, 1773-ban jött létre, amely számos új iskolát alapított, és átalakította a régieket is. A bizottság egyik tagja, Andrzej Zamoyski kancellár másokkal együtt követelte, hogy garantálják személyük és vagyonuk sérthetetlenségét, és bizonyos mértékig biztosítsák számukra a vallási toleranciát; de ragaszkodott ahhoz is, hogy a városokban élő zsidókat elkülönítsék a keresztényektől, hogy azokat, akiknek nincs határozott foglalkozása, száműzzék a királyságból, és még a mezőgazdasággal foglalkozók se birtokolhassanak földet. Másfelől néhány szlachta és értelmiségi nemzeti kormányzati rendszert, a zsidók polgári és politikai egyenlőségét javasolta. Ez volt az egyetlen példa a modern Európában a francia forradalom előtt a toleranciára és a széles látókörűségre a zsidókérdés kezelésében. De ezek a reformok túl későn érkeztek: egy orosz hadsereg hamarosan betört Lengyelországba, és nem sokkal később egy porosz követte.

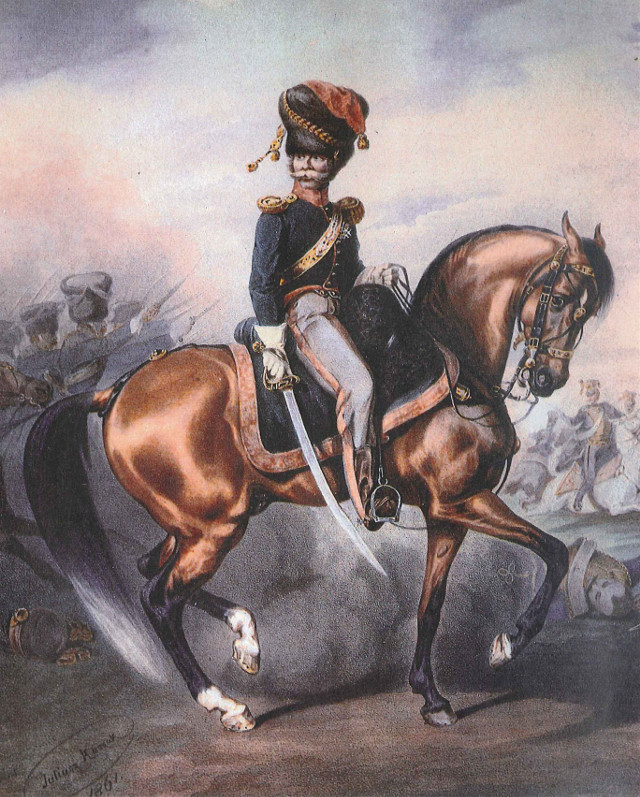
Berek Joselewicz (1764–1809)

Lengyelország második felosztása 1793. július 17-én következett be. A zsidók egy Berek Joselewicz vezette zsidó ezredben részt vettek a következő évben a Kościuszko-felkelésben, amikor a lengyelek megpróbálták újra elérni a függetlenséget, de brutálisan leverték őket. A lázadást követően Lengyelország harmadik és egyben utolsó felosztására került sor 1795-ben. A zsidó népesség nagy részét magába foglaló területek Oroszországhoz kerültek, és így a zsidók ennek a birodalomnak az alattvalóivá váltak, bár a 19. század első felében megmaradt egy jóval kisebb lengyel állam látszata, különösen a Kongresszusi Lengyelország (1815-1831) formájában.
Az idegen uralom alatt sok, korábban lengyel földön élő zsidó közömbös volt a lengyel függetlenségi törekvésekkel szemben. A legtöbb polonizált zsidó azonban támogatta a lengyel hazafiak forradalmi tevékenységét és részt vett a nemzeti felkelésekben. A lengyel zsidók részt vettek az 1830–1831-es novemberi felkelésben, az 1863-as januári felkelésben, valamint az 1905-ös forradalmi mozgalomban. Sok lengyel zsidót soroztak be a lengyel légióba, amely a lengyel függetlenségért harcolt, amit végül 1918-ban, az első világháborút követő megszálló erők felbomlásakor értek el.

## Lengyel zsidók az Orosz Birodalomban (1795–1918)

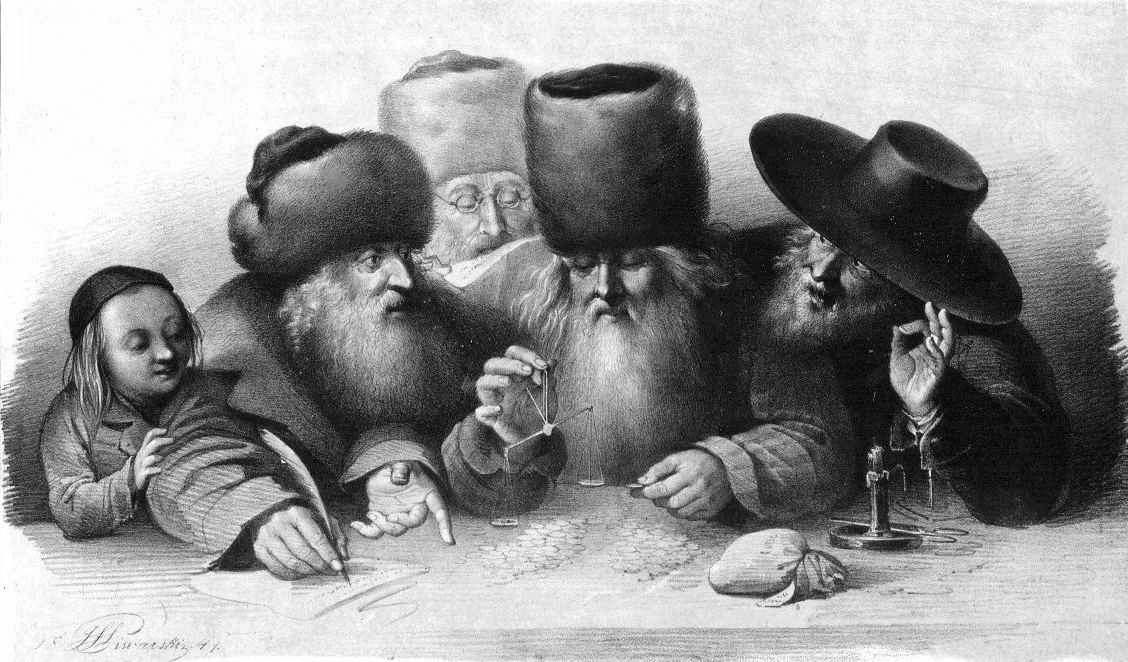
Zsidó kereskedők a 19. századi Varsóban

A hivatalos orosz politika végül lényegesen keményebbnek bizonyul a zsidókkal szemben, mint a független lengyel uralom alatt. Az egykor Lengyelországhoz tartozó területeken sok zsidó otthona maradt, miután 1772-ben II. Katalin orosz cárnő létrehozta a Tartózkodási övezetet, és a zsidókat a birodalom nyugati részeire korlátozta, amely végül Lengyelország nagy részét is magába foglalta, bár kizárta azokat a területeket, ahol korábban zsidók éltek. A 19. század végére több mint négy millió zsidó élne a Tartózkodási övezetben.
A lengyelországi zsidókkal szembeni cári politika váltakozott a szigorú szabályok és a nagyarányú áttéréssel szembeni ellenállás megtörését célzó ösztönzők között. 1804-ben I. Sándor orosz cár kiadott egy „statútumot a zsidókról”, amely felgyorsította a Birodalom új zsidó lakosságának asszimilációját. A lengyel zsidóknak engedélyeztek az orosz, német vagy lengyel tantervű iskolák alapítását. Földet birtokolhattak a Lengyelországtól elcsatolt területeken. Ugyanakkor korlátozták őket az ingatlanok bérbeadása, a jiddis nyelvű tanítás és az Oroszországba való belépés terén is. Eltiltották őket a sörgyártástól. A legkeményebb intézkedések, amelyek célja az volt, hogy a zsidókat a társadalomba való beolvadásra kényszerítsék, a kis falvakból való kitelepítésüket irányozták elő, arra kényszerítve őket, hogy városokba költözzenek. A betelepítés megkezdése után zsidók ezrei vesztették el egyetlen jövedelemforrásukat, és a Kahalhoz fordultak támogatásért. Életkörülményeik a Tartózkodási övezetben drámaian romlani kezdtek.
I. Miklós orosz cár uralkodása alatt, akit a zsidók a „Második Hámán” névvel illettek, több száz új zsidóellenes intézkedést hoztak. I. Miklós 1827-es rendelete – miközben megszüntette a zsidók hagyományos kettős adóztatását a hadsereg szolgálata helyett – a zsidókat általános katonai toborzási törvények hatálya alá helyezte, amelyek szerint a zsidó közösségeknek négyévente minden 1000 „lélek” után 7 újoncot kellett biztosítaniuk. Az általános lakossággal ellentétben, amelynek 18 és 35 év közötti újoncokat kellett biztosítania, a zsidóknak 12 és 25 év közötti újoncokat kellett biztosítaniuk, a Kahal belátása szerint. Így 1827 és 1857 között több mint 30 000 gyereket helyeztek az úgynevezett kantoni iskolákba, ahol nyomást gyakoroltak az áttérükre. „Sok gyermeket csempésztek Lengyelországba, ahol a zsidók besorozása csak 1844-ben lépett hatályba.”

### Tartózkodási Övezet

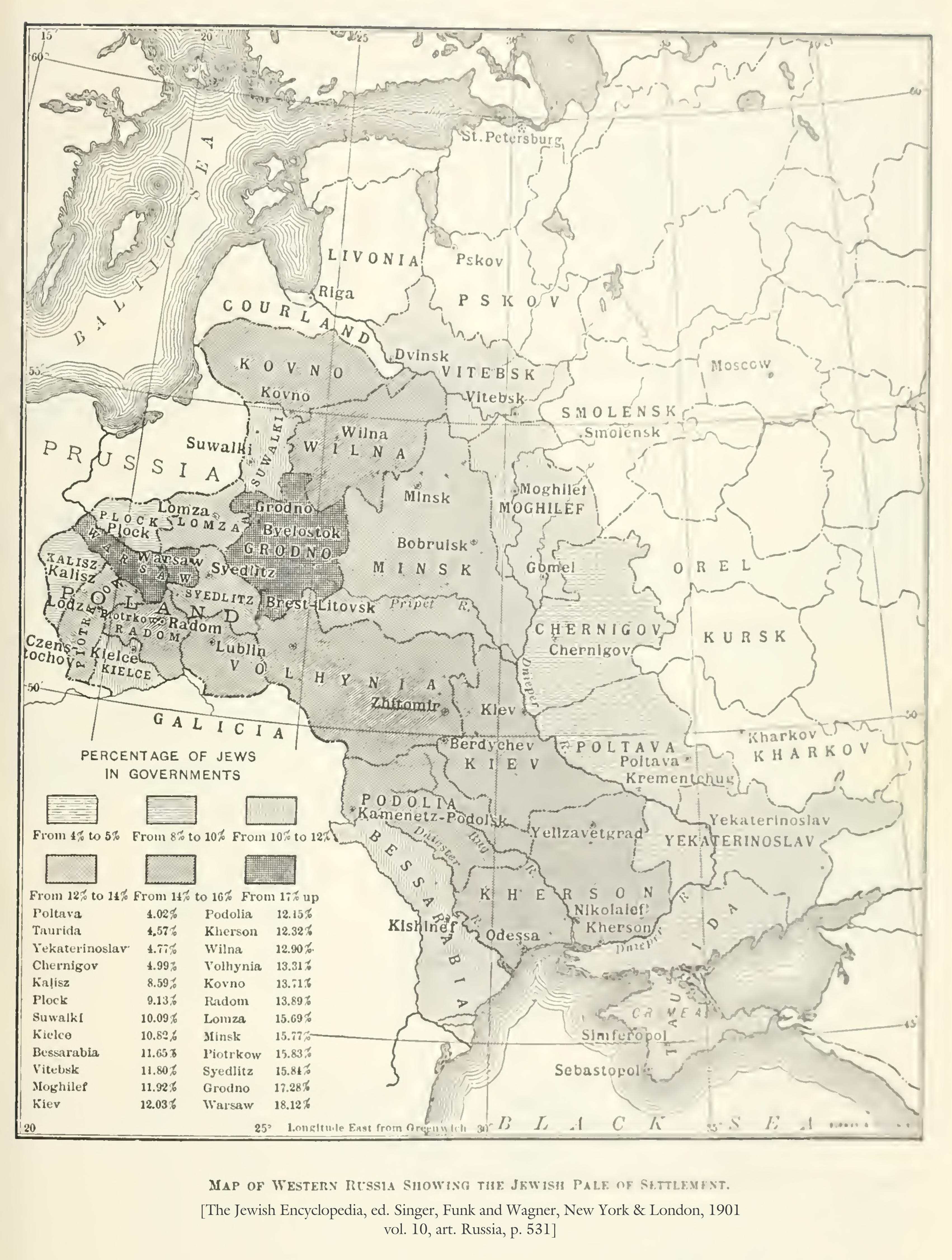
A Tartózkodási övezet térképe, amely a zsidó népsűrűséget mutatja

A Tartózkodási övezet (oroszul: Черта́ осе́длости, cserta oszedlosztyi, jiddisül: תּחום-המושבֿ, tkhumhamoyshev, héberül: תְּחוּם הַמּוֹשָב) volt az a kifejezés, amelyet a Orosz Birodalom olyan régiójának adtak, amelyben a zsidók állandó lakhatása engedélyezett volt, és amelyen túl általában tiltották a zsidók állandó tartózkodását. A keleti övezettől, vagyis a demarkációs vonaltól a Porosz Királysággal (később a Német Császársággal) és az Osztrák–Magyar Monarchiával közös nyugati orosz határig terjedt.
Nagy katolikus és zsidó lakosságával az övezetet az Orosz Birodalom (amely többségében orosz ortodox volt) 1791 és 1835 között katonai hódítások és diplomáciai manőverek sorozatában szerezte meg, és az Orosz Birodalom 1917-es bukásáig megtartotta. Ez az európai Oroszország területének mintegy 20%-át tette ki, és többnyire a volt Lengyel–Litván Nemzetközösség történelmi határainak felel meg; a mai Litvánia, Fehéroroszország, Lengyelország, Moldova, Ukrajna és Nyugat- Oroszország egyes részeire terjedt ki.
1791 és 1835 között, majd 1917-ig az övezet határait többször is átalakították, olyan módon, hogy bizonyos területek különféleképpen nyitva vagy zárva voltak a zsidó lakosok előtt, mint például a Kaukázus. Időnként a zsidóknak megtiltották, hogy mezőgazdasági közösségekben éljenek, vagy bizonyos városokban, például Kijevben, Szevasztopolban és Jaltában, s az övezeten belül számos városból kizártak őket. Az övezeten kívülről érkezett telepesek kénytelenek voltak kisvárosokba költözni, ezzel elősegítve a stetlek (jiddisül: városok) felemelkedését.
Bár a zsidóknak valamivel több jogot biztosított a II. Sándor által kiadott 1861-es emancipációs reform, mégis a Tartózkodási övezetre korlátozódtak, és a tulajdonjog és a foglalkozás tekintetében korlátozásoknak voltak kitéve. A fennálló status quot II. Sándor 1881-es meggyilkolása szétzúzta – ezzel a cselekmény tévesen a zsidókat vádolták.

### Pogromok az Orosz Birodalomban

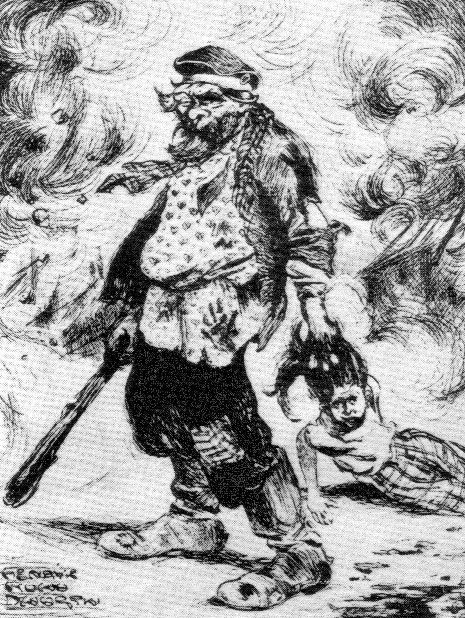
Az orosz hadsereg támadójának karikatúrája 1906-ban, Białystoki pogrom

A merénylet hatására 1881–1884-ben nagyszabású zsidóellenes zavargások, úgynevezett pogromok (oroszul: погро́м) törtek ki. Az 1881-es járvány során a pogromok elsősorban Oroszországra korlátozódtak, bár egy varsói zavargásban két zsidó is életét vesztette, további 24 ember megsebesült, nőket erőszakoltak meg és több mint kétmillió rubel értékű vagyontárgyat pusztítottak el. Az új cár, III. Sándor a zsidókat tette felelőssé a zavargásokért, és egy sor kemény korlátozást rendelt el a zsidók szabad mozgására vonatkozóan. A pogromok 1884-ig folytatódtak, legalábbis a kormány hallgatólagos kormányzati jóváhagyásával. Fordulópontot jelentettek a felosztott Lengyelország és az egész világ zsidóságának történetében. 1884-ben 36 zsidó cionista küldött találkozott Katowicében, megalakítva a Hovevei Cion mozgalmat. A pogromok a zsidó kivándorlás nagy hullámát indították el az Egyesült Államokba.
Még véresebb pogrom hullám tört ki 1903 és 1906 között, s legalábbis néhányukról úgy vélik, hogy a cári orosz titkosrendőrség, az Ohrana szervezte. Ezek közé tartozott az 1906-os białystoki pogrom az oroszországi Grodno kormányzóságban, amelyben legalább 75 zsidót gyilkoltak meg fosztogató katonák és még több zsidó megsebesült. A zsidó túlélők zsidók szerint lengyelek nem vettek részt a pogromban, hanem zsidó családokat védettek.

### Háskálá és Halakha
A zsidó felvilágosodás, a Háskála a 19. század folyamán kezdett teret nyerni Lengyelországban, hangsúlyozva a világi eszméket és értékeket. A Háskálá mesterei, a maszkilimok az asszimilációt és az orosz kultúrába való beilleszkedést szorgalmazták. Ugyanakkor létezett a zsidó gondolkodásnak egy másik iskolája is, amely a hagyományos tanulást és az antiszemitizmus és az üldöztetés etikai problémáira adott zsidó választ hangsúlyozta, amelynek egyik formája a Muszár mozgalom volt. A lengyel zsidókat általában kevésbé befolyásolta a Háskálá, inkább vallási életük erőteljes folytatására összpontosítottak, amely a halakhán („rabbik törvénye”) alapult, követve elsősorban az ortodox judaizmust, a haszid judaizmust, és alkalmazkodva a 19. század későbbi részében a Mizráchi mozgalom új vallásos cionizmusához is.

### Politika a lengyel területeken

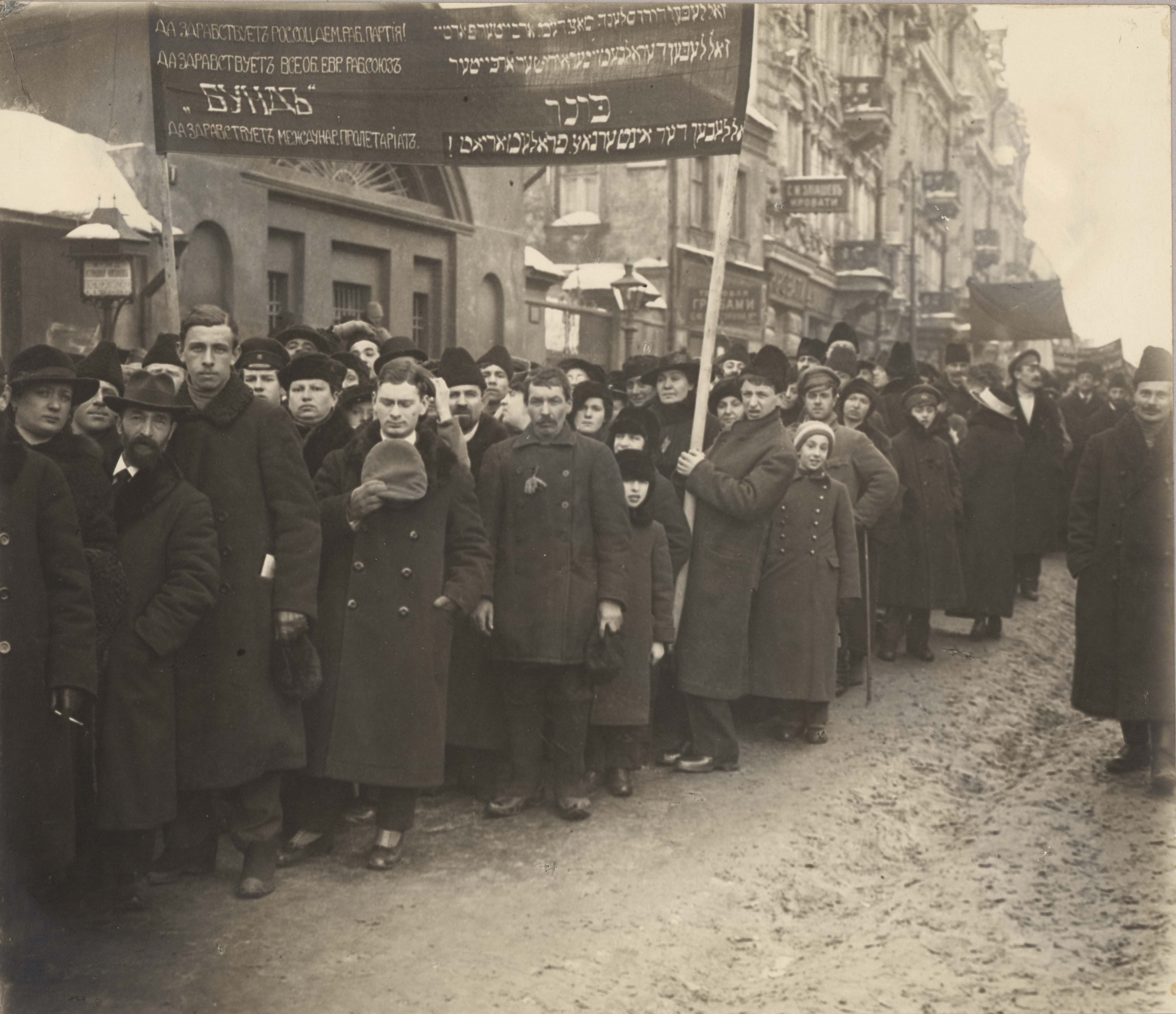
Bundista tüntetés, 1917

A 19. század végére a Háskálá és az általa kiváltott viták egyre több politikai mozgalmat hoztak létre magában a zsidó közösségben, amelyek a nézetek széles skáláját ölelték fel, és a helyi és regionális választásokon a szavazatokért versengtek. A cionizmus nagyon népszerűvé vált a Poale Cion szocialista párt, valamint a vallásos lengyel Mizráhi és az egyre népszerűbb Általános Cionisták megjelenésével. A zsidók is felvállalták a szocializmust, megalapítva a Bund-szakszervezetet amely támogatta az asszimilációt és a munkásjogokat. A Folkspartei (Néppárt) a maga részéről a kulturális autonómiát és az asszimilációval szembeni ellenállást szorgalmazta. 1912-ben létrejött az Agudat Israel vallási párt.
Sok zsidó vett részt a lengyel felkelésekben, különösen Oroszország ellen (mivel a cárok erősen diszkriminálták a zsidókat). A Kościuszko-felkelés (1794), a novemberi felkelés (1830–31), a januári felkelés (1863) és az 1905-ös forradalmi mozgalom mind jelentős zsidó részvételt jelentett a lengyel függetlenség ügyében.
A Második Lengyel Köztársaság időszakában a Lengyel Szejmben több neves zsidó politikus is helyet kapott, például Apolinary Hartglas és Jitzhak Gruenbaum. Számos zsidó politikai párt volt aktív, amelyek széles ideológiai spektrumot képviseltek a cionistáktól a szocialistákon át az anticionistákig. Az egyik legnagyobb ilyen párt a Bund volt, amely Varsóban és Lodzban volt a legerősebb.
A szocialisták mellett a cionista pártok is népszerűek voltak, különösen a marxista Poale Cion és az ortodox vallású Mizráchi. Az Általános Cionisták párt a legsikeresebb zsidó párt lett a háborúk közötti időszakban, és az 1919-es választásokon a felosztás utáni első lengyel szejmben a zsidó szavazatok 50%-át szerezte meg.
1914-ben a német cionista Max Bodenheimer megalapította a rövid életű Német Bizottság az Orosz Zsidók Felszabadításáért (Deutsches Komitee zur Befreiung der russischen Juden) szervezetet azzal a céllal, hogy az Oroszország által annektált egykori lengyel tartományokból álló zsidó Tartózkodási övezeten belül létrehozzon egy pufferállamot (Pufferstaat), amely a Német Császárság de facto protektorátusa lenne, és amely felszabadítaná a régióban élő zsidókat az orosz elnyomás alól. A Kelet-Európai Államok Ligája néven ismertté vált terv hamarosan népszerűtlennek bizonyult mind a német tisztviselők, mind Bodenheimer kollégái körében, és a következő évben elvetették.

## Interbellum (1918–39)

### A lengyel zsidók és Lengyelország függetlenségéért folytatott harca

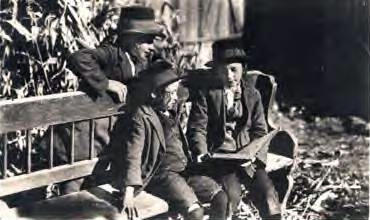
Haszid iskolások Łódźban, kb. 1910-es évek

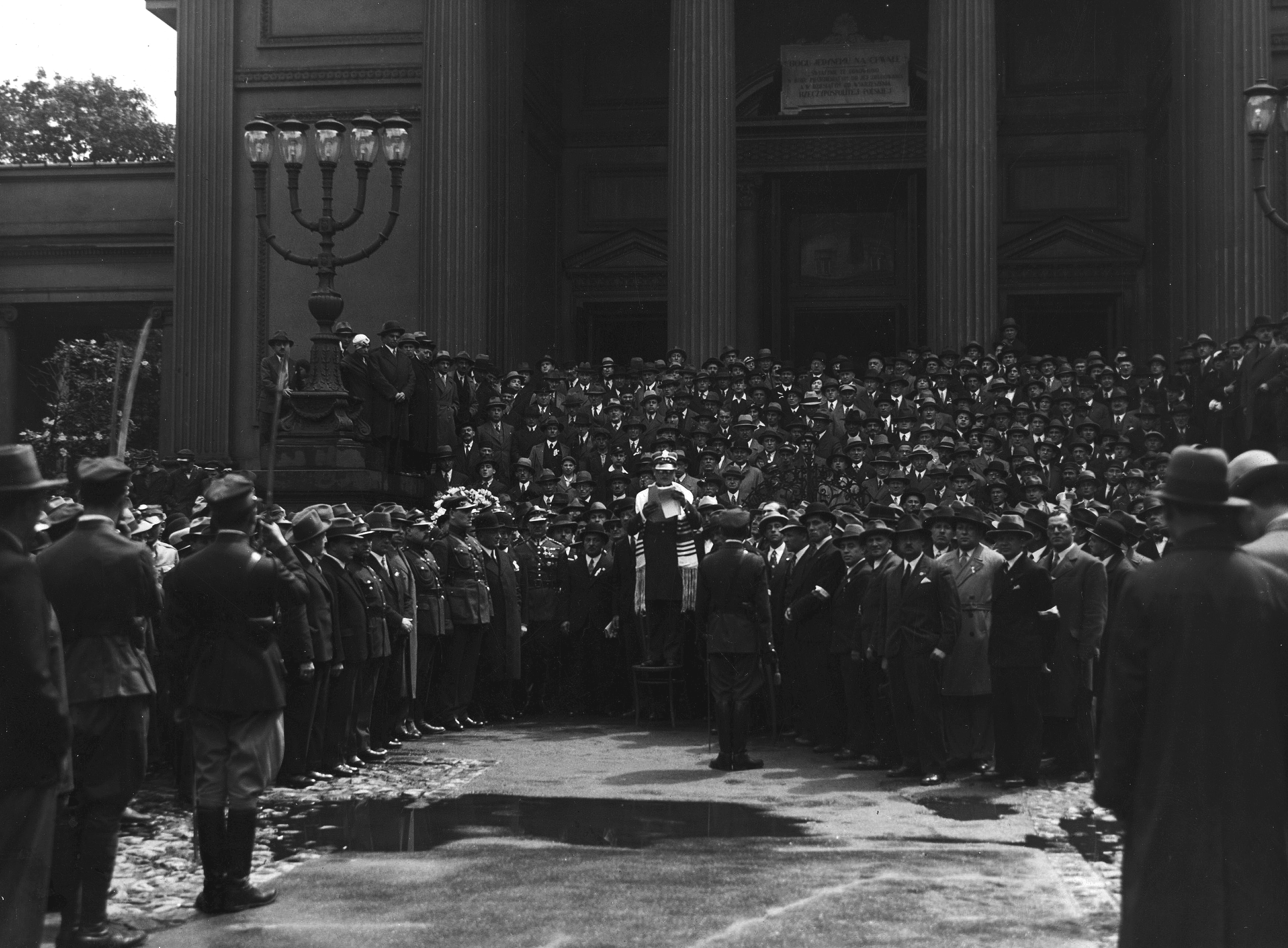
Baruch Steinberg rabbi a varsói Nagy Zsinagóga előtt felolvassa az elesettek névsorát (1933), a Lengyel Függetlenségért Harcoló Zsidók Szövetségének szervezésében

Míg a legtöbb lengyel zsidó semleges volt a lengyel állam gondolatával szemben, sokan jelentős szerepet játszottak az első világháború idején Lengyelország függetlenségéért folytatott harcában; Körülbelül 650 zsidó csatlakozott a Józef Piłsudski által létrehozott Legiony Polskiehoz, többen mint az összes többi kisebbség együttvéve. A KTSSN, az újjáalakuló szuverén Lengyelország ideiglenes kormányának magját alkotó KTSSN tagjai között olyan prominens zsidók voltak, mint Herman Feldstein, Henryk Eile, Samuel Herschthal, Dr. Zygmunt Leser, Henryk Orlean, Wiktor Chajes és mások. Jelentős adományokkal is segítettek, például 50 000 osztrák korona származott a lwówi zsidóktól, illetve 1500 doboz élelmiszert ajánlott fel a Blumenfeld-gyár. A háború alatt a lengyel törekvésekkel szemben álló zsidó szervezet a német zsidó aktivisták által alapított Komitee für den Osten (Kfdo) (Keleti Bizottság) volt, amely azt az elképzelést hirdette, hogy a keleten élő zsidók „a német expanzionizmus élharcosai” legyenek, és „Németország megbízható vazallusaiként” szolgáljanak a térség más etnikai csoportjaival ellenében, és „élő falként szolgáljanak a lengyelek szeparatista céljaival szemben".
A Nagy Háború követően 1917 és 1919 között Kelet-Európát helyi konfliktusok sújtották. Számos támadást indítottak a zsidók ellen az orosz polgárháború, a lengyel–ukrán háború, valamint a rigai szerződéssel végződő lengyel–szovjet háború alatt. Az ezekben az incidensekben a bolsevik Oroszországot támogató zsidó férfiak csaknem fele a 20-as éveiben járt. Közvetlenül az első világháború befejezése után a Nyugatot a zsidók elleni állítólagos tömeges lengyelországi pogromokról szóló jelentések riasztották. Az amerikai kormányzatra helyeződő nyomás elérte azt a pontot, amikor Woodrow Wilson amerikai elnök hivatalos bizottságot küldött az ügy kivizsgálására. A Henry Morgenthau által vezetett bizottság a Morgenthau-jelentésben arra a következtetésre jutott, hogy a pogromok állításai eltúlzottak. Az 1918-1919-es években 37, többnyire üres kárigényből nyolc esetet azonosított, és az áldozatok számát 280-ra becsülte. Ezek közül négyet dezertőrök és fegyelmezetlen katonák tettének tulajdonítottak; egyik miatt sem hibáztatták a hivatalos kormányzati politikát. Az események között a Pińskért vívott csata során a lengyel gyalogezred parancsnoka zsidó férfiak egy csoportját vádolta a lengyelek elleni cselekmény elkövetésével, és harmincöt zsidó férfi és fiatal kivégzését rendelte el. A Morgenthau-jelentés megállapította, hogy a vád „”alaptalan” volt, annak ellenére, hogy találkozásuk törvényellenes és ésszerűtlen volt. A Lwówi (Lviv) pogromban, amely 1918-ban következett be a lengyel–ukrán szabadságharc során, egy nappal azután, hogy a lengyelek elfogták Lvivet a Sich ukrán csapattól – a jelentés szerint – 64 zsidót öltek meg (más beszámolók szerint a 72-t). Varsóban a Kék Hadsereg katonái zsidókat támadtak meg az utcán, de a katonai hatóságok megbüntették őket. Később kiderült, hogy Lengyelországban sok más eseményt eltúloztak volt, különösen a korabeli újságok, például a The New York Times, bár a zsidókkal szembeni súlyos visszaélések, beleértve a pogromokat, másutt is folytatódtak, különösen Ukrajnában. A fiatal lengyel hadsereg és szövetségesei által 1919-ben a bolsevikok elleni kijevi művelet során elkövetett fent említett atrocitások mélyen befolyásolták az újjáalakuló lengyel állam külföldi megítélését. A lengyel zsidók sorsával kapcsolatos aggodalmak eredményeként a nyugati hatalmak és Paderewski által aláírt a Versailles-i  szerződésben, több záradék is szerepelt, amelyek az új Lengyelországban élő kisebbségek – köztük a németek – jogait védték. 1921-ben a márciusi lengyel alkotmány ugyanolyan törvényes jogokat adott a zsidóknak, mint a többi állampolgárnak, és garantálta számukra a vallási toleranciát és a vallási ünnepek szabadságát.
A két világháború közötti időszakban gyorsan nőtt az Ukrajnából és Szovjet-Oroszországból Lengyelországba bevándorló zsidók száma. A zsidó lakosság a volt Lengyel Kongresszus területén 1816 és 1921 között hétszeresére nőtt, mintegy 213 000-ről nagyjából 1 500 000-re. Az 1921-es lengyel nemzeti népszámlálás szerint 2 845 364 zsidó élt a második Lengyel Köztársaságban; de 1938 végére ez a szám több mint 16%-kal, mintegy 3 310 000-re nőtt. Az állandó letelepedés átlagos mértéke évente körülbelül 30 000 volt. Ugyanakkor évente mintegy 100 000 zsidó haladt át Lengyelországon a tengerentúli nem hivatalos kivándorlás során. A lengyel–szovjet háború vége és 1938 vége között a Köztársaság zsidó lakossága több mint 464 000-rel nőtt.

### Zsidó és lengyel kultúra

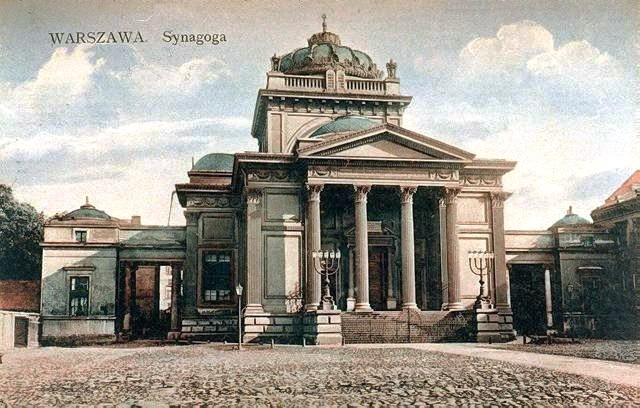
Varsói Nagy Zsinagóga

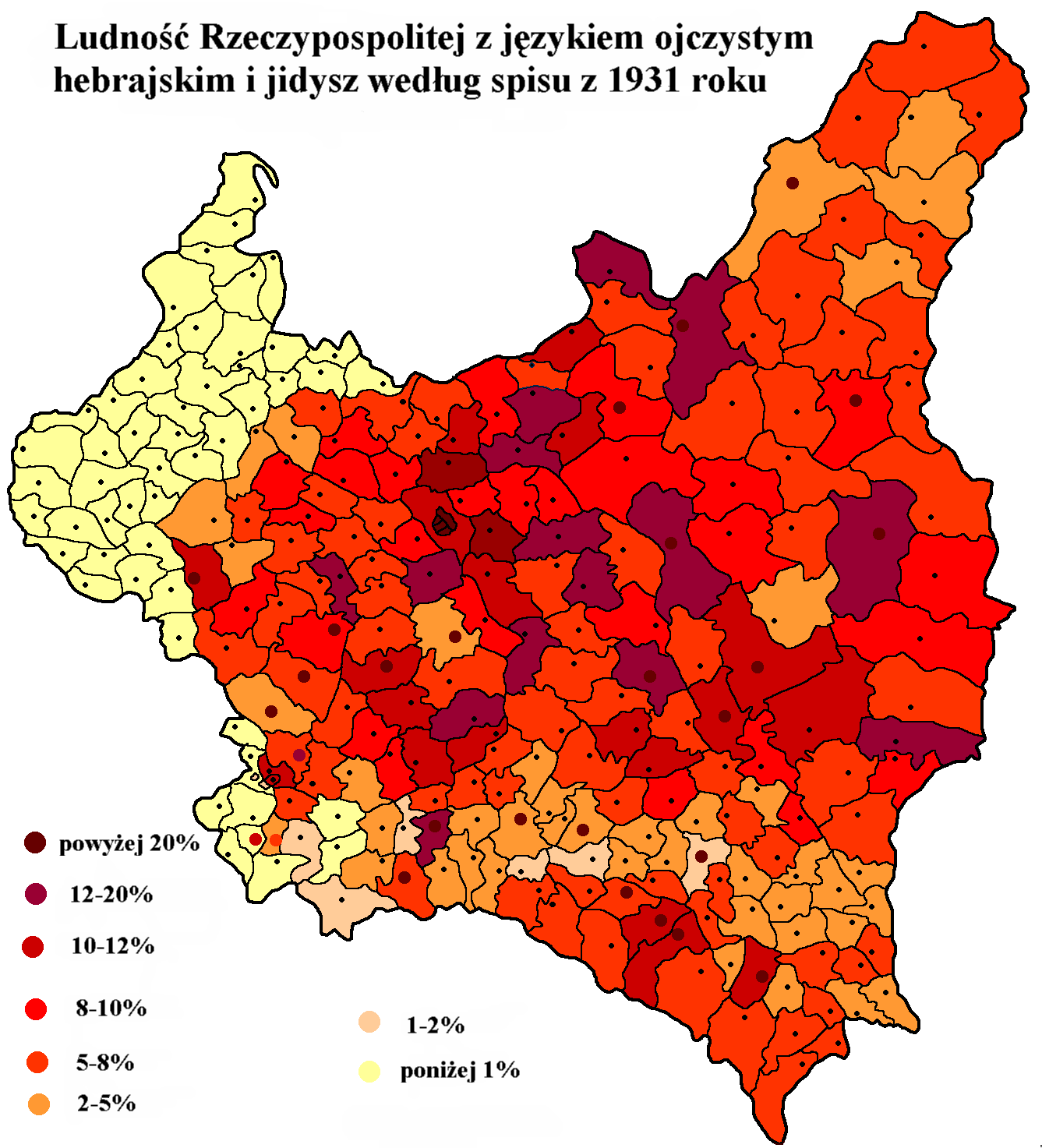
A jiddis és a héber nyelv elterjedtsége Lengyelországban, 1931

Az újonnan függetlenedett Második Lengyel Köztársaságnak nagy és élénk zsidó kisebbsége volt. A második világháború kezdetéig Lengyelországban volt a legnagyobb a zsidók koncentrációja Európában, bár sok lengyel zsidó kultúrája és etnikai identitása elkülönült a katolikus lengyelekétől. Egyes szerzők kijelentették, hogy a háborúk közötti időszakban a lengyel zsidóknak csak mintegy 10%-a tekinthető „asszimilálódottnak”, míg több mint 80%-uk könnyedén felismerhető volt zsidóként.
Az 1931-es országos népszámlálás szerint a vallási meggyőződésük alapján 3 130 581 lengyel zsidó élt az országban. Az 1931 és 1939 közötti népességnövekedés és a Lengyelországból történő kivándorlás alapján becslések szerint mintegy 3 474 000 zsidó élhetett Lengyelországban 1939. szeptember 1-jén (a teljes népesség körülbelül 10%-a), elsősorban nagy és kisebb városokban: 77% városokban élt, 23% a falvakban. A kisebb városok lakosságának mintegy 50%-át, sőt egyes esetekben 70%-át is kitették, különösen Kelet-Lengyelországban. A második világháború előtt Łódź zsidó lakossága körülbelül 233 000 volt, ami nagyjából a város lakosságának egyharmada volt. Lwów városában (ma Lviv, Ukrajna) volt a harmadik legnagyobb zsidó közösség Lengyelországban, 1939-ben 110 000 fő (42%). Wilno (jelenleg Litvánia) közel 100 000 fős zsidó közösséggel rendelkezett, ami a város teljes lakosságának mintegy 45%-a volt. 1938-ban Krakkó zsidó lakossága meghaladta a 60 000-et, vagyis a város teljes népességének mintegy 25%-át. 1939-ben 375 000 zsidó volt Varsóban, vagyis a város lakosságának egyharmada. Csak New Yorknak volt több zsidó lakosa ebben az időben, mint Varsónak.
A lengyel zsidókat foglalkoztató fő iparágak a feldolgozóipar és a kereskedelem voltak. Az ország számos területén a kiskereskedelmi vállalkozások többségét zsidók birtokolták, akik időnként közösségük leggazdagabb tagjai közé tartoztak. Sok zsidó cipészként és szabóként dolgozott, de voltak közöttük szabad foglalkozásúak is: orvosok (az összes orvos 56%-a Lengyelországban), tanárok (43%), újságírók (22%) és ügyvédek (33%).

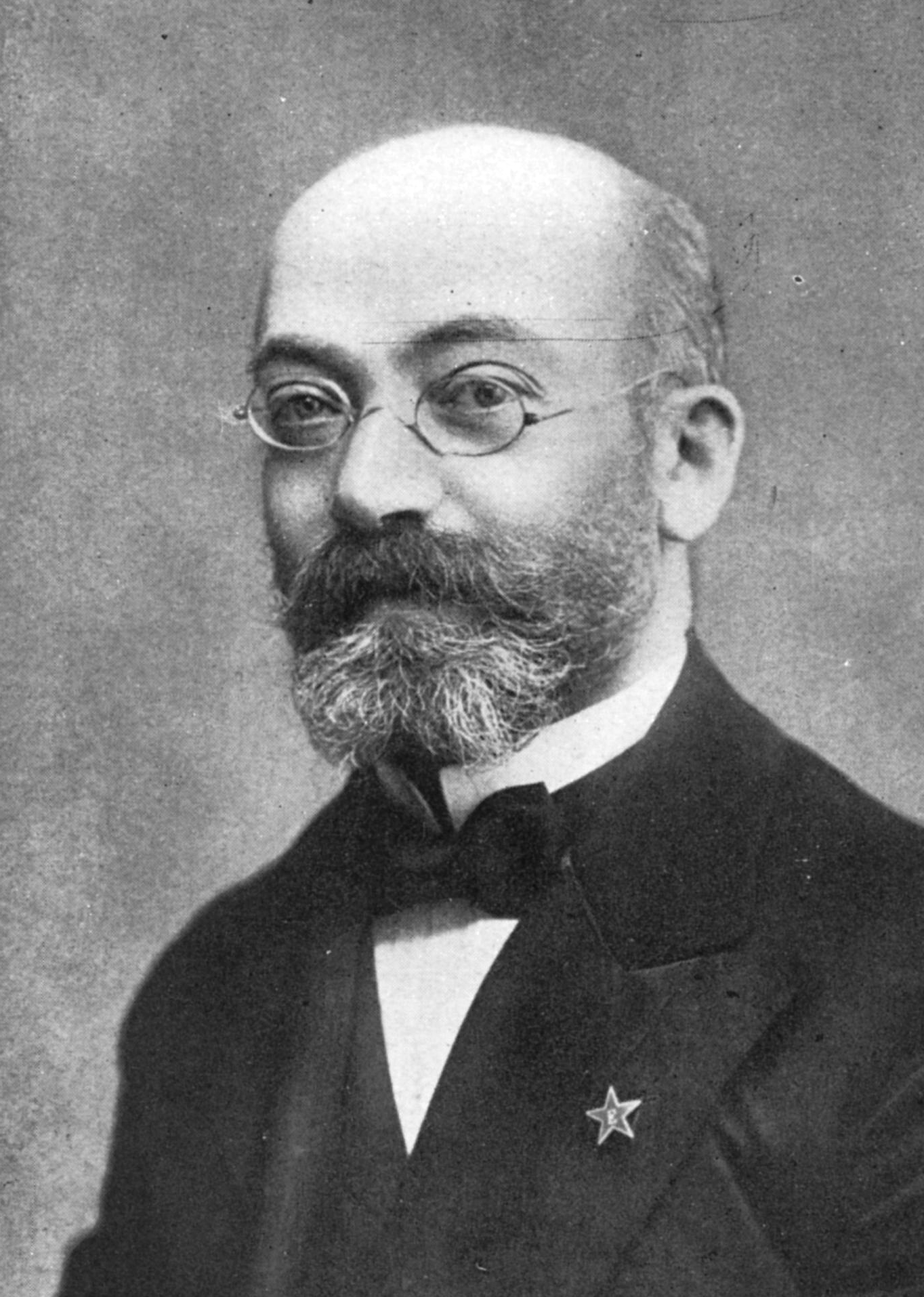
L. L. Zamenhof, az eszperantó nyelv megalkotója

Virágoztak a zsidó fiatalok és vallási csoportok, a különféle politikai pártok és a cionista szervezetek, az újságok és a színházak. A zsidók földet és ingatlant birtokolhattak, részt vettek a kiskereskedelemben, a gyártásban és az exportiparban. Vallási meggyőződésük az ortodox haszid zsidóságtól a reformzsidóságig terjedt.
A jiddis helyett a lengyel nyelvet egyre inkább a fiatal varsói zsidók használták, akiknek nem okozott problémát, hogy teljes mértékben zsidóknak, varsóiaknak és lengyeleknek vallják magukat. Az olyan zsidók, mint Bruno Schulz, bekerültek a lengyel társadalom főáramába, bár sokan Lengyelországon belül külön nemzetiségként tekintettek magukra. A legtöbb gyermeket zsidó vallási iskolákba íratták be, ami korlátozta a lengyel nyelvtudásukat. Ennek eredményeként az 1931-es népszámlálás szerint a zsidók 79%-a a jiddis nyelvet jelölte meg első nyelvként, 12%-uk a lengyelt, a fennmaradó 9% pedig a hébert. Ezzel szemben a német származású zsidók elsöprő többsége ebben az időszakban németül beszélt. Az 1937–1938-as tanévben 226 általános iskola és tizenkét középiskola, valamint tizennégy szakiskola működött, ahol jiddis vagy héber volt a tanítási nyelv. A zsidó politikai pártok, mind a Szocialista Általános Zsidó Munkásszövetség (The Bund), mind a cionista jobb- és baloldali pártok, mind a vallási konzervatív mozgalmak képviseltették magukat a Szejmben (a lengyel parlamentben), valamint a regionális tanácsokban.
A zsidó kulturális élet különösen élénk volt a második világháború előtti Lengyelországban, számos zsidó kiadvánnyal és több mint száz folyóirattal. A jiddis szerzők, nevezetesen Isaac Bashevis Singer, klasszikus zsidó íróként elérték a nemzetközi elismerést; Singer 1978-ban elnyerte az irodalmi Nobel-díjat. Testvére, Israel Joshua Singer szintén író volt. A korszak más zsidó szerzői, például Bruno Schulz, Julian Tuwim, Marian Hemar, Emanuel Schlechter és Bolesław Leśmian, valamint Konrad Tom és Jerzy Jurandot nemzetközileg kevésbé voltak ismertek, de fontos hozzájárulást tettek a lengyel irodalomhoz. Néhány lengyel írónak zsidó gyökerei voltak, pl. Jan Brzechwa (a lengyel gyermekek kedvenc költője). Jan Kiepura énekesnő, aki zsidó anyától és lengyel apától született, a kor egyik legnépszerűbb művésze volt, és a zsidó zeneszerzők háború előtti dalai, köztük Henryk Wars, Jerzy Petersburski, Artur Gold, Henryk Gold, Zygmunt Białostocki, Szymon Kataszek és Jakub Kagan ma is széles körben ismertek Lengyelországban. A festők a zsidó élet ábrázolásával is ismertté váltak. Köztük volt Maurycy Gottlieb, Artur Markowicz és Maurycy Trebacz, és olyan fiatalabb művész is, mint Chaim Goldberg.
Sok zsidó filmproducer és rendező volt, pl Michał Waszyński (A Dybbuk), Aleksander Ford (A gyerekeknek nevetniük kell).

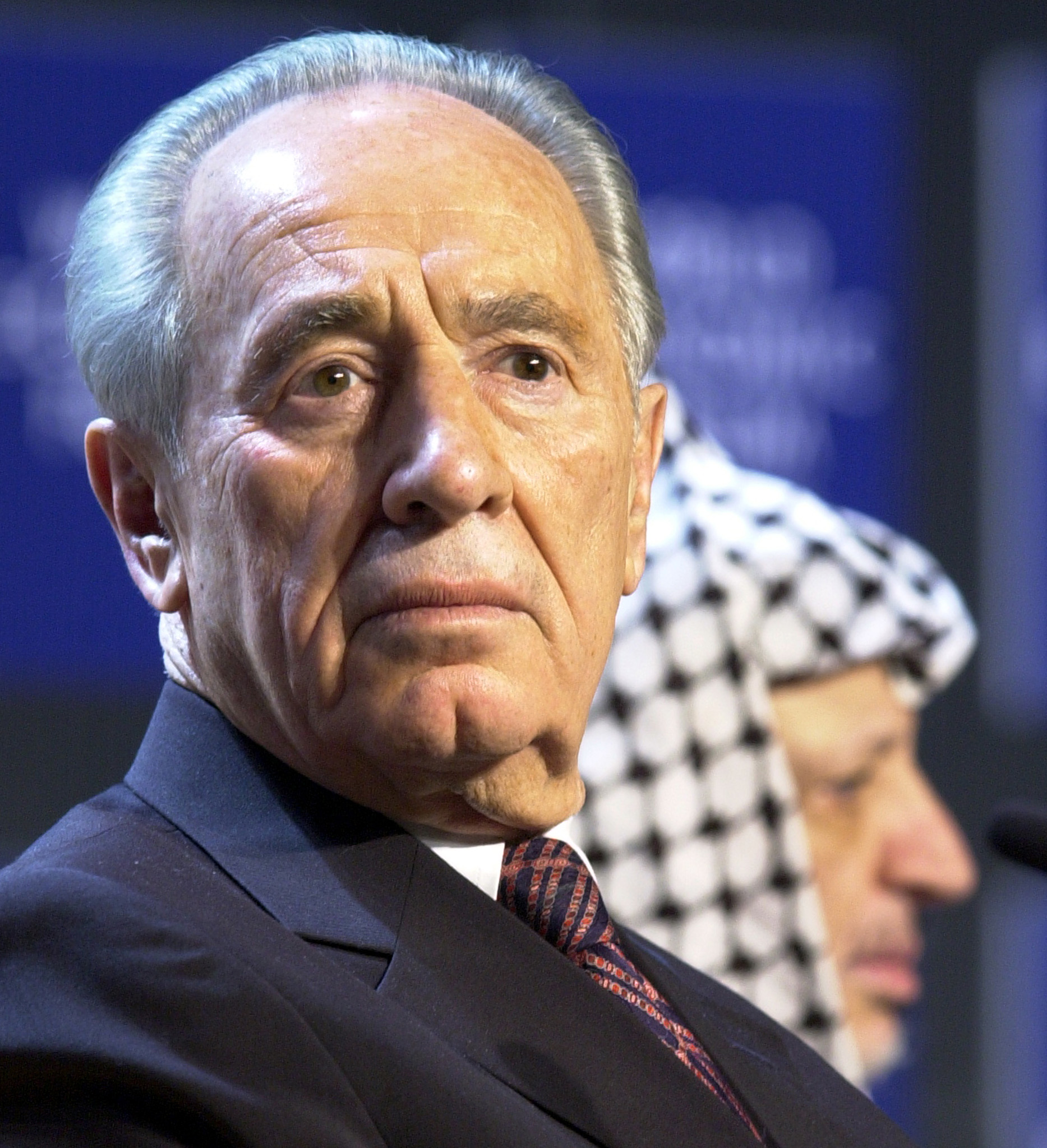
Simón Peresz, aki Lengyelországban született, Szymon Perski néven, Izrael kilencedik elnökeként tevékenykedett 2007 és 2014 között

Leopold Infeld tudós, Stanislaw Ulam matematikus, Alfred Tarski és Adam Ulam professzor hozzájárultak a tudományos világ fejlődéséhez. További nemzetközi elismerést elnyert lengyel zsidók: Moses Schorr, Lazar Markovics Zamenhof (az eszperantó nyelv megalkotója), Georges Charpak, Samuel Eilenberg, Emanuel Ringelblum és Arthur Rubinstein stb. A „genocídium” kifejezést Rafaeł Lemkin (1900–1959), lengyel-zsidó jogtudós találta ki. Leonid Hurwicz 2007-es közgazdasági Nobel-emlékdíjat kapott. A YIVO (Jidiszer Wissenszaftlecher Institute) zsidó tudományos Intézet székhelye Wilnóban működött, mielőtt New Yorkban helyezték volna át a háború alatt. Varsóban voltak a zsidó tudomány fontos központjai, mint például a Központi Judaisztikai Könyvtár (lengyelül: Centralna Biblioteka Judaistyczna) és a Zsidó Tanulmányok Intézete, számos Talmudi Iskola (Jeszybots), vallási központok és zsinagógák, amelyek közül sok építészetileg is magas színvonalú volt. A jiddis színház is virágzott; Lengyelországnak tizenöt jiddis színháza és színházi csoportja volt. Varsóban az akkori legfontosabb jiddis színjátszó társulat, a Vilna Trupe volt, amely 1920-ban a A Dybbuk első előadását állította színpadra az Elyseum Színházban. A Varsói Egyetemen tanult néhány későbbi izraeli vezető, köztük Menáhém Begin és Jitchák Sámír.
Számos zsidó sportklub is működött, amelyek közül néhány, például a Hasmonea Lwow és a Jutrzenka Kraków feljutott a lengyel labdarúgó-bajnokság első osztályába. Egy lengyel-zsidó labdarúgó, Józef Klotz szerezte az első gólt a lengyel labdarúgó-válogatottban. Egy másik sportoló, Alojzy Ehrlich több érmet is nyert asztalitenisz-tornákon. Ezen klubok közül sok a Maccabi Világszövetséghez tartozott. 

### Az antiszemitizmus, a cionizmus és a palesztinai zsidó állam támogatása között
A két világháború közötti Lengyelországban a zsidók egyre nagyobb hányada élt külön a lengyel többségtől. 1921-ben a lengyel zsidók 74,2%-a a jiddist vagy a hébert jelölte meg anyanyelveként; a szám 1931-re 87%-ra emelkedett, hozzájárulva a zsidók és a lengyelek közötti növekvő feszültségekhez. A zsidókat gyakran nem azonosították lengyel állampolgárként, ezt a problémát nemcsak az 1921 és 1931 közötti nemzeti összeírásokban mutatott asszimiláció megfordulása, hanem az üldöztetés elől menekülő orosz zsidók beáramlása is okozta – különösen Ukrajnában, ahol a polgárháború alatt akár 2000 pogromra is sor kerülhetett, becslések szerint közvetlenül 30 000 zsidót mészároltak le, és összesen 150 000-en haltak meg.  Az orosz zsidók nagy része emigrált Lengyelországba, mivel a rigai békeszerződés alapján jogosultak voltak arra, hogy az általuk preferált országot válasszák. Több százezer menekült csatlakozott a Második Lengyel Köztársaság amúgy is nagyszámú zsidó kisebbségéhez. Az ebből eredő gazdasági instabilitást a média egy részében megjelenő zsidóellenes érzelmek, az egyetemeken tapasztalható diszkrimináció, kirekesztés és erőszak, valamint egyes jobboldali politikai pártokhoz kapcsolódó „zsidóellenes osztagok” megjelenése tükrözte. Ezek a fejlemények hozzájárultak ahhoz, hogy a zsidó közösségben megnőtt a cionista és szocialista eszmék támogatottsága, ami további migrációs kísérletekkel párosult, amelyeket csak a brit kormány fékezett meg. Figyelemre méltó, hogy „a zsidó kivándorlás melletti kampányt nem antiszemitizmusra, hanem objektív társadalmi és gazdasági tényezőkre alapozták”. A változó gazdasági és társadalmi körülményektől függetlenül azonban az antiszemita tevékenység növekedése a háború előtti Lengyelországban jellemző volt az Európa más részein akkoriban tapasztalható antiszemitizmusra is, amely egy szélesebb, kontinensen belüli mintában fejlődött ki, amelynek minden más európai országban voltak megfelelői.
Józef Piłsudski (1926–1935) uralma alatt egy ideig javult a zsidók helyzete. Piłsudski Endecja „polinizációját” az „állam asszimilációs” politikájával állította szembe: az állampolgárokat az állam iránti hűségük, nem pedig nemzetiségük alapján ítélték meg. Az 1926–1935-ös éveket sok lengyel zsidó kedvezően ítélte meg, akiknek helyzete különösen Pilsudski kinevezettje, Kazimierz Bartel kabinetje alatt javult. A különböző tényezők – köztük a nagy gazdasági világválság – együttese azonban azt eredményezte, hogy a lengyelországi zsidók helyzete soha nem volt igazán kielégítő, és Piłsudski 1935 májusában bekövetkezett halála után ismét romlott, amelyet sok zsidó tragédiának tekintett, ismét romlott. A zsidó iparágakat negatívan érintette a tömegtermelés fejlődése és a késztermékeket kínáló áruházak megjelenése. A becslések szerint 300 000 zsidó családi vállalkozás hagyományos megélhetési forrásai kezdtek eltűnni az országban, ami hozzájárult az elszigetelődés és a belső önellátás irányába mutató növekvő tendenciához. A magánszektor nehéz helyzete a felsőoktatásba való felvétel növekedéséhez vezetett. 1923-ban az összes lengyel egyetemen a sztomatológia 62,9%-át, az orvostudomány 34%-át, a filozófia 29,2%-át, a kémia 24,9%-át és a jog 22,1%-át képezték (1929-ig 26%) zsidó hallgatók tették ki.

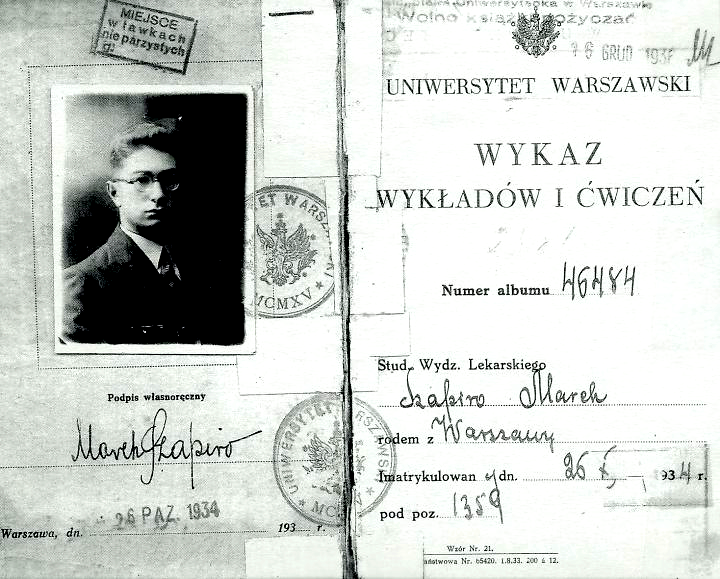
Marek Szapiro, zsidó orvostanhallgató leckekönyve (indeks) a Varsói Egyetemen, téglalap alakú „gettó padok” („páratlan számozású-padok”) pecséttel

A háborúk közötti lengyel kormány katonai kiképzést nyújtott a cionista Bétár félkatonai mozgalomnak, amelynek tagjai csodálták a lengyel nacionalista tábort és utánozták annak néhány elemét. A Bétár egyenruhás tagjai lengyel cserkészek és katonák mellett vonultak és felléptek lengyel állami ünnepségeken, fegyveres kiképzésüket lengyel intézmények és lengyel katonatisztek biztosították; Menáhém Begin, a mozgalom egyik vezetője felszólította tagjait, hogy háború esetén védjék meg Lengyelországot, a szervezet pedig lengyel és cionista zászlókat lengetett.
Az Endecja (Nemzeti Demokrácia) párt befolyásának növekedésével az antiszemitizmus új lendületet vett Lengyelországban, és leginkább kisebb városokban és azokon a területeken érződött, ahol a zsidók közvetlen kapcsolatban álltak a lengyelekkel, például a lengyel iskolákban vagy a sportpályákon. További akadémiai zaklatás, például a gettópadok bevezetése, amelyek arra kényszerítették a zsidó diákokat, hogy az előadótermek kizárólag nekik fenntartott részeiben üljenek, zsidóellenes zavargások, valamint 1937-ben bevezetett félhivatalos vagy nem hivatalos kvóták (numerus clausus) egyetemeken, felére csökkent a zsidók száma a lengyel egyetemeken a függetlenség (1918) és az 1930-as évek vége között. A korlátozások annyira átfogóak voltak, hogy míg 1928-ban a zsidók a hallgatói létszám 20,4%-át tették ki, 1937-re részarányuk 7,5%-ra esett vissza, az 1931-es népszámlálás szerint az ország 9,75%-os zsidó népességéből.
Bár sok zsidó iskolázott volt, kizárták őket a kormányzati bürokrácia nagy részéből. Ezért jó néhányan a szabadfoglalkozású szakmákhoz fordultak, különösképpen az orvosláshoz és a joghoz. 1937-ben a lengyel orvosok és ügyvédek katolikus szakszervezetei az új tagjaikat a keresztény lengyelekre korlátozták (hasonló módon a zsidó szakszervezetek 1918 után kizárták nem zsidó szakembereket a soraikból). A  zsidó munkások nagy része a zsidó szakszervezetekben szerveződött a zsidó szocialisták befolyása alatt, akik 1923-ban szétváltak, hogy csatlakozzanak a Lengyel Kommunista Párthoz és a Második Internacionáléhoz.
A zsidóellenesség Lengyelországban a második világháborút megelőző években elérte csúcspontját. 1935 és 1937 között hetvenkilenc zsidót öltek meg és 500-at sebesítettek meg zsidóellenes incidensekben. A nemzeti politika úgy rendelkezett, hogy a zsidókat, akik nagyrészt otthon és kisboltokban dolgoztak, kizárták a jóléti juttatásokból. A tartományi fővárosban, Luckban a zsidók a 35 550 lengyel, ukrán, fehérorosz és más nemzetiségű lakosból álló, sokszínű, soknemzetiségű lakosság 48,5%-át tették. Lucknak volt a legnagyobb zsidó közössége a vajdaságban. Breszt fővárosában 1936-ban a zsidók a lakosság 41,3%-át tették ki, és a magánvállalkozások mintegy 80,3%-át zsidók birtokolták. Radom zsidó lakosainak 32%-a szintén jelentős szerepet kapott, és a város kisvállalkozásainak 90%-a zsidók tulajdonában és üzemeltetésében volt, köztük voltak bádogosok, lakatosok, ékszerészek, szabók, kalapkészítők, fodrászok, ácsok, házfestők és tapétatelepítők, cipészek, valamint pékek és órajavítók. Lubartówban a város lakosságának 53,6%-a zsidó volt, gazdaságának nagy részével együtt. Luboml városának 4197 lakosa között 3807 zsidó volt, akik a város társadalmi és politikai életének lényegét alkották.
A zsidó vállalkozások nemzeti bojkottját és az elkobzásuk érdekérvényesítését az Endecja párt támogatta, bevezetve a „keresztény üzlet” kifejezést. Országos mozgalmat is szerveztek, hogy megakadályozzák a zsidókat az állatok kóser mészárlásában, amelynek deklarált indoka az állatvédelem volt. Az erőszak is gyakran irányult a zsidó üzletek ellen, és sokukat kifosztották. Ugyanakkor a tartós gazdasági bojkottok és zaklatások, beleértve a vagyonpusztító zavargásokat, a nagy gazdasági világválság következményeivel együtt, amelyek nagyon súlyosak voltak az olyan mezőgazdasági országokban, mint Lengyelország, a lengyelek és a lengyel zsidók életszínvonalát egyaránt csökkentették, így az 1930-as évek végére a lengyel zsidók jelentős része szegénységben élt. Ennek eredményeként a második világháború előestéjén a lengyelországi zsidó közösség belsőleg nagy és élénk volt, ugyanakkor (néhány szakember kivételével) lényegesen szegényebb és kevésbé integrált volt, mint a legtöbb nyugat-európai zsidó közösség.
A lengyelországi antiszemitizmus fő vonulatát ebben az időben a katolikus vallási meggyőződés és az olyan évszázados mítoszok motiválták, mint a vérvád. Ez a vallási alapú antiszemitizmus néha a zsidóknak a lengyel nemzethez hűtlenként való ultra-nacionalista sztereotípiájával párosult. A második világháború előestéjén sok lengyel keresztény úgy vélte, hogy túl sok zsidó van az országban, és a lengyel kormányt egyre foglalkoztatta a ”zsidókérdés”. Egyes politikusok a zsidók tömeges kivándorlását támogatták Lengyelországból. A lengyel kormány elítélte a zsidó kisebbség elleni indokolatlan erőszakot, félve a nemzetközi következményektől, de osztotta azt a nézetet, hogy a zsidó kisebbség akadályozza Lengyelország fejlődését; 1937 januárjában Józef Beck külügyminiszter kijelentette, hogy Lengyelország 500 000 zsidót tud eltartani, és reméli, hogy a következő 30 évben évente 80 000-100 000 zsidó hagyja el Lengyelországot. Mivel a lengyel kormány tömeges emigráció révén igyekezett csökkenteni a lengyelországi zsidó lakosság számát, szoros és jó kapcsolatot ápolt Zeev Jabotinskyval, a revizionista cionizmus megalapítójával, és egy Palesztinában kialakítandó zsidó állam létrehozásának támogatására irányuló politikát folytatott. A lengyel kormány remélte, hogy Palesztina kiutat biztosít majd a zsidó lakosság számára, és lobbizott a Nemzetek Szövetségében és más nemzetközi helyszíneken, hogy emeljék meg az emigrációs kvótákat és a cionista aktivisták nevében ellenezte Palesztina felosztási tervét. Mivel Jabotinsky az „evakuálási tervében” 1,5 millió kelet-európai zsidó, köztük 750 000 lengyel zsidó 10 éven belüli letelepítését irányozta elő Palesztinában, Beckkel közös volt a célja. Végül ez lehetetlennek és illuzórikusnak bizonyult, mivel hiányzott mind az általános zsidó, mind a nemzetközi támogatás. 1937-ben Józef Beck lengyel külügyminiszter a Nemzetek Szövetségében kijelentette, hogy támogatja a zsidó állam létrehozását és a zsidó emigrációt lehetővé tevő nemzetközi konferenciát. A lengyel állam és a cionista mozgalom közös céljai, a Palesztinába irányuló zsidó népességáramlás növelése nyílt és rejtett együttműködésüket eredményezte. Lengyelország az útlevelek megszervezésével és az illegális bevándorlás megkönnyítésével segített, és fegyverekkel látta el a Hágánát. Kiterjedt támogatást nyújtott az Irgun (a revizionista cionista mozgalom katonai ága) számára is katonai kiképzés és fegyverek formájában. Az Irgun-aktivisták szerint a lengyel állam 25 000 puskával, további anyagokkal és fegyverekkel látta el a szervezetet, 1939 nyarára pedig az Irgun varsói raktáraiban 5000 puska és 1000 gépfegyver volt. A lengyelországi kiképzés és támogatás lehetővé tette a szervezet számára, hogy 30 000-40 000 embert mozgósítson.
Az 1939-es német invázió idejére az antiszemitizmus fokozódott, a zsidók iránti ellenségeskedés pedig a Piłsudski-rezsim utáni jobboldali politikai erők és a katolikus egyház alappillére lett. A zsidókkal szembeni diszkrimináció és erőszak miatt a lengyel zsidó lakosság egyre többet nélkülözött. Annak ellenére, hogy a Lengyel Köztársaságra a náci Németország fenyegetést jelentett, a lengyelországi zsidó lakossággal való megbékélésre nem sok erőfeszítést tettek. 1939 júliusában a kormánypárti Gazeta Polska ezt írta: „Az a tény, hogy a Birodalommal való kapcsolataink romlanak, a legkevésbé sem deaktiválja programunkat a zsidókérdésben – nincs és nem is lehet közös pont a belső zsidó problémánk és Lengyelországnak a hitleri Birodalommal való kapcsolatai között”. A lengyel zsidókkal szembeni fokozott ellenségeskedés és a lengyel kormány hivatalos törekvése a zsidók Lengyelországból való eltávolítására Lengyelország náci inváziójáig folytatódott.

## Világháború és a lengyel zsidóság megsemmisítése (1939–45)

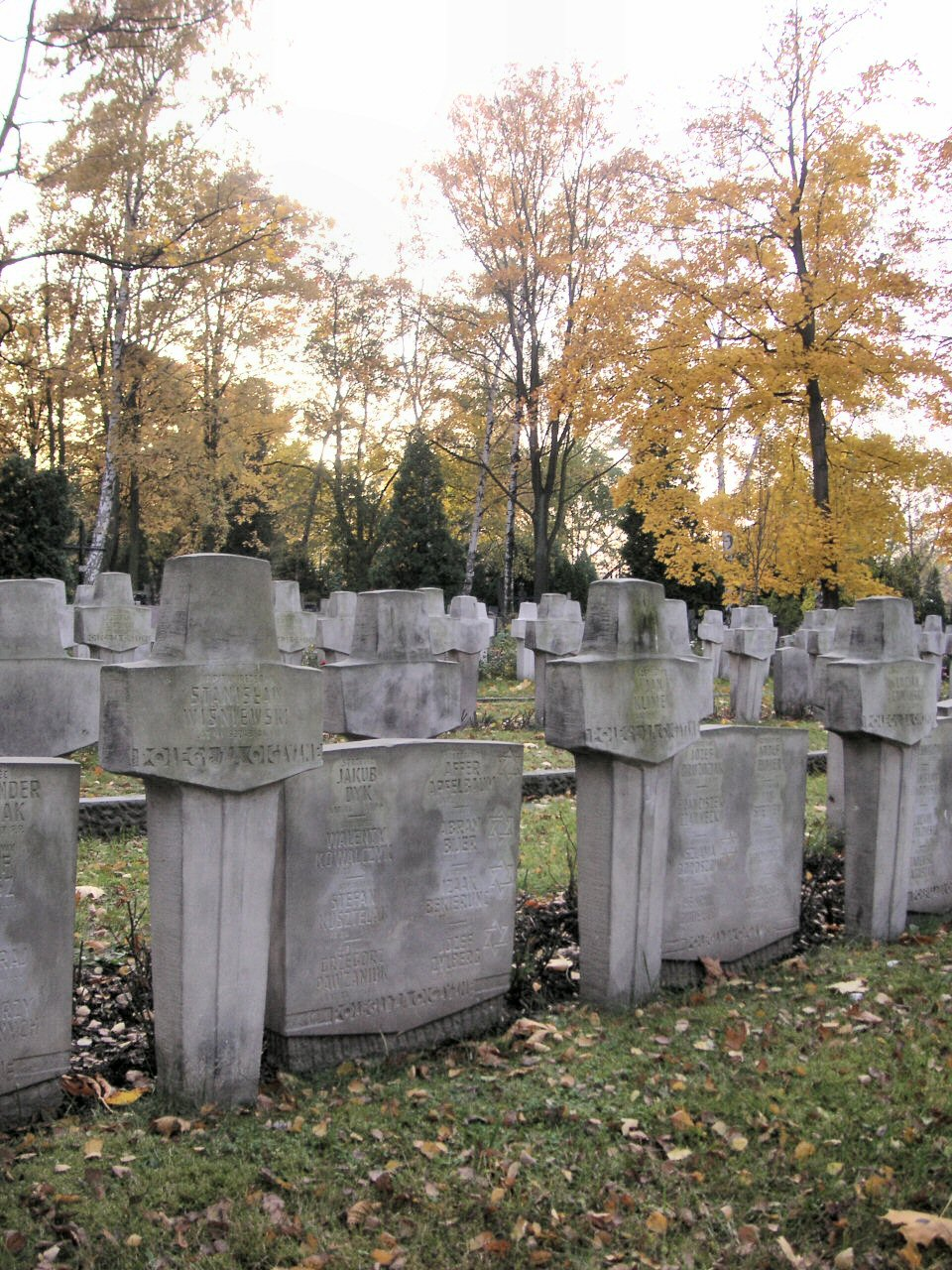
Az 1939-ben elhunyt zsidó-lengyel katonák sírjai, Powązki temető

A zsidók száma Lengyelországban 1939. szeptember 1-jén körülbelül 3 474 000 fő volt. A második világháború kitörésekor százharmincezer zsidó származású katona, köztük Boruch Steinberg, a lengyel hadsereg főrabbija, szolgált a lengyel hadseregben, így az elsők között kezdtek fegyveres ellenállást a náci Németországgal szemben. A lengyelországi hadjárat során mintegy 20 000 zsidó civil és 32 216 zsidó katona halt meg, míg 61 000 német fogságba esett; a többségük nem élte túl a háborút. A szabadon bocsátott katonák és altisztek végül a náci gettókban és munkatáborokban találták magukat, és ugyanolyan sorsra jutottak, mint más zsidó civilek az ezt követő lengyelországi holokausztban. 1939-ben a zsidók Varsó lakosságának 30%-át tették ki. A háború eljövetelével Varsó zsidó és lengyel állampolgárai közösen védték a várost, félretéve nézeteltéréseiket. Később a lengyel zsidók a második világháború alatt szinte az összes lengyel alakulatban szolgáltak, sokukat megölték vagy megsebesítették, és nagyon sokakat tüntették ki harci képességeik és kivételes szolgálatuk miatt. A zsidók harcoltak a lengyel fegyveres erőkkel nyugaton, a szovjet alapítású Lengyel Néphadseregben, valamint számos földalatti szervezetben és a lengyel partizán egységek vagy zsidó partizán alakulatok részeként is.

### A Szovjetunió által annektált területek (1939–1941)
A Szovjetunió 1939. augusztus 23-án paktumot írt alá a náci Németországgal, amely tartalmazott egy záradékot Lengyelország felosztásáról (ez általánosan ismert, de a Szovjetunió a következő 50 évben tagadta). A német hadsereg 1939. szeptember 1-jén megtámadta Lengyelországot. A Szovjetunió 1939. szeptember 17-én Kelet-Lengyelország lerohanásával követte a példáját. Heteken belül a lengyel zsidók 61,2%-a a német megszállás alatt találta magát, míg 38,8%-a csapdába esett a Szovjetunió által annektált lengyel területeken. A német megszállás alatti és utáni a nyugatról keletre irányuló népességvándorlás miatt a szovjet megszállás alatt a zsidók aránya lényegesen magasabb volt, mint az országos népszámláláskor.
A szovjet annexiót a kormánytisztviselők, a rendőrség, a katonai személyzet, a határőrök, a tanárok, a papok, a bírák stb. széles körű letartóztatása követte, amelyet az NKVD foglyok lemészárlása és 320 000 lengyel állampolgár tömeges deportálása követett a szovjet hátországba és a Gulag munkatáboraiba, ahol az embertelen körülmények következtében mintegy felük még a háború vége előtt meghalt.
A szovjet megszállás alatt élő zsidó menekülteknek kevés tudomásuk volt a németek alatt zajló eseményekről, mivel a szovjet média nem számolt be a náci szövetségesük által elfoglalt területeken zajló eseményekről. Nyugat-Lengyelországból sokan regisztráltak hazatelepítésre a német zónába, köztük tehetősebb zsidók is, valamint a két világháború közötti időszak néhány politikai és társadalmi aktivistája. Ehelyett az NKVD „osztályellenségnek” bélyegezte őket, és másokkal együtt Szibériába deportálták őket. A határátkelőhelyeken elkapott, illetve kereskedelemmel és egyéb „illegális” tevékenységekkel foglalkozó zsidókat szintén letartóztatták és deportálták. Több ezer, többnyire elfogott lengyel katonát végeztek ki; némelyikük zsidó volt.
Minden magántulajdont és – a zsidó gazdasági élet szempontjából döntő jelentőségű – magánvállalkozást államosítottak; a politikai tevékenységet illegálisnak minősítették, és emberek ezreit börtönözték be, akik közül sokakat később kivégezték. A cionizmust, amelyet a szovjetek ellenforradalmi tevékenységnek neveztek, szintén betiltották. Alig egy nap alatt az összes lengyel és zsidó médiumot bezárták, és helyükre az új szovjet sajtó lépett, amely a vallást, köztük a zsidó hitet is támadó politikai propagandát folytatott. A zsinagógákat és a templomokat még nem zárták be, de erősen megadóztatták. A kis értékű szovjet rubelt azonnal kiegyenlítették a sokkal magasabb lengyel zlotyval, és 1939 végére a zloty megszűnt. A legtöbb gazdasági tevékenység központi tervezés és az NKVD korlátozásai alá került. Mivel a zsidó közösségek inkább a kereskedelemre és a kisvállalkozásokra támaszkodtak, a vagyonelkobzások nagyobb mértékben érintették őket, mint az többségi társadalmat. A szovjet uralom a helyi gazdaság az összeomlás közelébe jutott, amelyet az elégtelen bérek, valamint általános áru- és anyaghiány jellemzett. A zsidók, a régió többi lakosához hasonlóan, életszínvonaluk csökkenését tapasztalták. k
A szovjet politika értelmében a lengyel nemzetiségűeket elbocsátották, és megtagadták tőlük a hozzáférést a közszolgálati állásokhoz. A volt magas rangú tisztviselőket és a lengyel közösség neves tagjait letartóztatták és családjukkal együtt száműzték. Ugyanakkor a szovjet hatóságok arra biztatták a fiatal zsidó kommunistákat, hogy töltsék be az újonnan megürült kormányzati és közszolgálati állásokat.o

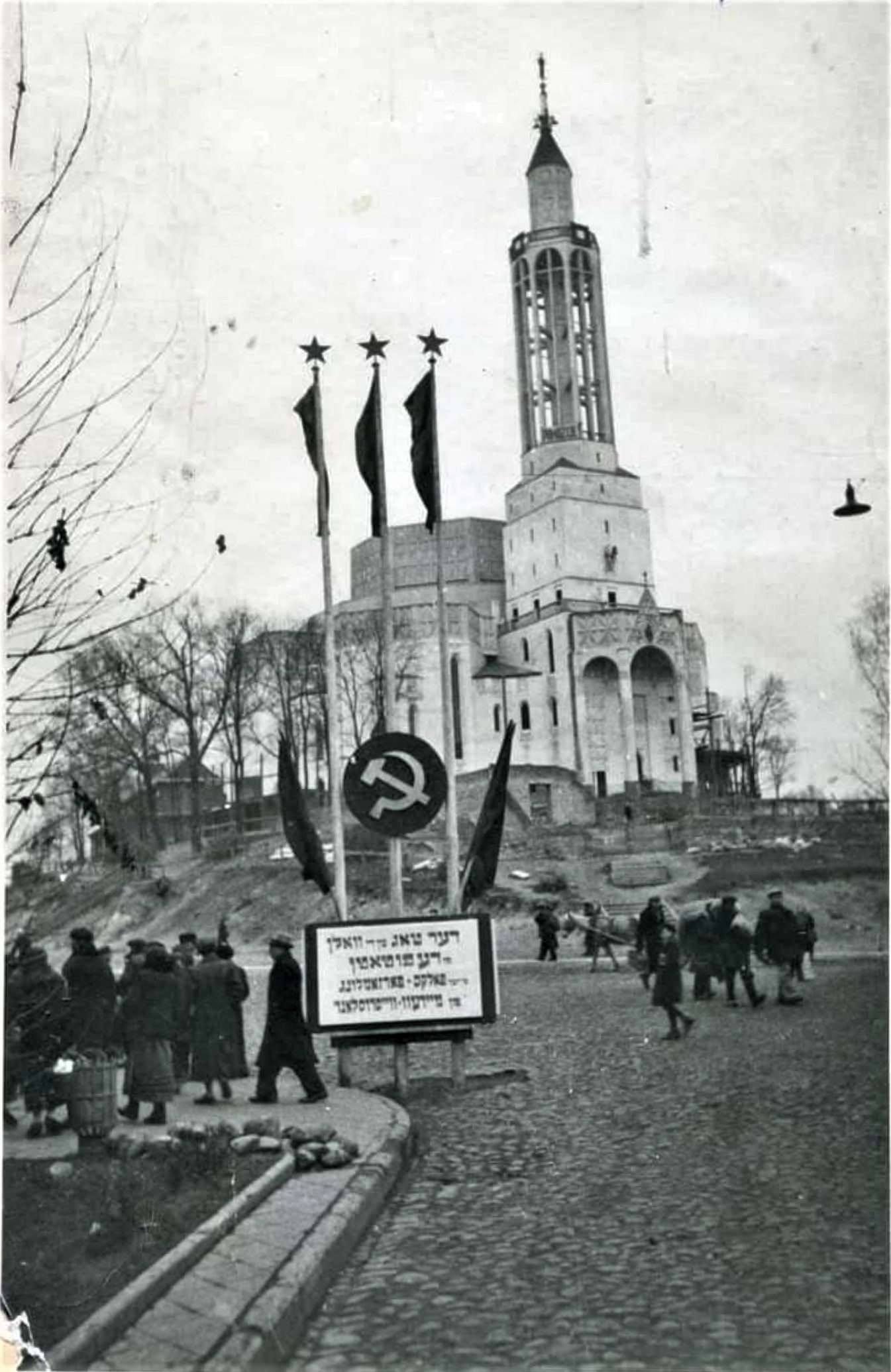
Jiddis nyelvű értesítés a nyugat-belorusz népi tanácsba való választásról, 1941, Białystok

Míg a legtöbb kelet-lengyel a szovjetellenes érzelmek köré tömörült, a zsidó lakosság egy része, valamint a belorusz és ukrán etnikai aktivisták a betolakodó szovjet erőket védőikként üdvözölték. A lengyel zsidók eleinte megkönnyebbülést éreztek, amikor a háború első heteiben megúszták a náci megszállást. A lengyel költő és egykori kommunista Aleksander Wat azt állította, hogy a zsidók hajlamosabbak voltak a szovjetekkel való együttműködésre. Jan Karski 1940-ben írt jelentése nyomán Norman Davies történész azt állította, hogy a besúgók és kollaboránsok között feltűnő volt a zsidók aránya;Władysław Sikorski tábornok becslése szerint 30%-uk azonosult a kommunistákkal, miközben provokációt folytattak; listát készítettek a lengyel „osztályellenségekről”. Más történészek szerint a zsidó kollaboráció mértéke a feltételezettnél kisebb lehetett. Martin Dean történész azt írta, hogy „kevés helyi zsidó szerzett hatalmi pozíciót a szovjet uralom alatt”.
A szovjet megszállással való zsidó együttműködés kérdése továbbra is vitatott. Egyes tudósok megjegyzik, hogy bár nem voltak kommunista pártiak, sok zsidó a szovjetekben kisebb fenyegetést látott, mint a náci németekben.Hangsúlyozzák, hogy a szovjeteket az utcán üdvözlő zsidókról szóló történetek, és amelyekre az ország keleti részéről sok lengyel élénken emlékezett, nem megbízható mutatói a szovjetek zsidó támogatásának. Ezenkívül megjegyzik azt is, hogy egyes lengyelek ugyanolyan fontos szerepet játszott, mint a zsidók a polgári és rendőri tisztségek betöltésében a megszállási közigazgatásban, és hogy a zsidó civilek és a zsidó lengyel katonák egyaránt szenvedtek a szovjet megszállóktól. Bármilyen kezdeti lelkesedést is érezhettek a zsidók a szovjet megszállás iránt, hamar eloszlott, amikor megérezték a zsidó társadalmi életformák megszállók általi elnyomásának hatását. A lengyelek és zsidók közötti, ezen időszak eredményeként kialakult feszültség egyes történészek szerint az egész háború alatt megterhelte a lengyelek és a zsidók közötti kapcsolatokat, s mind a mai napig zsákutcát jelent a lengyel-zsidó közeledésben.
Számos fiatalabb zsidó, gyakran a marxista Bund vagy néhány cionista csoport révén, szimpátiát érzett a kommunizmus és szovjet Oroszország iránt, amelyek a Második Lengyel Köztársaság ellenségei voltak. E tényezők eredményeként 1939 után könnyen részt vehettek a kelet-lengyelországi szovjet megszálló közigazgatásban, és rövid ideig kiemelkedő pozíciókat töltöttek be az iparban, az iskolákban, az önkormányzatokban, a rendőrségben és más, szovjet által létrehozott intézményekben. A „zsidó-kommunizmus” fogalma a szovjet megszállás időszakában felerősödött.
Voltak olyan zsidók is, akik a szovjet megszállás alatt a lengyeleket segítették. A szovjet NKVD által a katyńi vérengzésben meggyilkolt több ezer lengyel tiszt között 500–600 zsidó volt. 1939 és 1941 között 100–300 000 lengyel zsidót deportáltak a szovjetek által megszállt lengyel területekről a Szovjetunióba. Közülük néhány, különösen a lengyel kommunisták (pl Jakub Berman) önként költözött; azonban a legtöbbjüket erőszakkal deportáltak vagy a Gulagra küldték. Kis számú lengyel zsidó (körülbelül 6000) távozhatott a Szovjetunióból 1942-ben a Władysław Anders által vezetett hadsereggel, köztük Menáhém Begin, Izrael későbbi miniszterelnöke. A lengyel hadsereg 2. hadtestének a brit mandátum alatt álló Palesztinában való tartózkodása alatt a zsidó katonák 67%-a (2972) dezertált, és sokan csatlakoztak az Irgunhoz. Anders tábornok úgy döntött, hogy nem indít eljárást a dezertőrök ellen, és hangsúlyozta, hogy az alakulatban maradt zsidó katonák bátran harcoltak. A Monte Cassinó-i csata során elhunyt lengyel katonák temetőjében Dávid-csillaggal ellátott sírkövek is találhatóak. Számos zsidó katona halt meg Bologna felszabadításakor is.

### A holokauszt

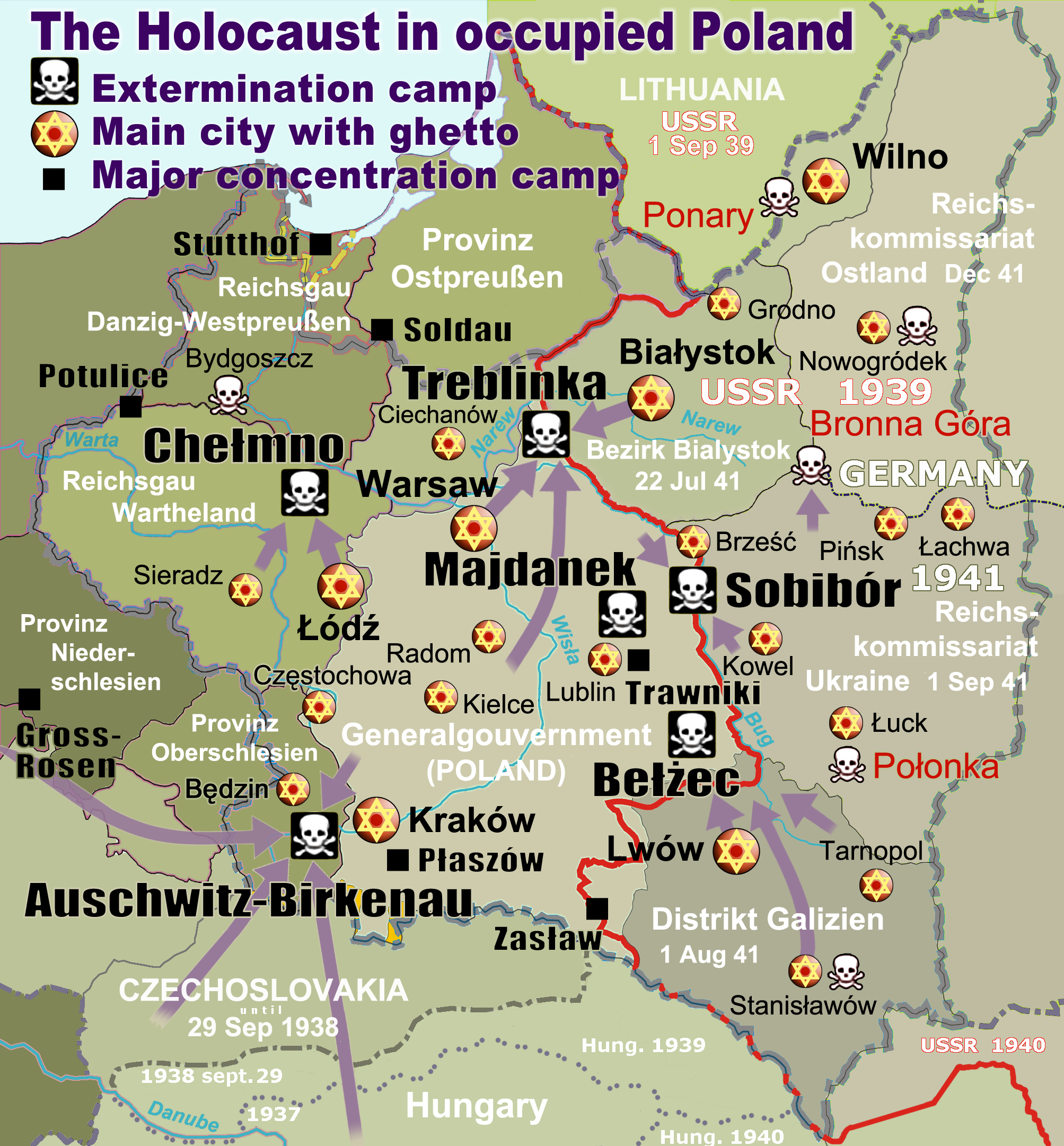
Térkép a lengyelországi holokausztról

Lengyelország zsidó közössége szenvedett a legtöbbet a holokausztban. Körülbelül hatmillió lengyel állampolgár vesztette életét a háborúban – akiknek felét (hárommillió lengyel zsidót) megölték az Auschwitzi, Treblinkai, Majdaneki, Belzeci, Sobibóri és a Chełmnoi táborokban vagy éhen haltak a gettókban.
Lengyelországban hajtották végre a zsidók megsemmisítésének német programját, a "Végső Megoldást", mivel itt élt a legtöbb európai zsidó (a Szovjetunió kivételével).
1939-ben több száz zsinagógát robbantottak vagy gyújtottak fel a németek, akik időnként a zsidókat kényszerítették arra, hogy ezeket megtegyék. A németek sok esetben gyárakká, szórakozóhelyekké, uszodákká vagy börtönökké alakították át a zsinagógákat. A háború végére Lengyelországban szinte az összes zsinagóga megsemmisült. A rabbik kénytelenek voltak nyilvános táncolni és énekelni, szakállukkal levágva. Néhány rabbit felgyújtottak vagy felakasztottak. 

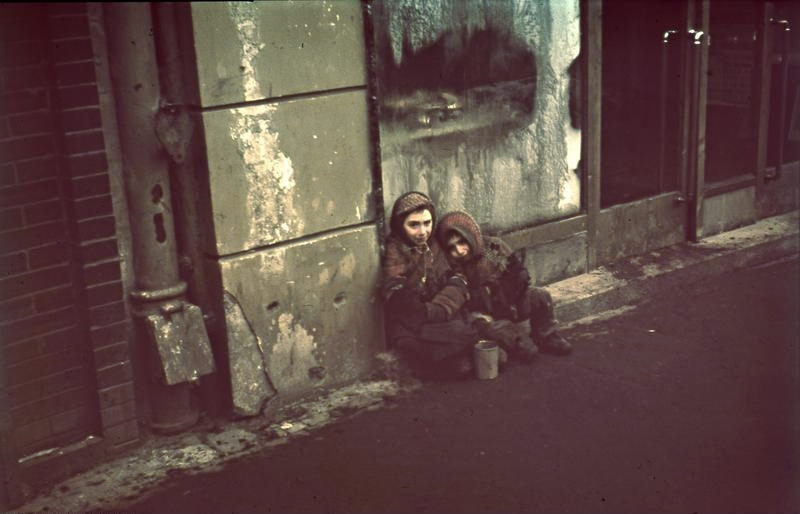
Éhező zsidó gyerekek, varsói gettó

A németek elrendelték az összes zsidó nyilvántartásba vételét, a személyi igazolványukba pedig a „Jude” szót bélyegezték.  Számos korlátozást és tilalmat vezettek be a zsidókra, és brutálisan végrehajtották őket. Például a zsidóknak megtiltották a járdákon való közlekedést, a tömegközlekedés használatát, a szabadidős helyekre való belépést, a sportarénák, színházak, múzeumok és könyvtárak látogatását. Az utcán a zsidóknak meg kellett emelniük kalapjukat az elhaladó németek előtt. 1941 végére a németek által megszállt Lengyelországban a zsidóknak, kivéve a gyermekeket, azonosító jelvényt kellett viselniük a kék Dávid-csillaggal. A rabbikat megalázták „a német katonák és a rendőrség által szervezett látványosságokban”, akik puskatusukkal „arra kényszerítették ezeket az embereket, hogy imasáljaikban táncoljanak”. A németek „csalódtak a lengyelekben, amiért nem voltak hajlandóak együttműködni”, kevés kísérletet tettek egy kollaboráns kormány felállítására Lengyelországban, mindazonáltal a lengyel nyelvű német lapok rendszeresen antiszemita cikkeket adtak le, amelyek arra ösztönözték a helyieket, hogy közömbös hozzáállást mutassanak a zsidókkal szemben. 
A Barbarossa hadműveletet követően az akkori Kelet-Lengyelországban sok zsidó esett áldozatul az Einsatzgruppe nevű náci halálosztagoknak, amelyek főleg 1941-ben mészárolták le a zsidókat. E német ihletésű mészárlások egy részét maguk a lengyelek segítségével vagy aktív részvételével hajtották végre: például a jedwabnei pogromot, amelyben 300 (a Nemzeti Emlékezet Intézetének végső megállapításai ) és 1600 (Jan T. Gross) közötti zsidót kínzott és vert agyon a helyi lakosság. A lengyel zsidó közösség mészárlásaiban való lengyel részvétel mértéke továbbra is ellentmondásos téma, részben annak köszönhetően, hogy a zsidó vezetők nem voltak hajlandók engedélyezni a zsidó áldozatok maradványainak exhumálását és haláluk okának megfelelő megállapítását. A lengyel Nemzeti Emlékezet Intézet huszonkét más városban azonosított hasonló pogromokat, mint a jedwabnei. A mészárlások okairól máig viták folynak, de ezek között szerepel az antiszemitizmus, a lengyel–szovjet háborúban és a Kresy-vidékek 1939-es megszállása során a szovjet megszállókkal való állítólagos együttműködés miatti neheztelés, a zsidók vagyon iránti mohósága és természetesen a nácik által a mészárlásokban való részvételre való kényszerítés.
Néhány zsidó történész írt arról, hogy a holokauszt idején egyes lengyelek negatívan viszonyultak az üldözött zsidókhoz. Míg a katolikus papság tagjai életüket kockáztatva segítették a zsidókat, erőfeszítéseiket néha az egyházi hierarchia antiszemita attitűdjeivel szemben tették meg. A zsidóellenes magatartás létezett a száműzetésben lévő londoni székhelyű lengyel kormányban is, bár 1942. december 18-án a száműzetésben lévő elnök Władysław Raczkiewicz drámai levelet írt XII. Pius pápának, amelyben a meggyilkolt lengyelek és zsidók nyilvános védelmére kérte őt. A halálbüntetés bevezetése ellenére, amely a zsidókat mentők egész családjára kiterjedt, a lengyel Világ Igazainak száma arról tanúskodik, hogy a lengyelek hajlandóak voltak kockázatot vállalni a zsidók megmentése érdekében.
A holokauszt-túlélők véleménye a háború alatti lengyel viselkedésről széles skálán mozog, személyes tapasztalataiktól függően. Néhányan nagyon negatívan vélekednek, és a keresztény lengyeleket passzív szemtanúként látják, akik nem cselekedtek és nem segítették a zsidókat, amikor a nácik üldözték vagy likvidálták őket. A lengyelek, akik szintén a náci bűnök áldozatai voltak, gyakran féltették saját és családjuk életét, és ez a félelem sokukat megakadályozta abban, hogy segítséget és támogatást nyújtsanak, még ha néhányan közülük együtt is éreztek a zsidókkal. Emanuel Ringelblum, a varsói gettó lengyel-zsidó történésze kritikusan írt a lengyel zsidók gettóban történt elpusztítására adott varsói közönyös és néha örömteli reakciókról. Gunnar S. Paulsson azonban megállapította, hogy a varsói lengyel polgároknak sikerült ugyanolyan arányban támogatniuk és elrejteniük a zsidókat, mint a nyugat-európai városok polgárainak. Paulsson kutatásai azt mutatják, hogy legalábbis Varsót illetően a zsidókat segítő lengyelek száma meghaladta azokét, akik zsidó szomszédaikat feladták a náciknak. A varsói náci megszállás alatt 70 000–90 000 nem zsidó lengyel segítette a zsidókat, míg 3000–4000 szmalcownik vagy zsaroló volt, akik a nácikkal működtek együtt a zsidók üldözésében.

### Gettók és haláltáborok
A náci németek 1942-ig hat megsemmisítő tábort hoztak létre a megszállt Lengyelországban. Mindezek – Chełmno (Kulmhof), Bełżec, Sobibór, Treblinka, Majdanek és Auschwitz (Oświęcim) – a vasúti hálózat közelében helyezkedtek el, hogy az áldozatokat könnyen szállíthassák. A táborok rendszerét Lengyelország német megszállása során kibővítették, és céljaikat diverzifikálták; némelyik tranzittáborként, más kényszermunkatáborként, a többségük pedig haláltáborként működött. Míg a haláltáborokban az áldozatokat általában nem sokkal az érkezés után meggyilkolták, a többi táborban a munkaképes zsidókat dolgoztatták és gyakran agyonverték. A koncentrációs táborok működése a kápóktól, az együttműködő foglyoktól függött. Néhányan maguk is zsidók voltak, és a háború utáni büntetőeljárásuk etikai dilemmát vetett fel.

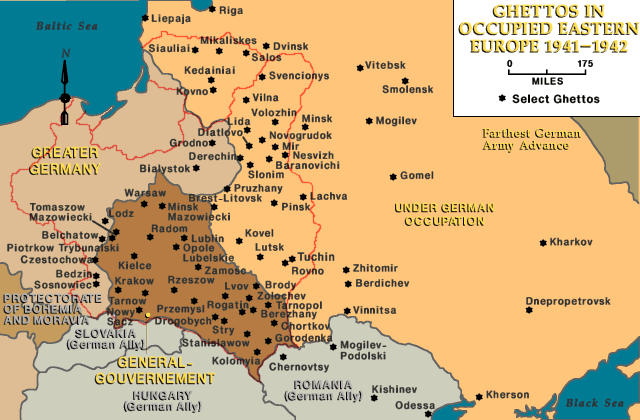
Zsidó gettók a németek által megszállt Lengyelországban és Kelet-Európában

1939 októbere és 1942 júliusa között gettórendszert vezettek be a zsidók elkülönítésére. A varsói gettó volt a legnagyobb az egész második világháború alatt, 380 000 embert zsúfoltak össze 3,4 km2-re. A Łódźi gettó a második legnagyobb volt, körülbelül 160 000 foglyot tartottak benne fogva. A vezető lengyel városokban található további nagy zsidó gettók közé tartozott többek között Białystoki gettó Białystokban, Częstochowai gettó, Kielcei gettó, Krakkói gettó, Lublini gettó, Lwówi gettó (ma Lviv) Stanisławówi gettó (mai Ukrajna), Breszti gettó (ma Fehéroroszország) és a Radomi gettó. A gettókat több száz kisebb településen és faluban hozták létre az ország egész területén. A túlzsúfoltság, a kosz, a tetvek, a halálos járványok, mint a tífusz és az éhség, számtalan halálos áldozatot követeltek.

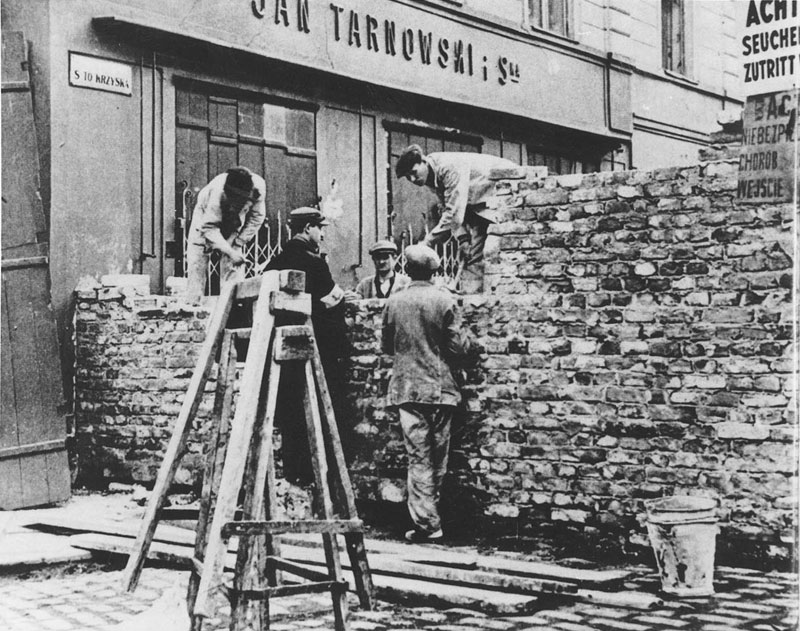
A Świętokrzyska utca lezárása (a Marszałkowska utcáról, az „árja oldalról” nézve)

Lengyelország megszállása során a németek különféle törvények alapján választották el a lengyeleket a zsidókat egymástól. A gettókban a lakosság szétválasztása úgy történt, hogy a lengyeleket az „árja oldalra”, a lengyel zsidókat pedig a „zsidó oldalra” helyezték. Ha egy lengyel, bármilyen segítséget nyújtott egy lengyel zsidónak, halálbüntetéssel sújtották. A németek által végrehajtott másik törvény az volt, hogy a lengyeleknek tilos volt zsidó üzletekben vásárolniuk, és ha mégis megtették, kivégezték őket. Sok zsidó megpróbált elmenekülni a gettók elől abban a reményben, hogy talál egy rejtekhelyet, vagy csatlakozik a partizán egységekhez. Amikor ez nehéznek bizonyult, a szökevények gyakran maguktól tértek vissza a gettóba. Ha elkapták őket, a németek végeztek velük, és a holttestüket mások számára figyelmeztetésként szem előtt hagyták. E terrortaktikák ellenére a gettókból való szökési kísérletek egészen a felszámolásukig folytatódtak.

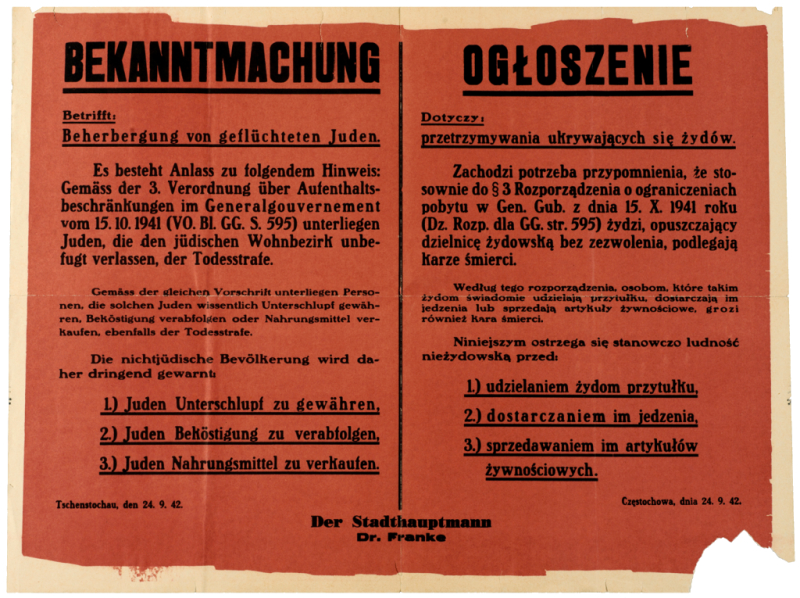
ÉRTESÍTÉS
A következőkkel kapcsolatban:
a menekülő zsidók elszállásáról... Szükséges emlékeztetni, hogy az 1941. október 15-i, a főkormányzósági tartózkodás korlátozásáról szóló rendelet (a GG nyilvántartás 595. oldala) 3. paragrafusa értelmében a zsidónegyedet engedély nélkül elhagyó zsidók halálbüntetéssel sújtandók
---- ....E rendelet szerint azok, akik tudatosan segítenek ezeknek a zsidóknak menedékhely biztosításával, élelmiszerellátással vagy élelmiszerek értékesítésével, szintén halállal büntetendők
---- .... Ez egy határozott figyelmeztetés a nem zsidó lakosság részére az ellen, hogy:
......... 1) Menedék nyújtása a zsidóknak,
......... 2) Élelmiszerrel való ellátás,
......... 3) Élelmiszerek eladása számukra.
Dr. Franke - városparancsnok - Częstochowa 42/24/24

Mivel az árja körzetekben a náci terror uralkodott, a sikeres rejtőzködés esélye a nyelv folyékony ismeretétől és a közösséggel való szoros kapcsolattartástól függött. Sok lengyel nem volt hajlandó elrejteni a gettókból esetleg elmenekült vagy a saját és családjuk életét féltő zsidókat.
A zsidókkal szembeni német politika könyörtelen volt, de hasonló politikát folytattak az őket segítő keresztény lengyelekkel szemben is. A  németek gyakran gyilkoltak meg nem zsidó lengyeleket kisebb vétségekért. A zsidóknak nyújtott segítségért, még a legalapvetőbb segítségért is, automatikusan kivégezték őket. Minden olyan lakóházban vagy területen, ahol zsidókat találtak, a németek azonnal lelőttek mindenkit, aki a házban tartózkodott. Ezért nem zsidó lengyelek ezreit végezték ki.

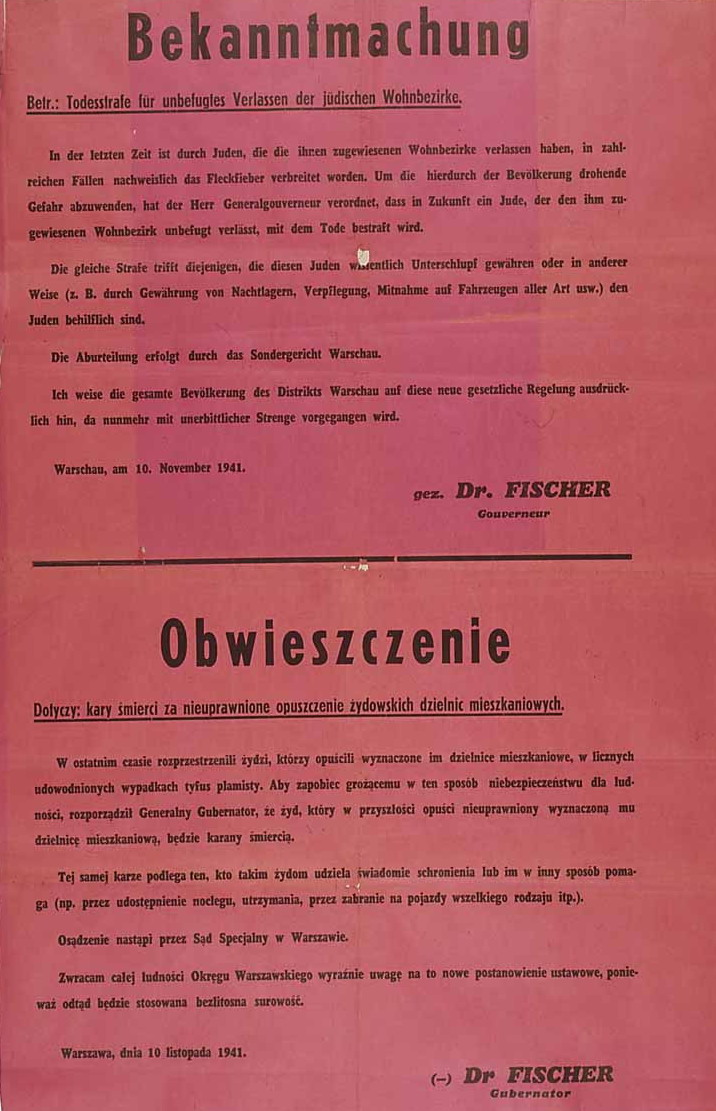
A gettón kívül elfogott zsidók és a zsidókat segítő lengyelek halálbüntetésének bejelentése, 1941. november

Egy olyan keresztény társadalomban elrejtőzni, amelyhez a zsidók csak részben asszimilálódtak, félelmetes feladat volt. Nemcsak új identitást, hanem új ismeretanyagot kellett gyorsan megszerezniük. Sok zsidó lengyelül jiddis vagy héber akcentussal beszélt, más nonverbális nyelvet, különböző gesztusokat és arckifejezéseket használtak. A sajátos fizikai jellemzőkkel rendelkező zsidók különösen sebezhetőek voltak.
Egyes személyek zsarolták a zsidókat és az őket rejtő nem zsidó lengyeleket is, és kihasználva kétségbeesésüket, pénzt szedtek tőlük, vagy ami még rosszabb, jutalomért átadták őket a németeknek. A Gestapo jutalmat biztosított azoknak, akik az „árja” oldalon rejtőzködő zsidókról tájékoztattak, ami állhatott készpénzből, szeszes italból, cukorból és cigarettából is. A zsidókat a „szmalcownikok” (jiddis és lengyel „zsír” szóból) rabolták ki és adták át a németeknek. Szélsőséges esetekben a zsidók más zsidókat jelentettek fel, hogy a megítélt jutalommal enyhítsék az éhségüket. A zsarolókat a lengyel földalatti állam elítélte. A besúgók elleni harcot a Honi Hadsereg (a földalatti állam katonai szervezete) szervezte, a halálos ítéletet olyan mértékben hajtották végre, amelyet a nyugat-európai megszállt országokban nem ismertek.

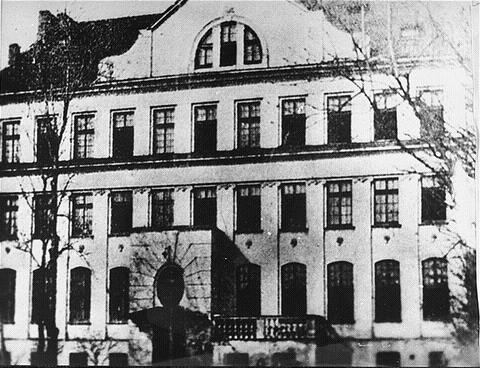
Janusz Korczak árvaháza

A németek azért, hogy a lengyelek ne adjanak menedéket a zsidóknak, gyakran házkutatást tartottak a házakban, és kíméletlen büntetéseket vezettek be. Lengyelország volt az egyetlen elfoglalt ország a második világháború alatt, ahol a nácik hivatalosan halálbüntetést szabtak ki bárkinek, aki menedéket vagy segítséget nyújtott a zsidóknak. A büntetés nem csak a segítséget adó személyre vonatkozott, hanem családjára, szomszédaira és esetenként egész falvakra is. A németek így alkalmazták a kollektív felelősség elvét, amelynek célja a szomszédok ösztönzése volt arra, hogy tájékoztassák egymást a büntetés elkerülése érdekében. E politika jellegét a nácik széles körben ismerték és látható módon hozták nyilvánosságra, mivel a lengyel lakosság terrorizálására törekedtek.
A lengyelek táplálékadagjai alacsonyabbak voltak (1941-ben 669 kcal/nap) Európa más megszállt nemzeteihez képest, és a szükséges áruk feketepiaci ára magas volt, ami megnehezítette az emberek elrejtőzését és szinte lehetetlenné tette egész családok elrejtését, különösen a városokban. A nácik által bevezetett drákói intézkedések ellenére Lengyelország rendelkezik a Jad Vashem által odaítélt legtöbb Világ Igaza kitüntetettel (6339).
Az emigráns lengyel kormány elsőként (1942 novemberében) Jan Karski és Witold Pilecki – aki a Honi Hadsereg tagja, s az egyedüli, aki önként jelentkezett az auschwitzi börtönbüntetésre, és aki ellenállási mozgalmat szervezett magában a táborban is – tevékenysége révén fedte fel a nácik által vezetett koncentrációs táborok létezését és a zsidók szisztematikus kiirtását. A száműzetésben lévő lengyel kormány Nemzeti Tanácsának egyik zsidó tagja, Szmul Zygielbojm öngyilkosságot követett el, hogy igy tiltakozzon a szövetséges kormányok közömbössége ellen a lengyelországi holokauszt miatt. A száműzetésben lévő lengyel kormány volt az egyetlen kormány, amely szervezetet (Żegota) hozott létre, amely kifejezetten a lengyelországi zsidók megsegítésére irányult.

#### A varsói gettó és a gettófelkelés

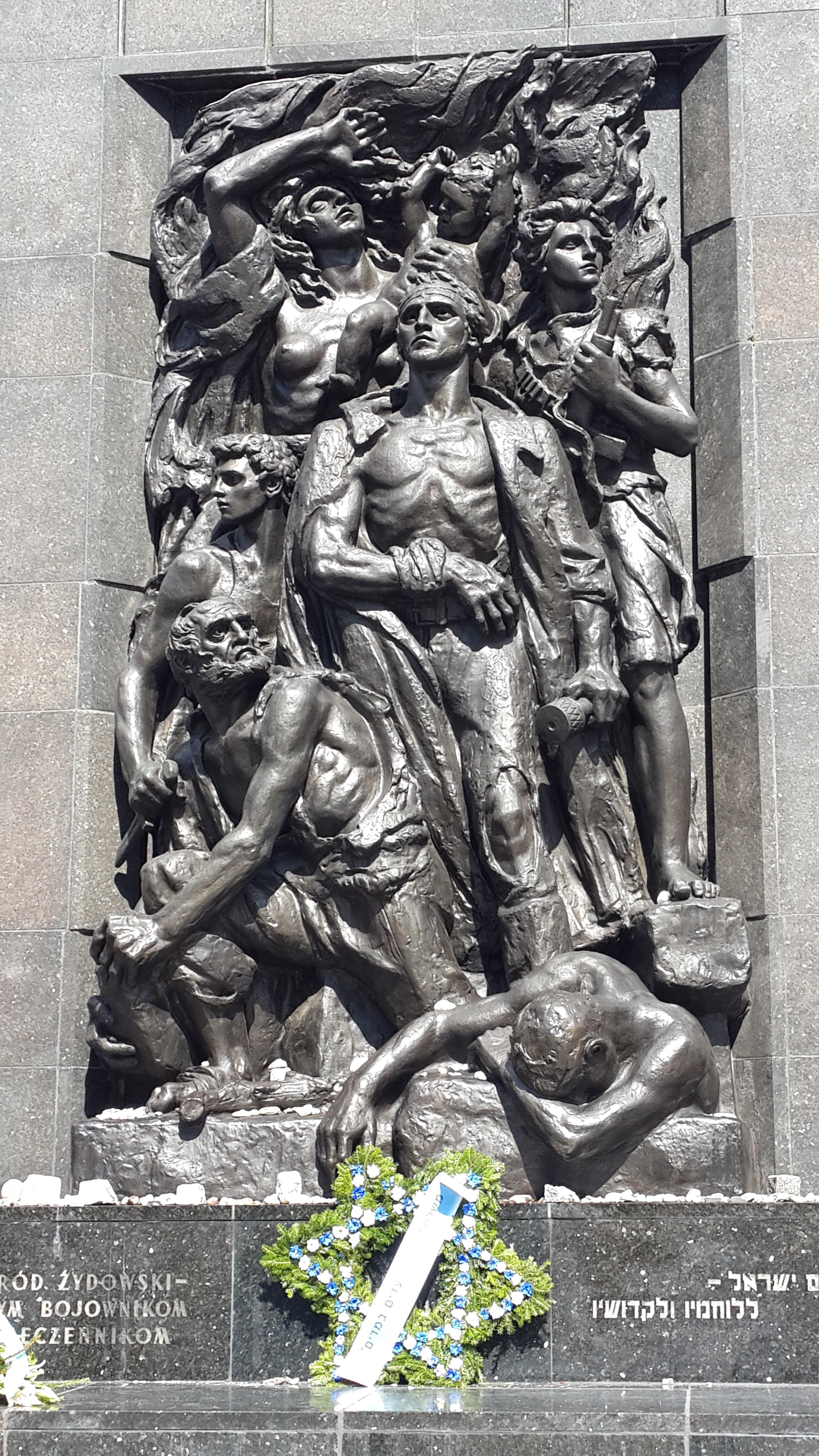
A gettóharcosok emlékműve, amit 1948-ban Nathan Rapoport készített

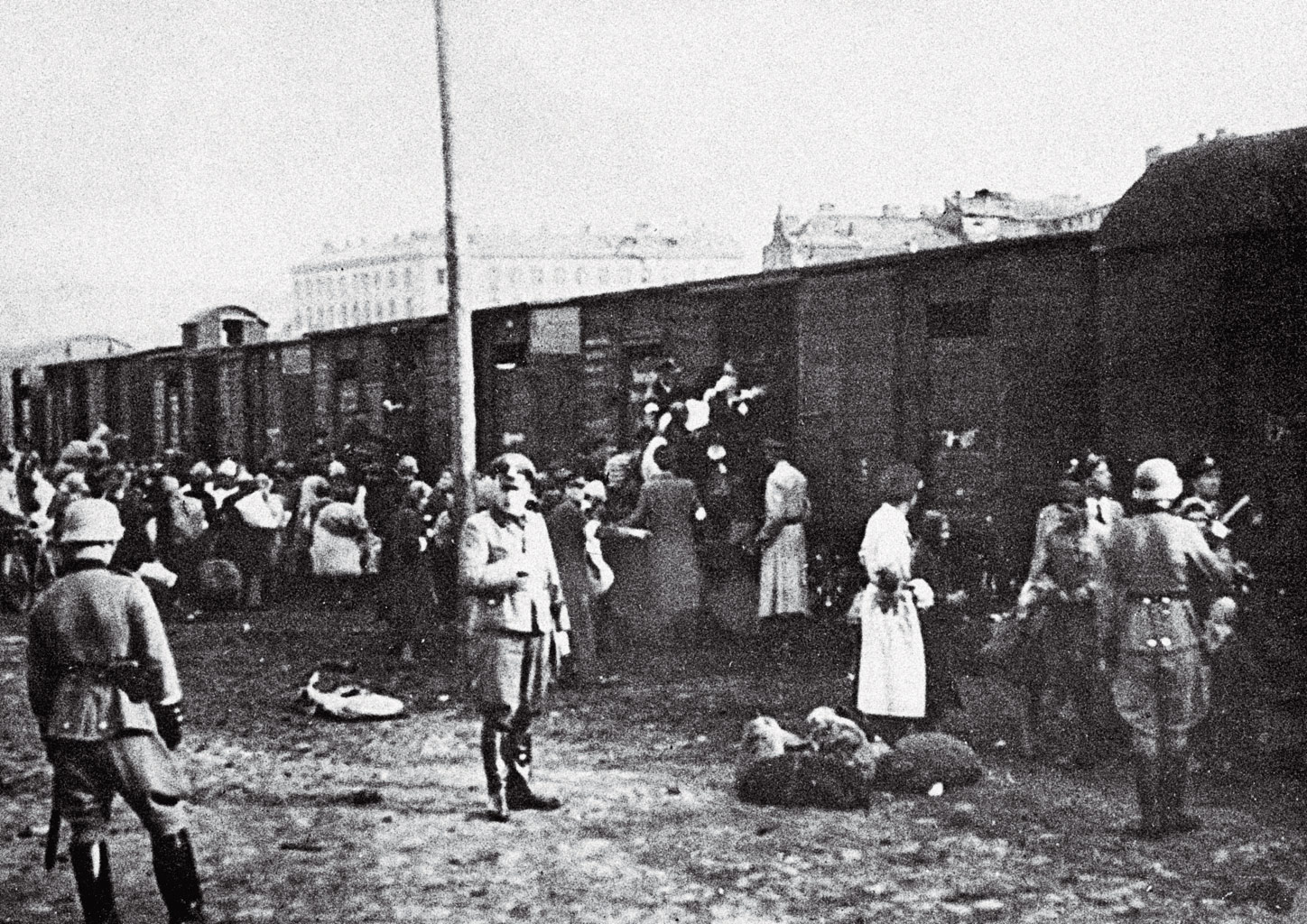
Deportálás Treblinkába az Umschlagplatz-ról (gyűjtőhely)

A varsói gettó és az 1943-as gettófelkelés a lengyel zsidók háborús történetének valószínűleg legismertebb epizódja. A gettót Hans Frank, a megszállt lengyel területek főkormányzója hozta létre 1940. október 16-án. Kezdetben csaknem 140 000 zsidót költöztettek be a gettóba Varsó minden részéből. Ugyanakkor körülbelül 110 000 lengyelet telepítettek ki a területről. A németek Adam Czerniakow-t választották meg a 24 zsidó férfiből álló Judenrat (Zsidó Tanács) irányítására, akik zsidó munkászászlóaljak és zsidó gettórendőrség szervezésére kaptak parancsot, akik a gettó falain belüli rend fenntartásáért feleltek. A zsidó rendőrök egy része korrupt és erkölcstelen volt. Hamarosan a nácik még többet követeltek a Judenrattól, és a követelések egyre kegyetlenebbek voltak. Halállal büntették, ha a Judenrat a legcsekélyebb jelét is adta annak, hogy nem tartja be a szabályokat. Előfordult, hogy a Judenrat nem volt hajlandó együttműködni, ebben az esetben tagjait kivégezték és helyükre az új embereket neveztek ki. Adam Czerniaków, aki a varsói Judenrat vezetője volt, öngyilkosságot követett el, amikor a Grossaktion keretében össze kellett állítani a treblinkai megsemmisítő táborba deportálandó zsidók listáját.
A gettó lakossága 1940 végére elérte a 380 000 főt, ami Varsó lakosságának mintegy 30%-a volt. A gettó mérete azonban csak a város méretének mintegy 2,4%-át tette ki. A németek elzárták a gettót a külvilágtól, 1940. november 16-ig falat emeltek köré. A következő másfél évben kisebb városokból és falvakból származó zsidókat vittek be a varsói gettóba, azonban a betegségek (különösen a tífusz) és az éhezés miatt számuk körülbelül ugyanannyi maradt. 1941-ben a varsói zsidók átlagos táplálékadagját 253 kcal-ra, a lengyelekét 669 kcal-ra korlátozták, szemben a németek 2613 kcal-val. 1942. július 22-én megkezdődött a varsói gettó lakosainak tömeges deportálása. A következő ötvenkét napban (1942. szeptember 12-ig) mintegy 300 000 embert szállítottak tehervonattal a treblinkai megsemmisítő táborba. A zsidó gettórendőrség utasítást kapott, hogy kísérje el a gettó lakóit az Umschlagplatz vasútállomásra. Őket megkímélték a deportálásoktól 1942 szeptemberéig az együttműködésük fejében, de később osztoztak a családjuk és rokonaik sorsában. 1943. január 18-án a jobboldali ŻZW vezetésével a gettó harcosainak egy csoportja – köztük a baloldali ŻOB néhány tagja – fellázadt az első varsói felkelésben. Mindkét szervezet fegyverekkel állt ellen az Auschwitzba és Treblinkába irányuló további deportálások német kísérleteinek. A varsói gettó végleges megsemmisítése négy hónappal később következett be, miután a háború egyik leghősiesebb és legtragikusabb csatája, az 1943-as varsói gettófelkelés véget ért.

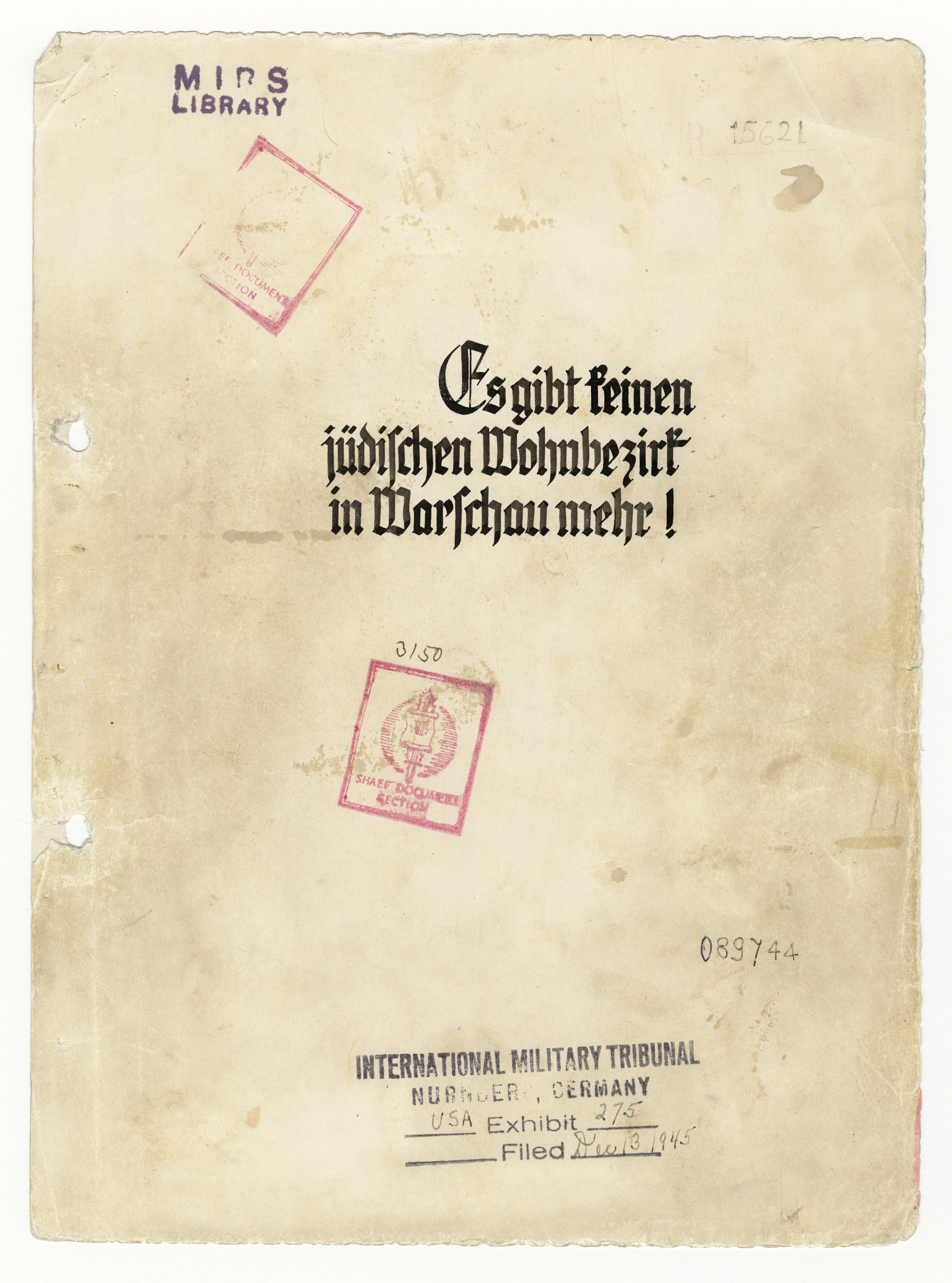
A Stroop-jelentés fedőlapja a Nürnbergi Nemzetközi Katonai Törvényszék jelöléseivel

A felkelést a ŻOB (Zsidó Harci Szervezet) és a ŻZW vezette. A ŻZW (Zsidó Katonai Unió) volt a fegyverekkel ellátottabb. A ŻOB-nak több mint 750 harcosa volt, de fegyverhiánnyal küzdöttek; csak 9 puskájuk, 59 pisztolyuk és néhány gránátjuk volt. Bunkerek és erődítmények fejlett hálózatát alakították ki. A zsidó harcosok a lengyel földalatti mozgalomtól (Honi Hadsereg) is támogatást kaptak. A 2842 náci katonából és 7000 biztonsági emberből álló német erők nem voltak képesek nyílt utcai harcban szétzúzni a zsidó ellenállást, és néhány nap után úgy döntöttek, hogy stratégiát váltanak, és olyan épületeket gyújtanak fel, amelyekben zsidó harcosok rejtőzködtek. A ŻOB parancsnoka, Mordechai Anielewicz 1943. május 8-án harc közben halt meg a szervezet parancsnoki központjában, a Mila utca 18. szám alatt.

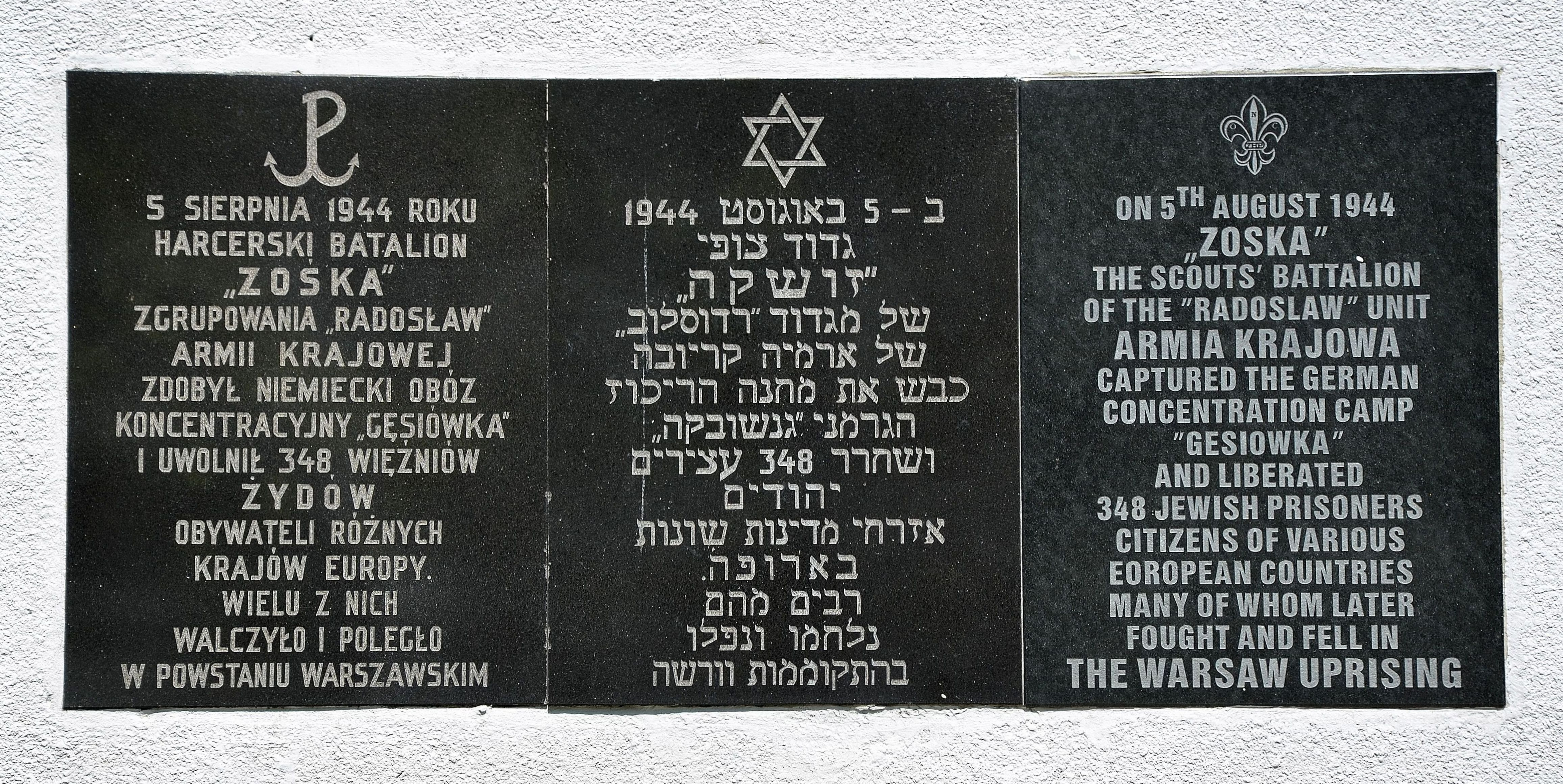
34 Mordechaj Anielewicz utca, Varsó, Lengyelország

A németeknek huszonhét napba telt a felkelés leverése, nagyon súlyos harcok után. Jürgen Stroop német tábornok jelentésében azt állította, hogy csapatai 6065 zsidó harcost öltek meg a csata során. Miután a felkelés véget ért, Heinrich Himmler a Tłomackie téren (a gettón kívül) lévő Nagy Zsinagógát leromboltatta a német győzelem ünnepeként és annak szimbólumaként, hogy a varsói zsidó gettó már nem létezett többé.
Harcosok egy csoportja a szennyvízcsatornán keresztül megszökött a gettóból, és eljutott a Lomianki erdőbe. Körülbelül 50 gettó harcost mentett meg a lengyel „Népi Gárda”, majd később megalapították saját partizáncsoportjukat, felvéve Anielewicz nevét. A felkelés befejezése után is több száz zsidó volt, akik továbbra is a romos gettóban éltek. Közülük sokan életben maradtak, köszönhetően a gettón kívüli lengyelekkel kialakított kapcsolatoknak. A felkelés egész Lengyelországban ihlette a zsidókat. Sok zsidó vezető, aki túlélte a leszámolást, folytatta a föld alatti munkát a gettón kívül. Elrejtették a többi zsidót, dokumentumokat hamisítottak, és Varsó más részein és a környékén tevékenykedtek a lengyel földalatti szervezetben,

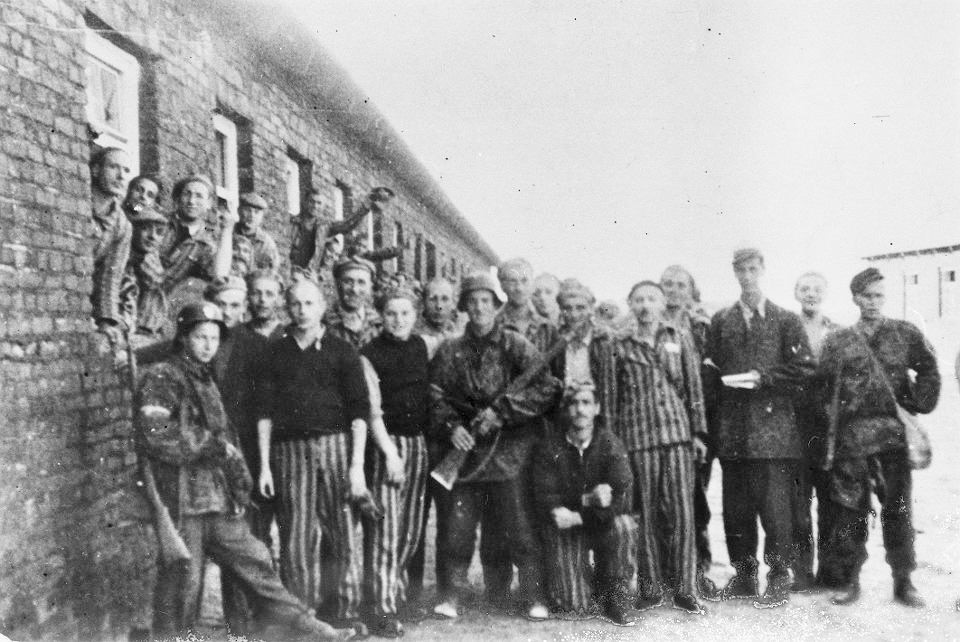
Gęsiówka felszabadított foglyai és Szare Szeregi harcosok a tábor felszabadítása után, 1944 augusztusában

A varsói gettófelkelést más gettófelkelések követték a németek által megszállt Lengyelország számos kisebb városában. Sok zsidót találtak életben az egykori varsói gettó romjaiban az 1944-es általános varsói felkelés során, amikor a lengyelek maguk is fellázadtak a németekkel szemben. Az 1943-as varsói gettófelkelés túlélőinek egy részét, amelyet még mindig Varsóban vagy annak közelében táborokban tartottak, 1944-es varsói felkelés alatt szabadították fel, a Honi Hadsereg vezetésével, és azonnal csatlakoztak a lengyel harcosokhoz. Közülük csak néhány maradtak életben. Az egyik zsidó egység, a Wacław Micuta lengyel parancsnoka a legjobb harcosokként jellemezte őket, mindig a frontvonalban. Az 1944-es varsói felkelésben becslések szerint több mint 2000 lengyel zsidó harcolt, köztük Marek Edelman vagy Icchak Cukierman, valamint több tucat görög, magyar és német zsidó is, akiket a Honi Hadsereg szabadított ki a varsói Gesiowka koncentrációs táborból, férfiak és nők vegyesen. Körülbelül 166 000 ember vesztette életét az 1944-es varsói felkelésben, köztük feltehetőleg 17 000 lengyel zsidó, akik vagy harcoltak a Honi Hadsereggel vagy rejtőzködőben fedeztek fel (lásd: Krzysztof Kamil Baczyński és Stanisław Aronson). A németek Varsót elpusztították, és több mint 150 000 lengyelet küldtek munkatáborba vagy koncentrációs táborba. 1945. január 17-én a szovjet hadsereg egy megsemmisült és szinte lakatlan Varsóba vonult be. Mintegy 300 zsidót találtak bujkálva a romokban a lengyel városrészben (lásd: Władysław Szpilman).

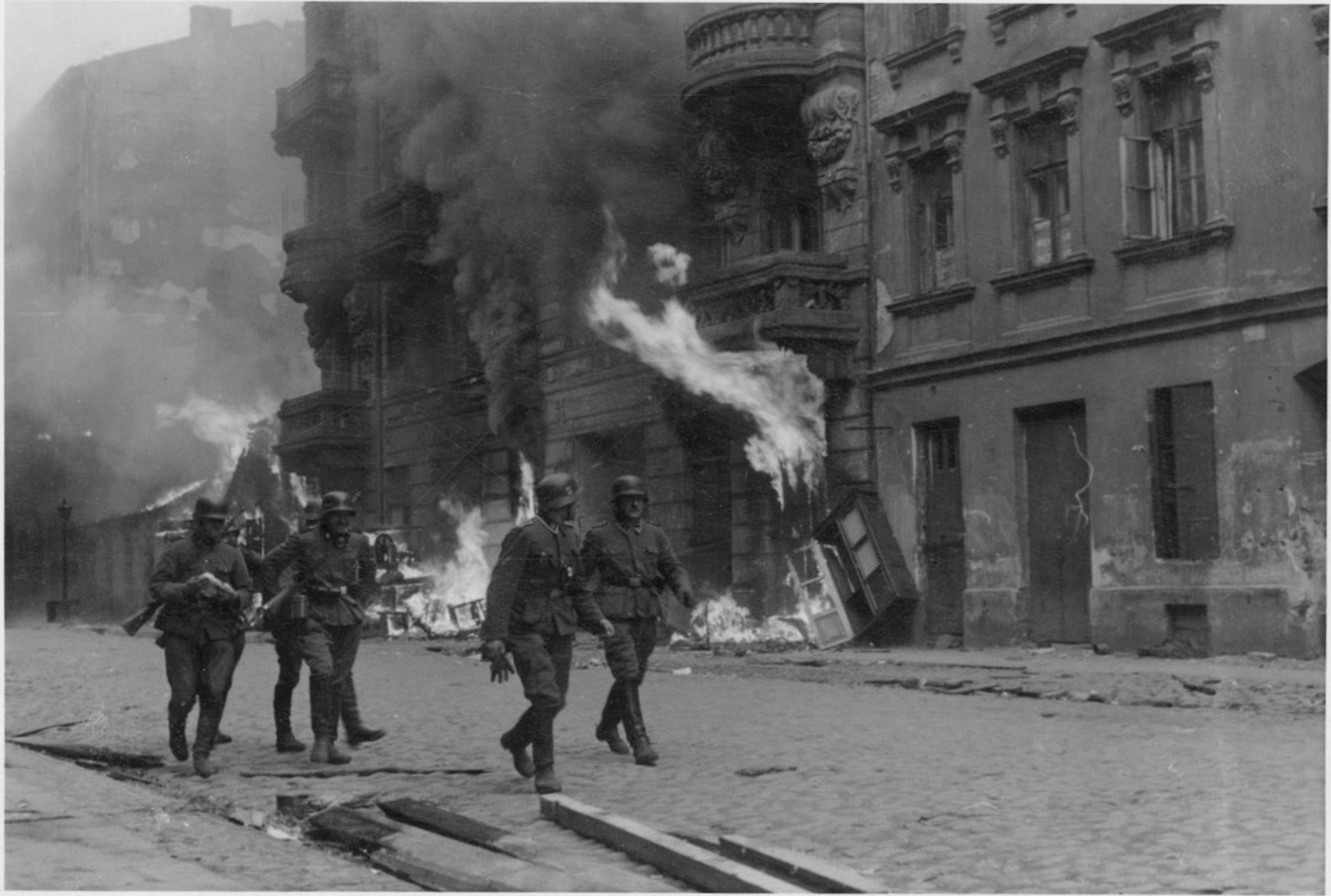
Az 1943-as varsói gettófelkelés megsemmisítette azt, ami a gettóból megmaradt

A varsói gettó sorsa hasonlóan alakult, mint a többi gettóé, amelyben a zsidók koncentrálódtak. A náci Németország döntésével, hogy megkezdi a végső megoldást, az európai zsidók megsemmisítését, 1942-ben a Reinhard-akcióval kezdődött, a Bełżeci, Sobibóri és Treblinkai megsemmisítő táborok megnyitásával, majd Auschwitz-Birkenau következett, ahol gázkamrákban és tömeges kivégzésekben (halálfal) ölték meg az embereket. Sokan az éhezés, betegség, kínzás vagy álorvosi kísérletek következtében haltak meg. Hamarosan következett a zsidók tömeges deportálása a gettókból ezekbe a táborokba, mint ahogy a varsói gettó esetében is történt, és 1943 októberéig több mint 1,7 millió zsidót öltek meg a Reinhardt-akció keretében.

#### A białystoki gettó és gettófelkelés
1941 augusztusában a németek elrendelték egy gettó felállítását Białystokban. A városból és a környező régióból mintegy 50 000 zsidót zártak Białystok egy kis területére. A gettónak két része volt, amit a Biala folyó választott el. A legtöbb zsidó a białystoki gettóban kényszermunkásként dolgozott, elsősorban a gettó határain belül elhelyezkedő nagy textilgyárakban. A németek néha zsidókat is alkalmaztak a gettón kívüli kényszermunkákra.
1943 februárjában körülbelül 10 000 białystoki zsidót deportáltak a treblinkai megsemmisítő táborba. A deportálások során több száz zsidót öltek meg, főleg azokat, akiket túl gyengének vagy betegnek tartottak az utazáshoz.
1943 augusztusában a németek hadműveletet hajtottak végre a białystoki gettó megsemmisítésére. A német erők és a helyi rendőrség segédjei körülvették a gettót, és elkezdték szisztematikusan összegyűjteni a zsidókat a treblinkai megsemmisítő táborba történő deportálás céljából. Körülbelül 7600 zsidót tartottak a város központi tranzittáborában a Treblinkába történő deportálás előtt. A munkaképesnek ítélteket a Majdaneki táborba küldték. Majdanekben a munkaképesség újabb átvizsgálása után a poniatowai, a blizini vagy az auschwitzi táborba szállították őket. A munkához túl gyengének ítélteket meggyilkolták Majdanekben. Több mint 1000 zsidó gyermeket küldtek először a csehországi Theresienstadti gettóba, majd Auschwitz-Birkenauba, ahol végeztek velük.
1943. augusztus 15-én kezdődött meg a białystoki gettófelkelés, amikor több száz lengyel zsidó és az Antifasiszta Katonai Szervezet (lengyelül: Antyfaszystowska Organizacja Bojowa) fegyveresei harcot kezdtek a német csapatok ellen, akik a gettó tervezett felszámolását és deportálását hajtották végre a treblinkai megsemmisítő táborba. A gerillák mindössze egy gépfegyverrel, több tucat pisztollyal, Molotov-koktélokkal és savval töltött palackokkal voltak felfegyverezve. Az elszigetelt ellenállási zónákban több napig tartottak a harcok, de a védelmet szinte azonnal megtörték. Akárcsak a korábbi, 1943. áprilisi varsói gettófelkelésnek, a białystoki felkelésnek sem volt esélye a katonai sikerekre, de ez volt a második legnagyobb gettófelkelés volt a varsói után. Több tucat fegyveresnek sikerült eljutnia a Białystokot körülvevő erdőkbe, ahol csatlakoztak a Honi Hadsereg partizán egységeihez és más szervezetekhez, és túlélték a háborút.

## Kommunista uralom: 1945–1989

### A holokausztot túlélők száma
A háború előtti lengyel zsidók számát 3 millió és 3,5 millió közöttire becsülik (a legutóbbi országos népszámlálást 1931-ben hajtották végre).
A holokausztot túlélő lengyel zsidók számát nehéz megállapítani. A túlélők közül a lengyel zsidók túlnyomó része olyan személy volt, aki menedéket találhatott a Szovjetunió olyan területein, amelyeket a németek nem szálltak meg, és így biztonságban voltak a holokauszttól. Becslések szerint 250 000 és 800 000 lengyel zsidó élte túl a háborút, ebből 50 000 és 100 000 között volt azoknak a túlélőknek a száma, akik a megszállt Lengyelországban, a többi pedig külföldre (főleg a Szovjetunióba) került.
Miután a második világháború kitörésekor Lengyelország több mint felét annektálták a szovjetek, Moszkva minden lengyel állampolgárt, beleértve a zsidókat is, szovjet állampolgárrá nyilvánított, születési körülményeiktől függetlenül. Továbbá a holokausztban a Curzon-vonal mögött elpusztult lengyel zsidókat a szovjet háborús halottak közé sorolták. Az elkövetkező évtizedekben a szovjet hatóságok nem voltak hajlandók elfogadni azt a tényt, hogy a Szovjetunióban maradó zsidók ezrei tudatosan és egyértelműen a lengyel nemzetiség mellett döntöttek. 1944 végén a szovjet és a szovjetek által ellenőrzött területeken a lengyel zsidók számát 250 000–300 000 főre becsülték. Azok a zsidók, akik 1939-ben a Németország által megszállt területekről menekültek Kelet-Lengyelországba, körülbelül 198 000-en lehettek. Közülük több mint 150 000-et hazatelepítettek vagy visszatoloncoltak az új kommunista Lengyelországba az 1940–1941-ben a Vörös Hadseregbe Kresyből besorozott zsidó férfiakkal együtt. Családjaik a holokausztban életüket vesztették. A katonák egy része szovjet állampolgárságú nőket vett feleségül, mások csak papíron kötöttek házasságot. A holokausztot Lengyelországban túlélő zsidók között voltak olyanok, akiket a lengyelek mentettek meg (a legtöbb gyermekes család), és olyanok, akik csatlakoztak a lengyel vagy a szovjet ellenállási mozgalomhoz. Mintegy 20–40 000 zsidót telepítettek haza Németországból és más országokból. A háború utáni csúcsponton akár 240 000 hazatérő zsidó is lakhatott Lengyelországban, főleg Varsóban, Łódźban, Krakkóban, Wrocławban és Alsó-Sziléziában, illetve Dzierżoniówban (ahol jelentős zsidó közösség volt, amely kezdetben helyi koncentrációs tábor túlélőiből állt), Legnicában, és Bielawában.

### A zsidó közösség a háború utáni Lengyelországban
A második világháborút követően Lengyelország a Szovjetunió szatellitállama lett, keleti régióit a Szovjetunióhoz csatolták, nyugati határa pedig kiterjedt az Oderától és a Neisse folyótól keletre fekvő, korábban német területekre. Ez milliókat kényszerített áttelepülésre. A lengyelországi otthonaikba visszatérő zsidó túlélők gyakorlatilag lehetetlennek találták a háború előtti életük folytatását. A határeltolódások miatt néhány lengyel zsidó azzal szembesült, hogy otthonaik most a Szovjetunióban vannak; más esetekben a visszatérő túlélők német zsidók voltak, akiknek otthonaik most a lengyel joghatóság alá tartoztak. A zsidó közösségek és az addigi zsidó élet megszűnt, és a holokausztot valahogyan túlélő zsidók gyakran azt tapasztalták, hogy otthonaikat kifosztották vagy lerombolták.

#### Zsidóellenes erőszak és diszkrimináció
Néhány hazatérő zsidó antiszemita előítéletekkel találkozott a lengyel munkaügyi és oktatási hivatalokban. A háború utáni munkaügyi bizonyítványok olyan jelöléseket tartalmaztak, amelyek megkülönböztették a zsidókat a nem zsidóktól. A szczecini zsidó közösség hosszú jelentésben részletezte a munkahelyi diszkriminációval kapcsolatos panaszaikat. Noha zsidó iskolákat hoztak létre abban a néhány városban, ahol viszonylag nagy zsidó lakosság élt, sok zsidó gyermeket a lengyel állami iskolákba írattak be. Egyes állami iskolák, mint Otwock városában is, megtiltották a zsidó gyerekeknek a beiratkozást. Azokban az állami iskolákban, amelyekben zsidó gyerekek tanulhattak, számos beszámoló szólt verésekről és üldöztetésről, amelyek ezeket a gyerekeket célozták meg.
A lengyelországi zsidóellenes erőszak olyan erőszakos események sorozatára utal Lengyelországban, amelyek közvetlenül a második világháború vége után történtek. Abban az időszakban történt, amikor erőszak és anarchia uralkodott az országban, amelyet a törvénytelenség és a Lengyelország szovjet támogatású kommunista hatalomátvételével szembeni antikommunista ellenállás okozott. A zsidó áldozatok pontos száma vita tárgyát képezi, 327 dokumentált esetről tudnak, de különböző írók becslései szerint 400-tól 2000-ig terjedhet ez a szám. A zsidók az országban a háború utáni erőszak áldozatainak 2–3%-át tették ki, beleértve azokat a lengyel zsidókat is, akiknek sikerült a Szovjetunió által annektált lengyelországi területeken megmenekülniük a holokauszt elől, és a szövetségesek által a jaltai konferencián elrendelt határmódosítások után visszatértek. Az incidensek az egyéni támadásoktól a Pogromokig terjedtek.
A legismertebb eset az 1946. július 4-i kielcei pogrom, amelyben harminchét zsidót és két lengyelt gyilkoltak meg. A nyomozást követően a helyi rendőrparancsnokot tétlenségben találták bűnösnek. A pogrom kilenc állítólagos résztvevőjét halálra ítélték; hármat hosszas börtönbüntetéssel sújtottak.   Lengyelországban továbbra is vita folyik a reguláris csapatok részvételéről a gyilkosságokban és a lehetséges szovjet befolyásról.
Számos más esetben a visszatérő zsidók fenyegetésekkel, erőszakkal és gyilkosságokkal találkoztak lengyel szomszédaik részéről, alkalmanként szándékosan és szervezetten. A közösség emberei gyakran tudtak ezekről a gyilkosságokról, és szemet hunytak felettük, vagy nem éreztek együtt az áldozatokkal. A zsidó közösségek úgy reagáltak erre az erőszakra, hogy jelentették az erőszakot a Közigazgatási Minisztériumnak, de kevés segítséget kaptak. 1500 vagy akár több zsidó örökös is gyilkosság áldozata lehetett, amikor megpróbálták visszaszerezni a vagyonukat.
Számos ok vezetett az 1944–1947 közötti zsidóellenes erőszakhoz. Az egyik ok a hagyományos keresztény antiszemitizmus volt; a krakkói (1945. augusztus 11.) és a kielcei pogromot rituális gyilkosság vádja követte. A másik ok a nem zsidó lengyel ellenségesség volt a kommunista hatalomátvétellel szemben. Annak ellenére, hogy nagyon kevés zsidó élt a háború utáni Lengyelországban, sok lengyel úgy vélte, hogy ők uralják a kommunista hatóságokat, és ez a meggyőződés a Żydokomuna (zsidó-kommunista) kifejezésben, egy népszerű zsidóellenes sztereotípiában is kifejeződött. A zsidókkal szembeni lengyel erőszak másik oka abból a félelemből fakadt, hogy a túlélők vissza akarják szerezni a vagyonukat.

#### Zsidó tulajdon
A háború befejezése után a lengyel kommunista kormány széles körű államosítási és földreform-programot vezetett be, és nagyszámú lengyel és zsidó tulajdonban lévő ingatlant vett át. A reform részeként a Lengyel Népköztársaság törvényt hozott az „elhagyott vagyonról”, mely szigorú korlátozásokat vezetett be az öröklésre vonatkozóan, amelyek a háború előtti öröklési törvényben nem voltak jelen, például az eredeti tulajdonosokra vagy közvetlen örököseikre korlátozta a visszaszolgáltatást. Dariusz Stola szerint az 1945-ben és 1946-ban a restitúciót szabályozó törvényeket azzal a szándékkal hozták létre, hogy korlátozzák a zsidó restitúciós követeléseket. Az 1946-os törvény 1947. december 31-i határidőt tartalmazott (később 1948. december 31-ig meghosszabbították),  amely után a nem követelt vagyon a lengyel államra szállt; sok, a Szovjetunióban vagy a kitelepítettek táboraiban élő túlélőt csak a határidő lejárta után telepítettek haza. A náci rezsim által elkobzott összes többi ingatlant „elhagyottnak” tekintették; azonban, amint azt Yechiel Weizman megjegyzi, a lengyel zsidóság nagy részének halála, összefüggésben azzal a ténnyel, hogy a nácik hivatalosan csak zsidó vagyontárgyakat koboztak el, azt sugallják, hogy az „elhagyott vagyon” egyenlő a „zsidó vagyonnal”. Łukasz Krzyżanowski szerint az állam aktívan törekedett arra, hogy megszerezze az ellenőrzést a nagyszámú „elhagyott” ingatlan felett. Krzyżanowski szerint az „elhagyott” ingatlanokká nyilvánítás a német háborús megszállás alatt kezdődött kisajátítási folyamat utolsó szakaszának tekinthető; a német megszálló hatóságok által kialakított status quo jóváhagyásával a lengyel hatóságok „több millió zsidó állampolgár meggyilkolásának kedvezményezettjévé váltak, akiket haláluk előtt megfosztottak minden tulajdonuktól”. A Joint 1945-ös memoranduma kimondja, hogy „a lengyel kormány új gazdasági tendenciája... ellenzi, vagy legalábbis megnehezíti a német hatóságok által elrabolt zsidó vagyon visszaszerzését”. A későbbi törvények bár nagyvonalúbbak voltak, főleg csak papíron léteztek, „egyenetlen” végrehajtással.
Sok olyan ingatlan, amely korábban zsidók tulajdonában vagy kezében volt, a háború alatt mások tulajdonába került. Az elfoglalt ingatlanok visszaszerzésére tett kísérlet gyakran a fizikai sérülések, sőt a halál kockázatának tette ki az igénylőt. Sokan, akik lefolytatták az eljárást, csak birtokba vehették ingatlanjaikat, de nem kapták meg a tulajdonjogot; és a visszaszolgáltatási eljárás befejezése, tekintettel arra, hogy a legtöbb ingatlan már foglalt volt, további, hosszadalmas pereskedést igényelt. A zsidó igénylők többsége anyagi segítség nélkül nem engedhette meg magának a restitúciós eljárást a bejelentési költségek, az ügyvédi díjak és az öröklési adó miatt. Noha nehéz meghatározni a sikeres visszanyerések teljes számát, Michael Meng becslései szerint ez a szám rendkívül alacsony volt.
Általában a visszaszolgáltatás könnyebb volt nagyobb szervezetek vagy jó kapcsolatokkal rendelkező személyek számára, és az eljárással bűnöző bandák is visszaéltek.
Az olyan „mozgatható” vagyontárgyakat, mint például a háztartási eszközök, amelyeket a zsidók vagy megőrzésre adtak, vagy a háború alatt vittek el, ritkán adták vissza szándékosan; gyakran a bíróság volt az egyetlen lehetőség a visszaszolgáltatásért folyamodók számára. A legtöbb ilyen vagyontárgyat valószínűleg soha nem adták vissza. Jan Gross szerint „nem volt olyan társadalmi norma, amely előírta volna a zsidó tulajdon visszaszolgáltatását, nem volt érzékelhető társadalmi nyomás, amely ezt a magatartást helyesnek tartotta volna, s nem volt olyan informális társadalmi ellenőrzési mechanizmus, amely elmarasztaló szankciót szabott volna ki az ellenkező cselekedetekért”.
Az erőszak és a nehéz és költséges jogi folyamattal szembesülve sok visszatérő végül úgy döntött, hogy elhagyja az országot, ahelyett, hogy megkísérelné a tulajdonainak visszaszerzését.
A Szovjetunió bukását követően törvényt fogadtak el, amely lehetővé tette a katolikus egyház számára, hogy visszaszerezze ingatlanjait, amit nagy sikerrel meg is tett. Stephen Denburg szerint „ellentétben az egyházi tulajdon visszaszolgáltatásával, az egykori zsidó tulajdonosoknak való visszaszolgáltatás gondolata határozott kevés lelkesedést váltott ki mind a lengyel lakosságból, mind a kormányból”. Ugyanakkor az egyház sikere a közösségi ingatlanok visszaszerzésében megnyitotta az utat a zsidó szervezetek hasonló követelései előtt, ami a korábbi években nehéznek bizonyult.
Évtizedekkel később a háború előtti tulajdon visszaszerzése számos vitához vezetett, és a média és a tudósok a mai napig vitatják. Dariusz Stola megjegyzi, hogy a lengyelországi ingatlanügyek hihetetlenül összetettek, és figyelembe kell venni mind a zsidó, mind a lengyel lakosság soha nem látott veszteségeit és a náci Németország által okozott hatalmas pusztítást, valamint a Szovjetunió és a kommunizmus terjeszkedését a lengyel területekre, ami 50 évre meghatározta a tulajdonjogi törvényeket.> Lengyelország továbbra is „az egyetlen EU-s ország és az egyetlen volt kelet-európai kommunista állam, amely nem hozta meg a [visszaszolgáltatási] törvényt”, sokkal inkább „az 1945-től napjainkig kihirdetett törvények és bírósági határozatok tákolmányát" tartja érvényben. Amint azt Dariusz Stola, a POLIN Múzeum igazgatója kijelentette, „a restitúció kérdése sok tekintetben összefügg a lengyel-zsidó kapcsolatok, történelmük és emlékezetük kérdésével, de különösen a lengyelek holokauszthoz való viszonyulásával”.

#### Kivándorlás Palesztinába és Izraelbe
Különböző okokból a visszatérő zsidó túlélők túlnyomó többsége nem sokkal a háború befejezése után elhagyta Lengyelországot.  Sokan azért távoztak Nyugatra, mert nem akartak kommunista rendszer alatt élni. Néhányan a háború utáni Lengyelországban folytatott üldözés miatt távoztak, és azért, mert nem akartak ott élni, ahol családtagjaikat meggyilkolták, s ehelyett a nyugati demokráciákban élő különböző rokonaikhoz vagy barátaikhoz költöztek. Mások a brit mandátum alatt álló Palesztinába akartak menni, amelyből hamarosan megalakult Izrael állam, különösen miután Marian Spychalski tábornok aláírta azt a rendeletet, amely lehetővé tette a zsidók számára, hogy vízum vagy kiutazási engedély nélkül elhagyják Lengyelországot. 1946–1947-ben Lengyelország volt az egyetlen ország a keleti blokkban, amely vízum vagy kiutazási engedély nélkül engedte az aliját Izraelbe. Nagy-Britannia követelte Lengyelországtól, hogy állítsa le a kivándorlást, de a nyomásgyakorlás nagyrészt sikertelen volt.
1945 és 1948 között 100 000–120 000 zsidó hagyta el Lengyelországot. Távozásukat nagyrészt a cionista aktivisták szervezték, köztük Adolf Berman és Icchak Cukierman, a félig titkos Bricha („Menekülés”) szervezet égisze alatt. A Bricha volt felelős a romániai, magyarországi, csehszlovákiai, jugoszláviai és lengyelországi zsidók szervezett alija kivándorlásáért is, összesen 250 000 túlélővel. 1947-ben a lengyelországi Bolkówban katonai kiképzőtábort hoztak létre a Hágáná fiatal zsidó önkéntesei számára. A tábor 7000 katonát képzett ki, akik Palesztinába utaztak Izraelért harcolni. A kiképzőtábor 1948 végéig létezett.
A zsidó emigráció második hulláma (50 000) a kommunista rendszer 1957 és 1959 közötti liberalizációja során következett be. Az 1967-es hatnapos háború után, amelyben a Szovjetunió az arab felet támogatta, a lengyel kommunista párt zsidóellenes irányvonalat fogadott el, amely az 1968–1969-es években kiváltotta a zsidók utolsó tömeges migrációját Lengyelországból.
A Szövetség a háború utáni 1947-es választásokon a (nem kommunista) Lengyel Szocialista Párttal (PPS) közös listán vett részt, és megszerezte első és egyetlen parlamenti mandátumát lengyelországi történetében, valamint több önkormányzati képviselői helyet. A szovjetek által beiktatott kommunista hatóságok nyomására a Bund vezetői 1948–1949-ben „önként” feloszlatták a pártot számos aktivista ellenállása ellenére.  A sztálinista Lengyelországot alapvetően a szovjet NKVD irányította, amely ellenezte a zsidó vallási és kulturális élet megújítását. 1948–49-ben a kommunisták az összes megmaradt zsidó iskolát államosították, és a jiddis helyett a lengyel lett a tanítás nyelve.

#### A zsidó közösségek újjáépítése
A megmaradt lengyel zsidók számára a lengyelországi zsidó élet újjáépítését 1944 októbere és 1950 között a Lengyel Zsidók Központi Bizottsága (Centralny Komitet Żydów Polskich, CKŻP) végezte, amely jogi, oktatási és szociális ellátást, valamint kulturális programokat és propagandát biztosított. Az egész országra kiterjedő Zsidó Vallási Közösség, – amelyet Dawid Kahane,  lengyel fegyveres erők főrabbija vezetett – 1945 és 1948 között működött, amíg a CKŻP be nem olvasztotta. Tizenegy független zsidó politikai párt létezett, amelyek közül nyolc volt törvényes, 1949–50-es feloszlásukig működhettek. Az American Jewish Joint Distribution Committee és az ORT kórházakat és iskolákat nyitott Lengyelországban a zsidó közösségek ellátására. Létrejött néhány zsidó kulturális intézmény is, köztük az 1950-ben alapított Jiddis Állami Színház, amelyet Ida Kamińska vezetett, a Zsidó Történeti Intézet, a lengyelországi zsidók történelmének és kultúrájának kutatására szakosodott tudományos intézmény, valamint a Folks-Shtime jiddis újság („Nép hangja”). A Sztálin halála utáni liberalizációt követően (az 1958–59-es időszakban) 50 000 zsidó emigrált Izraelbe.
Néhány zsidó származású lengyel kommunista aktívan részt vett a kommunista rendszer kialakításában a Lengyel Népköztársaságban 1944 és 1956 között. A Sztálin által sahát kezűleg kiválasztott prominens zsidók a Lengyel Egyesült Munkáspárt Politikai Bizottságában töltöttek be tisztségeket, köztük Jakub Berman, az Urząd Bezpieczeństwa (UB) állambiztonsági és Hilary Minc, aki a kommunista tipusú gazdaság megteremtéséért volt felelős. A keményvonalas Bolesław Bieruttal együtt Berman és Minc alkották a háború utáni Lengyelország sztálinista vezetőinek triumvirátusát. 1956 után, a Władysław Gomułka vezette Népköztársaságban zajló desztalinizációs folyamat során az Urząd Bezpieczeństwa néhány zsidó tisztviselőjét, köztük Roman Romkowskit, Jacek Różańskit és Anatol Fejgint „hatalommal való visszaélésért”, többek között a lengyel antifasiszták, köztük Witold Pilecki megkínzásáért, bíróság elé állították és börtönbüntetésre ítélték. Egy másik zsidó tisztviselő, Józef Światło, miután 1953-ban nyugatra menekült, a Szabad Európa Rádión keresztül leleplezte az UB által alkalmazott kihallgatási módszereket, ami 1954-ben az UB átszervezéséhez vezetett. Salamon Morel, a Lengyel Köztársaság Közbiztonsági Minisztériumának tagja és a sztálinista zgoda munkatábor parancsnoka, 1992-ben Izraelbe menekült, hogy elkerülje a büntetőeljárást. Helena Wolińska-Brus volt sztálinista ügyésznőt, aki az 1960-as évek végén emigrált Angliába, kapcsolatba hozták egy második világháborús ellenállási hős, Emil Fieldorf kivégzésével és ezért Lengyelország kiadatását kérte. Wolińska-Brus 2008-ban Londonban halt meg.

#### Az 1968. márciusi események és azok következményei
1967-ben, az Izrael és az arab államok közötti hatnapos háború után a lengyel kommunista kormány a szovjet vezetést követve megszakította diplomáciai kapcsolatait Izraellel, és antiszemita kampányt indított az „anticionizmus” álarca alatt. A kampány azonban nem talált nagy visszhangra a lengyel közvéleményben, mivel a lengyelek többsége hasonlóságot látott Izrael túlélésért folytatott harca és Lengyelország múltbeli függetlenségi küzdelmei között. Sok lengyel büszke volt a lengyel zsidók által uralt izraeli hadsereg sikereire is. A „zsidóink megverték a szovjet arabokat” (Nasi Żydzi pobili sowieckich Arabów) szlogen népszerűvé vált Lengyelországban.
A hatvanas évek végére a megmaradt 40 000 lengyelországi zsidó döntő többsége teljesen beolvadt a többségi társadalomba. Ez azonban nem akadályozta meg őket abban, hogy egy lengyel kommunista párt által központilag szervezett, szovjet támogatású kampány áldozataivá váljanak, amely a zsidó származást a „cionizmussal” és a szocialista Lengyelországgal való hűtlenséggel tegye egyenlővé.
1968 márciusában a diákok által vezetett varsói tüntetések ürügyet adtak a Gomułka-kormánynak arra, hogy megpróbálja más irányba terelni a kormányellenes hangulatot. Így a biztonsági főnöke, Mieczysław Moczar ürügyként használta fel a helyzetet egy antiszemita sajtóhadjárat elindítására (bár hivatalosan a „cionista” kifejezést használták). Az állam által támogatott „anticionista” kampány eredményeként a zsidókat eltávolították a Lengyel Egyesült Munkáspártból, valamint az iskolákban és az egyetemeken a tanári pozícióból. 1967 és 1971 között a gazdasági, politikai és titkos rendőrségi nyomásra több mint 14 000 lengyel zsidó úgy döntött, hogy elhagyja Lengyelországot, és lemond lengyel állampolgárságáról. Hivatalosan azt mondták, hogy Izraelbe mennek. Valójában azonban csak körülbelül 4000-en mentek oda; leginkább Európában és az Egyesült Államokban telepedtek le.A kommunista párt vezetői a zsidók bűnbakként való feltüntetésével próbálták elfojtani a folyamatos tiltakozásokat és zavargásokat. Ugyanakkor a párton belül folyamatos hatalmi harc zajlott, és az antiszemita kampányt az egyik frakció felhasználta a másik ellen. Az úgynevezett „partizán” frakció a sztálinista időszakban hivatalukat betöltő zsidókat hibáztatta a felmerült túlkapásokért, de a végeredmény az lett, hogy a kommunista hatóságok a legtöbb megmaradt lengyel zsidót, függetlenül származásuktól vagy politikai hovatartozásuktól, célkeresztbe vették.
Az 1968. márciusi eseményeknek számos eredménye volt. A kampány ártott Lengyelország hírnevének külföldön, különösen az Egyesült Államokban. Sok lengyel értelmiségi felháborodott a hivatalos antiszemitizmus támogatásától, és ellenezte a kampányt. Az ekkor Nyugatra emigrált emberek egy része olyan szervezeteket alapított, amelyek Lengyelországon belül támogatták az antikommunista ellenzéket. 
A lengyel-izraeli kapcsolatok javítására tett első próbálkozások az 1970-es évek közepén kezdődtek. Lengyelország volt az első a keleti blokk országai között, aki helyreállította a diplomáciai kapcsolatokat Izraellel, miután ezek közvetlenül a hatnapos háború után megszakadtak. 1986-ban részlegesen álltak helyre a diplomáciai kapcsolatok Izraellel, majd 1990-ben teljes helyreálltak.
Az 1970-es évek végén néhány zsidó aktivista részt vett az antikommunista ellenzéki csoportokban. Közülük a legkiemelkedőbb, Adam Michnik (a Gazeta Wyborcza alapítója) a Munkásvédelmi Bizottság (KOR) egyik alapítója volt. A kommunizmus 1989-es lengyelországi bukása idejére csak 5000–10 000 zsidó maradt az országban, s sokan közülük inkább titkolták zsidó származásukat. 

## 1989 óta
A kommunizmus lengyelországi bukásával a zsidó kulturális, társadalmi és vallási élet újjáéledt. Számos történelmi kérdést, különösen a második világháborúval és az 1944–89 közötti időszakkal kapcsolatban, amelyeket a kommunista cenzúra elnyomott, újraértékeltek és nyilvánosan megvitattak (például a jedwabnei pogrom, a koniuchyi mészárlás, a kielcei pogrom, az auschwitzi kereszt és általánosságban a lengyel-zsidó háborús kapcsolatok).

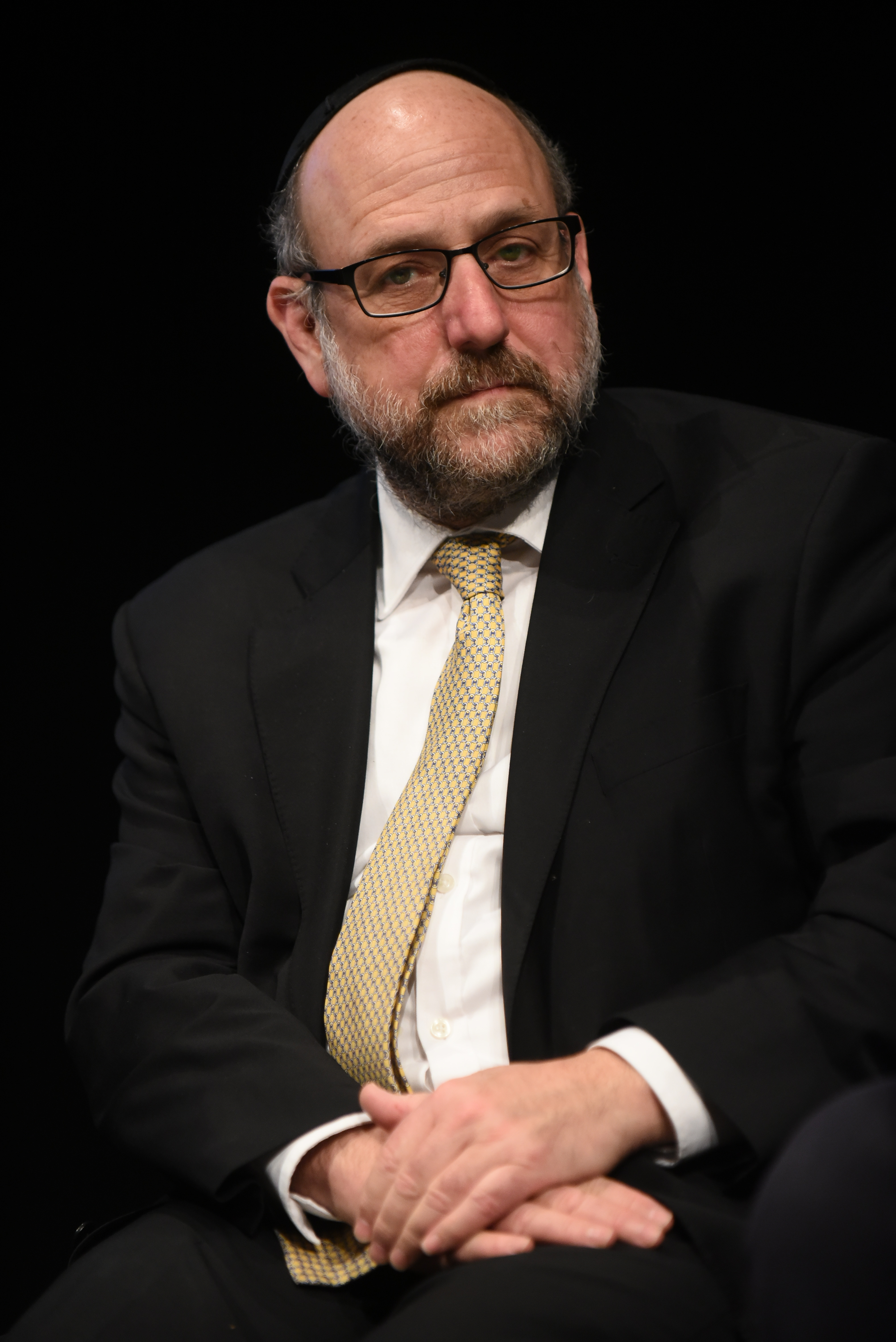
Michael Schudrich, lengyel főrabbi

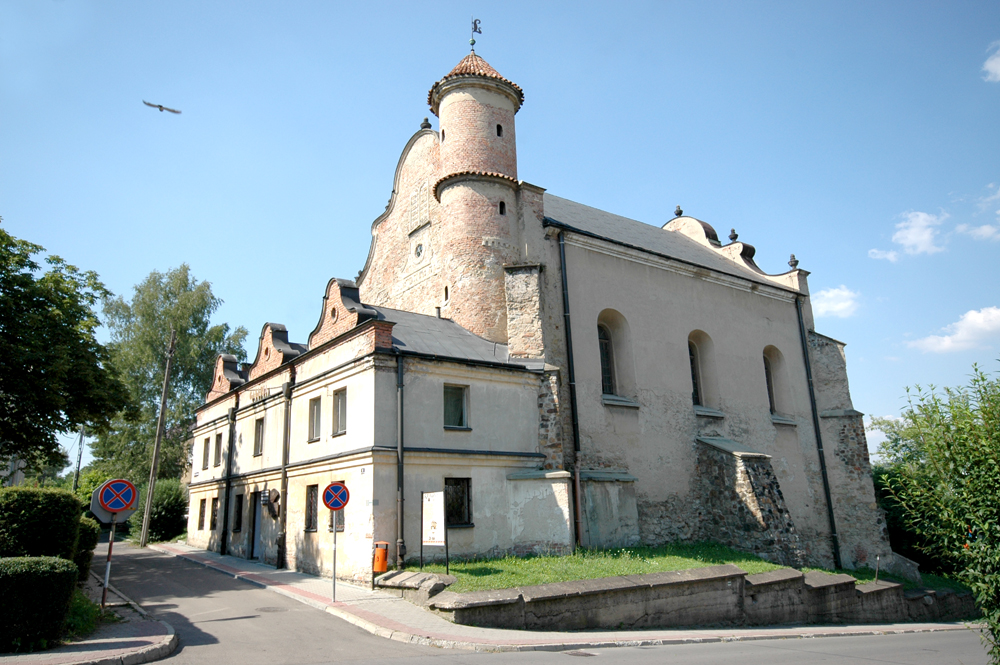
Lesko zsinagóga, Lengyelország

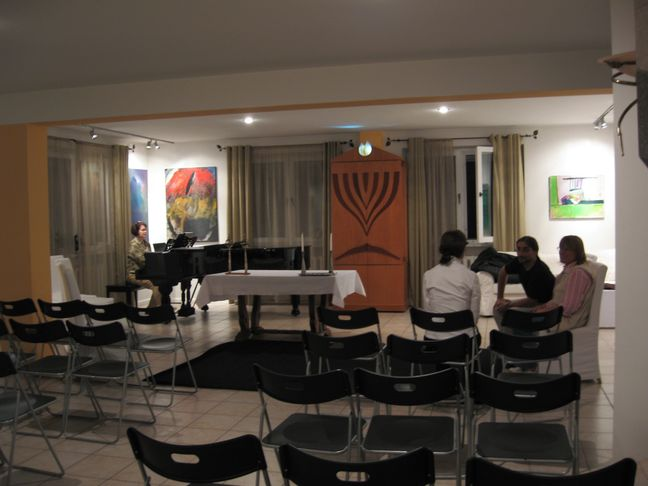
Beit Warszawa zsinagóga

A Ronald Lauder Alapítvány és a Taube Foundation for Jewish Life & Culture újjáélesztette a zsidó vallási életet. Két rabbi szolgálja a lengyel zsidó közösséget, számos zsidó iskola és hozzájuk kapcsolódó nyári táborok, valamint számos folyóirat- és könyvsorozat működik a fenti alapítványok támogatásával. A nagyobb egyetemeken, például a Varsói Egyetemen és a Jagelló Egyetemen zsidó tanulmányi programokat kínálnak. A Lengyelországi Zsidó Vallási Közösségek Szövetsége 1993-ban alakult. Célja a zsidó vallási és kulturális tevékenységek népszerűsítése és szervezése a lengyel közösségekben.
Számos város rendelkezik zsinagógával, többek között Varsó, Krakkó, Zamość, Tykocin, Rzeszów, Kielce vagy Góra Kalwaria bár a legtöbb zsinagóga már nem eredeti funkcióját tölti be. A zsidó múzeumnak otthont adó krakkói Stara Synagoga („Régi zsinagóga”) a 15. század elején épült, és Lengyelország legrégebbi zsinagógája. A háború előtt a lublini Yeshiva Chachmei volt Európa legnagyobbja. 2007-ben a lengyel zsidóság erőfeszítéseinek és adományainak köszönhetően felújították, felszentelték és újra megnyitották. Varsónak van egy aktív zsinagógája is, a Beit Warszawa, amely a zsidóság liberális-progresszív irányzatához tartozik.
Számos zsidó kiadvány is létezik, bár a legtöbb lengyel nyelvű. Ide tartozik a Midrasz, a Dos Jidische Wort (amely kétnyelvű), valamint a Jidele ifjúsági folyóirat és a kisgyermekeknek szóló Sztendlach. Az aktív intézmények közé tartozik a Zsidó Történeti Intézet, a varsói Ester Rachel és Ida Kamińska Színház és a Zsidó Kulturális Központ. A krakkói Judaica Alapítvány kulturális és oktatási programok széles skáláját szponzorálta zsidó témákban, elsősorban a lengyel közönség számára. Varsó és a lengyel kormány forrásaiból (összesen 26 millió dollár) megépült a Lengyel Zsidóság Történetének Múzeuma Varsóban. Az épületet Rainer Mahlamäki finn építész tervezte. 

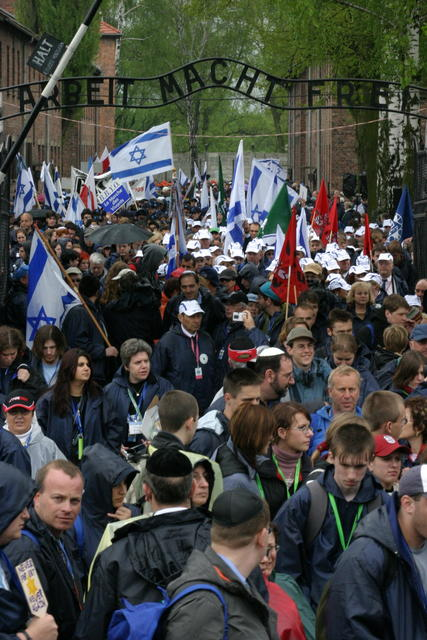
Az Élet Menete, 2005. március

Auschwitz-Birkenau, Majdanek és Treblinka korábbi megsemmisítő táborai nyitva állnak a látogatók előtt. Auschwitzban az Oświęcimi Állami Múzeum jelenleg a náci bűncselekmények kiállításainak ad otthont, egy speciális részleggel (27. számú blokk), amely kifejezetten a zsidó áldozatokra és mártírokra koncentrál. Treblinkánál számos törött kőszilánkból épített emlékmű, valamint egy mauzóleum áll az ott elpusztultak tiszteletére. Egy kis emberi hamuból álló halom emlékezik meg a Majdaneki tábor 350 000 áldozatáról, akiket a nácik ott öltek meg. A Łódźi zsidó temető az egyik legnagyobb zsidó temető Európában, és megőrzött történelmi helyszínek közé tartozik Góra Kalwaria és Leżajsk (lizsenszki Elimelech haszid rabbi sírja) is.
Az oświęcimi Nagy Zsinagógát azután tárták fel, hogy egy holokauszt-túlélő tanúvallomása szerint sok zsidó emléket és rituális tárgyat temettek el ott, még mielőtt a nácik elfoglalták volna a várost. Kandelábereket, csillárokat, menórát és egy nér támidot (örökmécses) találtak, és ezek jelenleg az Auschwitzi Zsidó Központban láthatók.
A varsói gettófelkelés emlékművet 1948. április 19-én – a varsói gettófelkelés kitörésének ötödik évfordulóján – leplezték le. Bronzból és gránitból építették, amely részben a nácik által Lengyelország feletti német győzelem tiszteletére szolgáló emlékműből származik, és Nathan Rapoport tervezte. Az emlékmű ott található, ahol a varsói gettó volt, a Zsidó Harci Szervezet egyik parancsnoki bunkerének helyén.
2006-ban leplezték le az 1946-os kielci pogrom áldozatainak emlékművét. Az emlékmű forrásait maga a város és az Egyesült Államok kormánya biztosította.
Lengyel szerzők és tudósok számos művet publikáltak a lengyelországi zsidók történetéről. Közülük említésre méltó a Lengyel Tudományos Akadémia Zagłada Żydów. Studia i Materiały című holokauszt-tanulmányi folyóirata, valamint a Nemzeti Emlékezet Intézetének egyéb publikációi. A legújabb tudományos kutatások elsősorban három témára összpontosítottak: a háború utáni antiszemitizmusra; az emigrációra és Izrael állam megalakulására, valamint a vagyon-visszaszolgáltatásra.

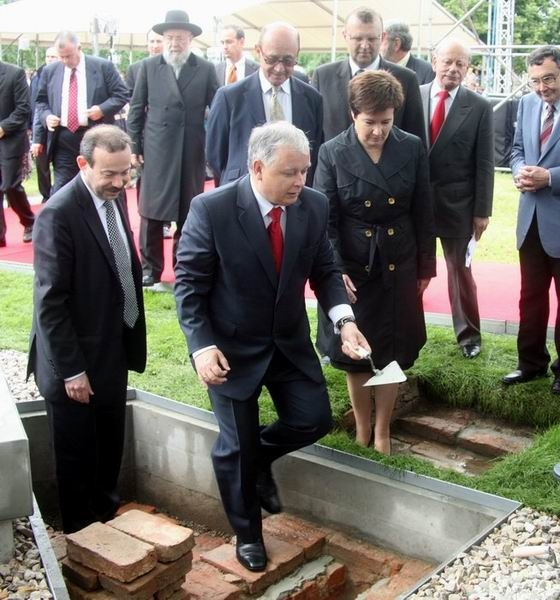
Lech Kaczyński, a Lengyel Köztársaság elnöke a Lengyel Zsidóság Történetének Múzeumának alapkőletételi ünnepségén, 2007. június 26.

Az elmúlt években Lengyelországban számos holokauszt-emlékezési tevékenység folyt. Az Egyesült Államok Külügyminisztériuma így dokumentálta az egyiket:
2000 szeptemberében Lengyelország, Izrael, az Egyesült Államok és más országok (köztük Haszán jordán herceg) méltóságai összegyűltek Oświęcim városában (Auschwitz), hogy megemlékezzenek a felújított Oświęcimi zsinagóga és az Auschwitzi Zsidó Központ megnyitásáról. A zsinagóga, Oświęcim egyetlen zsinagógája, amely túlélte a második világháborút, és egy szomszédos zsidó kulturális és oktatási központ, ahol a látogatók imádkozhatnak és megismerhetik a második világháború előtti Oświęcimben működő zsidó közösséget. A zsinagóga volt az első közösségi tulajdon az országban, amelyet a zsidó közösségnek visszaadtak a zsidó közösségi tulajdon visszaszolgáltatását lehetővé tevő 1997-es törvény értelmében. 
Az Élet Menete egy minden év áprilisában megrendezésre kerülő esemény, amelyet 1988 óta tartanak a holokauszt áldozatainak emlékére. Az Auschwitztól Birkenauig tartó menetben sok ezren vesznek rész a világ számos országából.

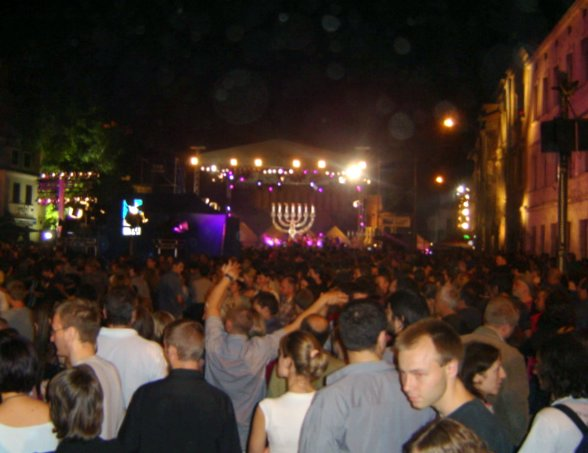
"Salom a Szeroka utcában", a 15. Zsidó Fesztivál zárókoncertjén

Évente kerül megrendezésre a krakkói Zsidó Kulturális Fesztivál is, amely a világ egyik legnagyobb zsidó kulturális fesztiválja.
2006-ban a lengyel zsidó lakosság becslése szerint körülbelül 20 000 volt; legtöbben Varsóban, Wrocławban, Krakkóba és Bielsko-Białaban élnek, bár nincsenek olyan népszámlálási adatok, amelyek pontos számot adnának. A lengyel Moses Schorr Központ és más lengyel források szerint azonban ez alulbecsülheti a Lengyelországban élő zsidók tényleges számát, mivel sokan nem vallásosak. Vannak olyan zsidó gyökerekkel rendelkező emberek is, akik különböző történelmi és családi bonyodalmak miatt nem rendelkeznek megfelelő dokumentumokkal ennek igazolására.
Lengyelország jelenleg megkönnyíti a kommunisták által 1968-ban szervezett tömeges kitelepítés során Lengyelországból elhurcolt zsidók számára az állampolgárságuk visszaszerzését. Mintegy 15 000 lengyel zsidót fosztották meg állampolgárságától az 1968-as lengyel politikai válságban. 2009. június 17-én, a még épülő varsói Lengyel Zsidóság Történeti Múzeuma kétnyelvű lengyel-angol weboldalt indított „The Virtual Shtetl” címmel, amely információkat szolgáltatott a lengyelországi zsidó életről.
2013-ban nyílt meg a varsói Lengyel Zsidóságának Történetek Múzeuma. Ez a világ egyik legnagyobb zsidó múzeuma. 2019 óta épül egy másik múzeum is, a Varsói Gettó Múzeum, amit a tervek szerint 2023-ban nyitnak meg.

## A lengyelországi zsidóság lélekszáma 1920-tól
| Év       | 1921                | 1939                                       | 1945                   | 1946                  | 1951                  | 1960                  | 1970                 | 1980                 | 1990                 | 2000               | 2010                |
| -------- | ------------------- | ------------------------------------------ | ---------------------- | --------------------- | --------------------- | --------------------- | -------------------- | -------------------- | -------------------- | ------------------ | ------------------- |
| Népesség | 2 845 000 (+ 14,2%) | 3 250 000 (100%) a teljes népesség 9,14%-a | 100 000 (-96,9%) 0,43% | 230 000 (+130%) 0,97% | 70 000 (-69,6%) 0,28% | 31 000 (-55,7%) 0,10% | 9 000 (-71,0%) 0,03% | 5 000 (-44,4%) 0,01% | 3 800 (-24,0%) 0,01% | 3 500 (7,9%) 0,01% | 3 200 (-8,6%) 0,01% |

A YIVO-n kívüli legtöbb jelenkori forrás nagyobbnak adja meg a zsidók számát Lengyelországban. A 2011-es lengyel népszámlálás során 7353 lengyel állampolgár vallotta magát „zsidó” nemzetiségűnek, ami nagy növekedést jelent az előző, 2002-es népszámlálás során elért 1055-höz képest. Valószínűleg több zsidó származású ember él Lengyelországban, azonban nem vallják magukat annak. A Moses Schorr Központ szerint 100 000 zsidó él Lengyelországban, akik nem gyakorolják aktívan a zsidóságot, és nem sorolják be magukat „zsidó” nemzetiségűnek. A Jewish Renewal in Poland becslése szerint 200 000 „potenciális zsidó” él Lengyelországban. Az American Jewish Joint Distribution Committee és a Jewish Agency for Israel becslései szerint 25 000 és 100 000 közötti zsidó él Lengyelországban, ami hasonló szám, mint amit Jonathan Ornstein, a krakkói Zsidó Közösségi Központ vezetője (20 000 és 100 000 között). becsül.

## Fordítás
- Ez a szócikk részben vagy egészben  a   History of Jews in Poland című angol Wikipédia-szócikk ezen változatának fordításán alapul.  Az eredeti cikk szerkesztőit annak laptörténete sorolja fel. Ez a jelzés csupán a megfogalmazás eredetét és a szerzői jogokat jelzi, nem szolgál a cikkben szereplő információk forrásmegjelöléseként.

## További irodalom
- Chodakiewicz, Marek Jan. After the Holocaust: Polish-Jewish Conflict in the Wake of World War II, East European Monographs. Columbia University Press (2003). ISBN 0-88033-511-4
- Dynner, Glenn. Men of Silk: The Hasidic Conquest of Polish Jewish Society NY: Oxford University Press, 2006.
- Engel, David. „Patterns of Anti-Jewish Violence in Poland 1944–1946”, Yad Vashem Studies
- Krajewski, Stanisław. Poland and the Jews: Reflections of a Polish Polish Jew, Kraków: Austeria P, 2005.
- Levine, Hillel. Economic Origins of Antisemitism: Poland and Its Jews in the Early Modern Period. New Haven, Connecticut: Yale University Press (1991. július 29.). ISBN 9780300049879. OCLC 22908198
- Nikžentaitis, Alvydas, Stefan Schreiner, Darius Staliūnas (editors). The Vanished World of Lithuanian Jews. Rodopi, 2004, ISBN 90-420-0850-4
- Polonsky, Antony. The Jews in Poland and Russia, Volume 1: 1350–1881 (Littman Library of Jewish Civilization, 2009) ISBN 978-1-874774-64-8
- Polonsky, Antony. The Jews in Poland and Russia, Volume 2: 1881–1914 (Littman Library of Jewish Civilization, 2009) ISBN 978-1-904113-83-6
- Polonsky, Antony. The Jews in Poland and Russia, Volume 3: 1914-2008 (Littman Library of Jewish Civilization, 2011)  ISBN 978-1-904113-48-5
- Ury, Scott. Barricades and Banners: The Revolution of 1905 and the Transformation of Warsaw Jewry, Stanford University Press, 2012. ISBN 978-0-804763-83-7
- Weiner, Miriam. Jewish Roots in Poland: Pages from the Past and Archival Inventories. Secaucus, NJ: Miriam Weiner Routes to Roots Foundation (1997. július 29.). ISBN 978-0-96-565080-9. OCLC 38756480
- A Marriage of Convenience: The New Zionist Organization and the Polish Government 1936-1939 Laurence Weinbaum,  East European Monographs; dist. Columbia University Press, 1993

### Térképek
- A kozákfelkelés és annak következményei Lengyelországban Archiválva 2012. december 9-i dátummal az Archive.is-en, Zsidó közösségek Lengyelországban és Litvániában a Va'ad Arba' Aratzot alatt Archiválva 2009. szeptember 15-i dátummal a Wayback Machine-ben, A haszid judaizmus terjedése, Archiválva 2009. szeptember 15-i dátummal a Wayback Machine-ben A lengyelországi nácik elleni zsidó lázadások Archiválva 2012. december 9-i dátummal az Archive.is-en

### A lengyel zsidóság története
- A Lengyel Zsidóság Történetek Múzeuma
  - Virtuális Shtetl
- polishjews.org
- Virtuális zsidó történelmi körút Lengyelországban
- Judaizmus a Balti-tengeren: Vilna mint Kelet-Európa szellemi központja
- A zsidók Lengyelországban. Megmentés a feledéstől - Tanítás a jövő számára
- A zsidó Varsó történelmi helyszínei
- A washingtoni lengyel nagykövetség lengyel–zsidó kapcsolatok részlege
- Joanna Rohozinska, Foundation for the Preservation of Jewish Heritage in Poland, Central Europe Review, 2000. január 28.
- Zsidó szervezetek Lengyelországban a második világháború előtt
- Foundation for the Preservation of Jewish Heritage in Poland
- Foundation for Documentation of Jewish Cemeteries in Poland

### A második világháború és a holokauszt
- A vilnai gettó krónikái: háborús fényképek és dokumentumok - vilnaghetto.com
- Varsói gettófelkelés az amerikai Holokauszt Múzeumtól. Ugyanebben a forrásban:
  - Nem zsidó lengyel áldozatok a holokausztban
  - A háború alatti lengyel–zsidó kapcsolatok Archiválva 2012. december 8-i dátummal a Wayback Machine-ben bibliográfiája
- A német zsidóellenes intézkedések kronológiája Archiválva 2010. július 2-i dátummal a Wayback Machine-ben a második világháború idején Lengyelországban
- A katolikus cionista, aki az ENSZ-en keresztül segített az izraeli függetlenség elérésében
- Poland's Jews:A light flickers on, The Economist, 2005. december 20.